# Citroën
Pour les articles homonymes, voir Citroën (homonymie).
| [[Image:Citroën 15-6 5 2012.jpg\|150px\|Citroën Traction Avant 15 CV - 6 cylindres. | alt=]] |              | [[Image:PA160019.JPG\|150px\|Citroën Traction Avant 15 CV - 6 cylindres. | alt=]] |
| Citroën Traction Avant 15 CV - 6 cylindres.                                         |        | Citroën 2 CV |                                                                          |        |

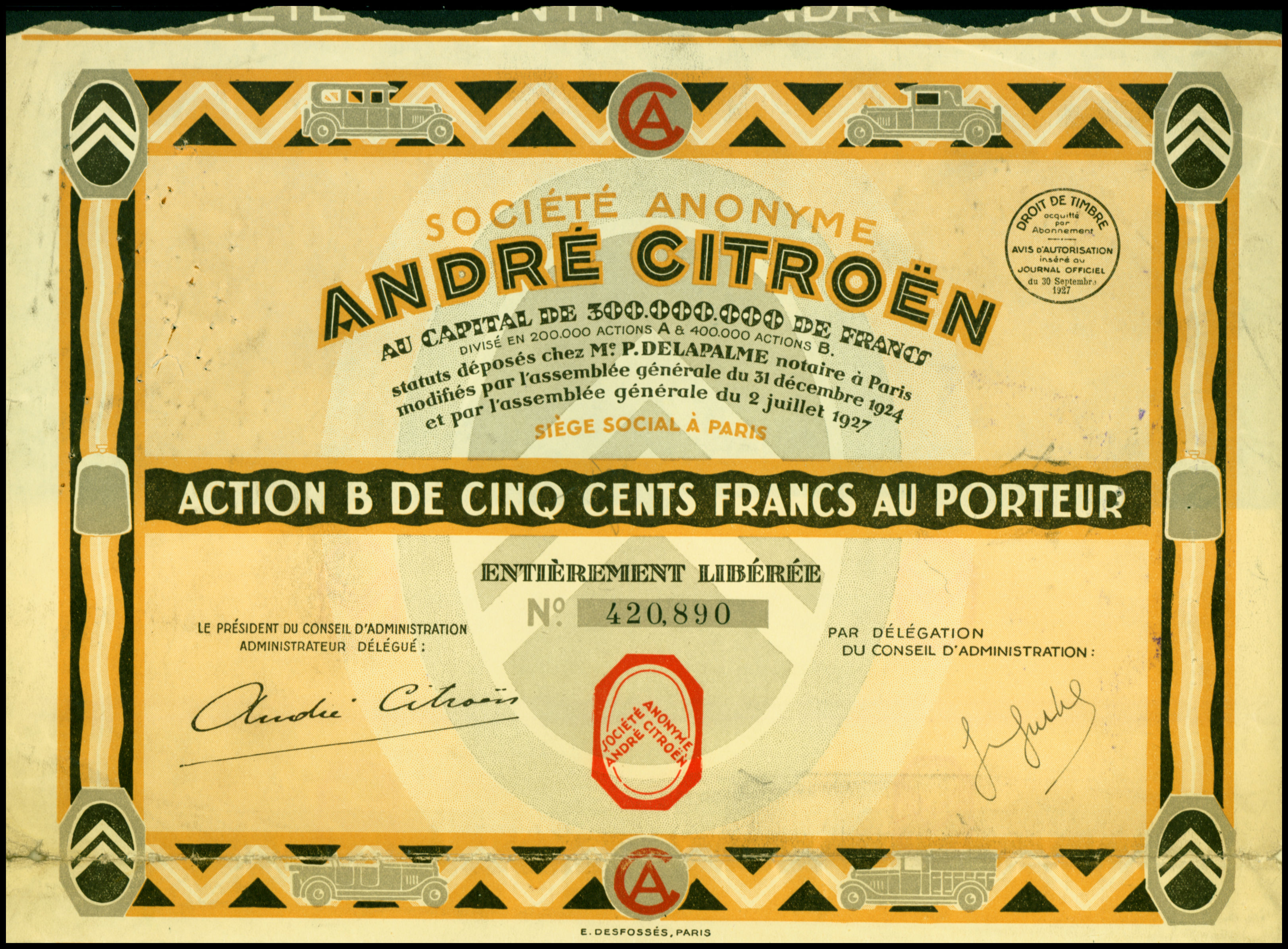
Action de la S. A. André Citroën en date du 30 septembre 1927.

Citroën est un constructeur automobile français, aujourd'hui filiale du groupe Stellantis. Son nom en forme longue est Automobiles Citroën SA. L'entreprise a été fondée en juin 1919 par André Citroën. La marque a toujours été réputée pour ses technologies d'avant-garde et, à plusieurs reprises, a révolutionné le monde de l'industrie de l'automobile. Citroën a notamment créé la Traction Avant, l'utilitaire H, les 2 CV, DS, Méhari, SM, GS, CX, BX ou encore la XM, qui sont toutes des créations d'avant-garde.
L'entreprise Citroën appartient depuis 1976 au groupe PSA intégré dans Stellantis en 2021. Le groupe PSA englobait également DS Automobiles et Peugeot, ainsi que l'anglais Vauxhall et l'allemand Opel, depuis 2017. En 2021, son siège social a été transféré de Rueil-Malmaison à Poissy. Ses bureaux d'études et de recherches sont installés à Vélizy-Villacoublay, Poissy (CEMR), Carrières-sous-Poissy et Sochaux-Montbéliard. Carlos Tavares, entré chez Renault en 1981, en est devenu le numéro deux, aux côtés de Carlos Ghosn, recruté le 1er avril 2014 comme directeur opérationnel de la branche automobile du Groupe PSA (en quasi faillite) et nommé directeur général de Stellantis à sa création en janvier 2021, a été limogé le 1er décembre 2024, avec départ immédiat.
Citroën est engagé en compétition automobile via son département Citroën Racing (anciennement Citroën Sport).

## Histoire

### Avant Citroën

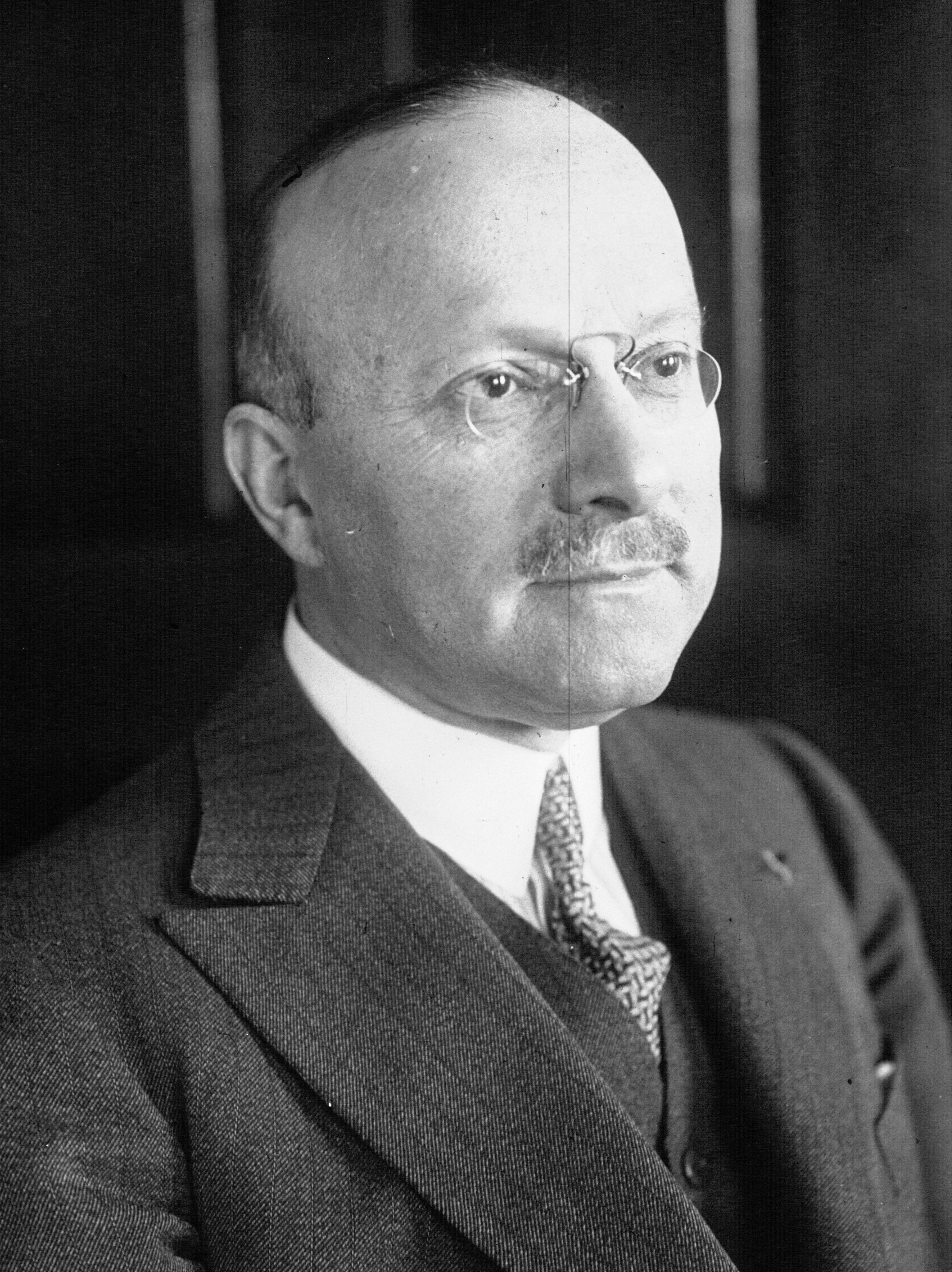
André Citroën

Né d'un père néerlandais et d'une mère polonaise, André Citroën voit le jour à Paris le 5 février 1878. Il devient orphelin de père à 7 ans.
En 1901, âgé de 23 ans, il s'associe avec André Boas et Jacques Hinstin, qu'il connaît depuis le lycée Condorcet, avec qui il investit une grande partie de l'héritage de ses parents pour fonder la société « Citroën, Hinstin et Cie », entreprise de fabrication d'engrenages, en particulier ceux à chevrons en V, avec une dizaine d'ouvriers, d'abord dans le faubourg Saint-Denis du 10e arrondissement de Paris, puis dès 1912 au 31 quai de Grenelle (Paris) dans le 15e arrondissement de Paris. Le logo de cette marque n'est autre qu'un double V renversé qui deviendra l’emblème de sa marque d’automobiles. Avec 900 000 francs de chiffres d'affaires en 1910 et quatre années plus tard, le premier conflit mondial éclate. Il rencontre alors le Ministre de l'armement. André Citroën lui propose un plan de fabrication d'obus de 75 mm, le Ministre passe commande pour 15 000 obus par jour. En 1915, la production atteindra 55 000 obus par jour.

### Les débuts

L'Usine des établissements André Citroën (1920).

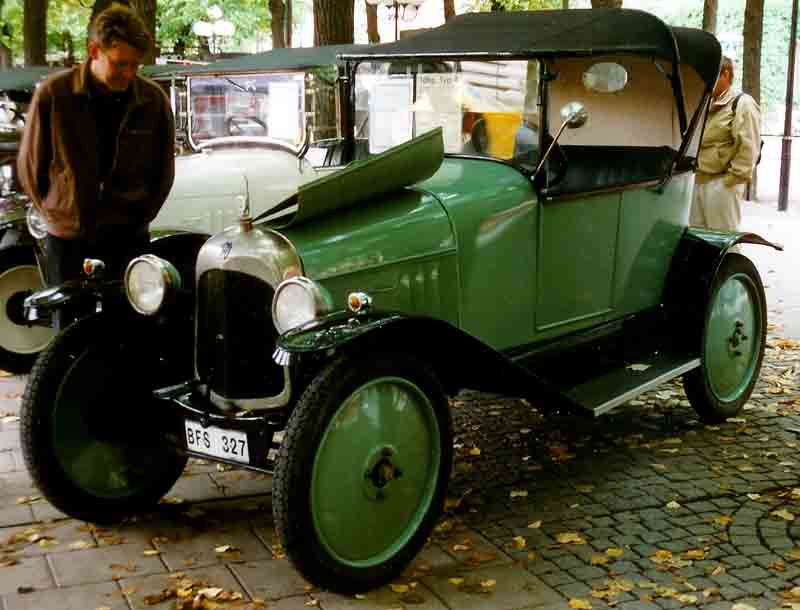
Première Citroën Type A (1919 à 1921).

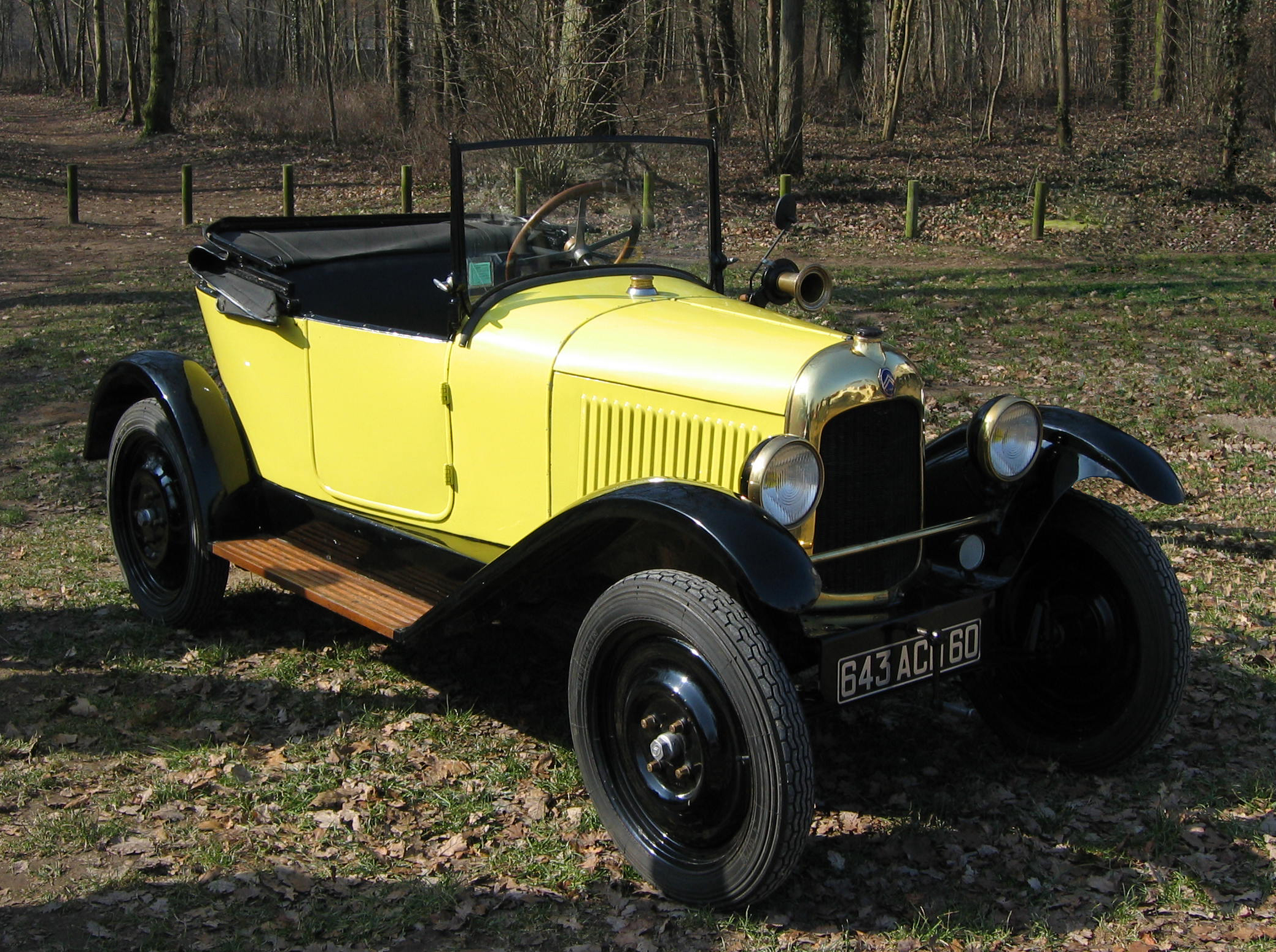
Citroën Type C 5HP Torpedo cul-de-poule, connue sous le nom de Trèfle pour sa version trois places (1922 à 1926).

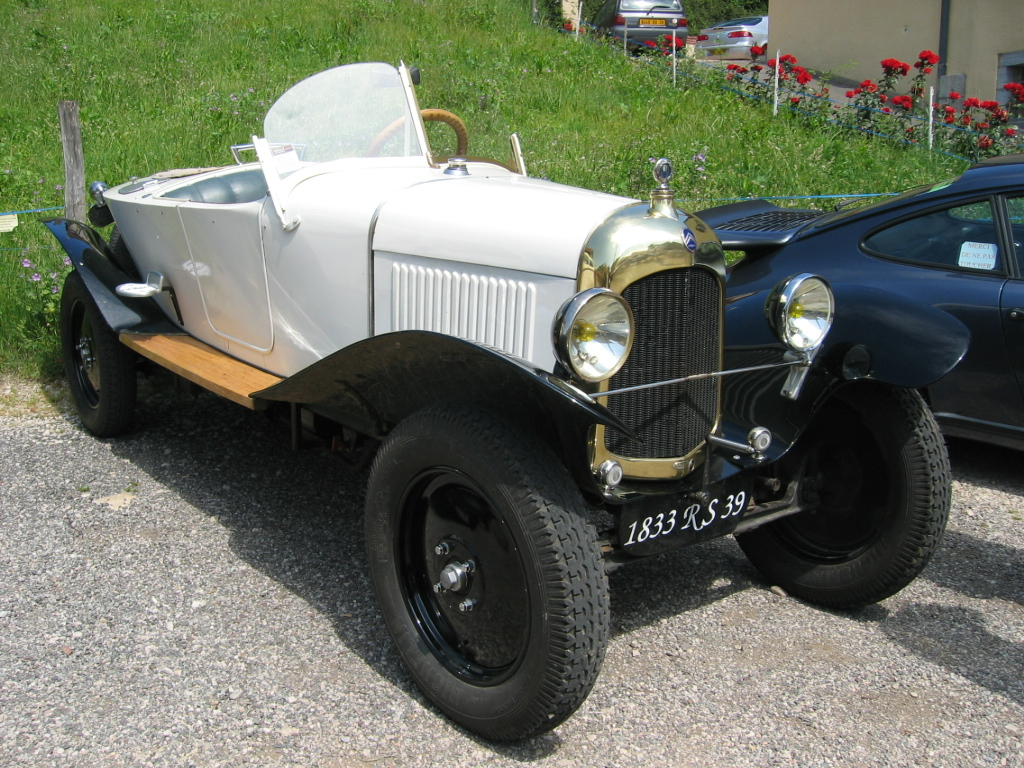
Citroën B2 Sport (1921 à 1926).

À la sortie de la Première Guerre mondiale, pendant laquelle il a fondé et dirigé une importante usine de fabrication d'obus, le polytechnicien André Citroën décide de créer en 1919, sa propre marque d'automobiles.
Il transforme son usine d'obus, complexe métallurgique construit en six semaines au printemps 1915 et située sur l'actuel emplacement du parc André-Citroën, quai de Javel (actuel quai André-Citroën) dans le 15e arrondissement de Paris, pour la reconvertir dans la production de véhicules à moteur. Il absorbe le constructeur automobile Mors dont il est le directeur général administrateur depuis 1906, et industrialise le premier modèle de la marque : la Citroën Type A. Ce modèle est la première automobile construite en série en Europe. La voiture bénéficie d'une publicité par le biais d'une affiche du dessinateur Mich. En 1919, il sort quotidiennement 30 voitures, pour un total de 2 810 véhicules et 12 244 en 1920.
La grande usine de Clément-Bayard à Levallois-Perret est rachetée en 1922, ce qui permet à la marque de sortir sa première voiture vraiment populaire, la "5 CV", inspirée des voitures Clément-Bayard.
En 1924, Citroën commence une collaboration avec l'ingénieur américain Edward Gowan Budd, qui a travaillé depuis 1899 au développement des carrosseries tout en acier pour les voitures de chemin de fer, et pour de nombreuses marques d'automobiles (Dodge etc.). En 1925, Citroën industrialise, par ce biais, la première carrosserie « tout acier » entièrement fermée en Europe.
Le succès est au rendez-vous mais la concurrence industrielle est forte et implique un très fort développement créatif, technique et industriel.
En 1928, après la montée en puissance des sociétés industrielles françaises à la Bourse, elles représentent pour la première fois 3 des 5 premières capitalisations françaises et Citroën est la cinquième. Propriété quasi exclusive de son fondateur, Renault ne figure pas dans le classement.
| Société                           | Banque de France | Saint-Gobain | Mines de Lens | Crédit lyonnais | Citroën |
| Capitalisation (Mrd de F courant) | 3,867            | 3,221        | 1,983         | 1,868           | 1,753   |

Citroën innove en matière de fordisme et de taylorisme avec des voitures bon marché, au détriment de ses bénéfices et des très importants coûts de développement, ruineux en pleine période de guerres mondiales et de crises de la Grande Dépression.
C'est également au cours de cette période que la banque Lazard Paris, dorénavant installée rue Pillet-Will, devient un acteur important dans plusieurs sociétés industrielles françaises, auréolé de son succès chez Citroën. En effet, dès 1927, la banque apporte au constructeur automobile les fonds dont il a besoin, renégocie sa dette, par exemple en lui rachetant la Sovac (filiale de Citroën spécialisée dans la vente d'automobiles à crédit), qui lui servira plus tard à distribuer de nombreux crédits. Mais elle va plus loin en entrant dans son capital et en installant trois de ses membres au conseil d'administration (Raymond Philippe, André Meyer et Paul Frantzen).
En 1933, lors des grèves et tandis qu'André Citroën souhaite diminuer les salaires de ses employés, Jacques Prévert écrit Citroën, texte qui sera lu à la foule des grévistes par le Groupe Octobre.
Les relations entre les deux groupes se distendent par la suite et, en 1934, la banque ne peut empêcher la faillite de l'industriel. Les deux familles restent cependant liées, avec le mariage du fils d'André Citroën et de la dernière fille de David David-Weill.
Le lancement révolutionnaire mais très coûteux de la Traction Avant, première voiture à carrosserie monocoque, qui surclassera toutes ses rivales pendant 15 ans à partir de 1934, ne sauve pas la marque de la faillite.
Fin 1934, les banques, dont la banque Lazard et créditeurs perdent confiance en Citroën et décident de ne plus suivre son surendettement chronique et ses importantes pertes financières, et de confier la gestion à son principal débiteur Pierre Michelin, du groupe Michelin second fils d’Édouard Michelin, cofondateur du groupe Michelin, un des principaux créanciers de Citroën avec la mission très difficile de lui éviter la faillite.
En revanche, dans son livre La Conjuration de Javel publié en 1996, Bernard Citroën démontre que la dette était moins sévère qu'on ne l'avait dit et que la marque, en réalité, aurait pu échapper à la faillite.
Le 21 décembre 1934, Citroën est mis en liquidation judiciaire. Le principal créancier, Michelin, reprend la marque, sauve les 250 000 emplois, calme 1 500 créanciers et les milliers de petits porteurs mécontents.
Pierre Michelin succède à André Citroën en juillet 1935, après 15 ans d'activité industrielle au sommet, suivi par Pierre-Jules Boulanger en 1937.

### Les années Michelin

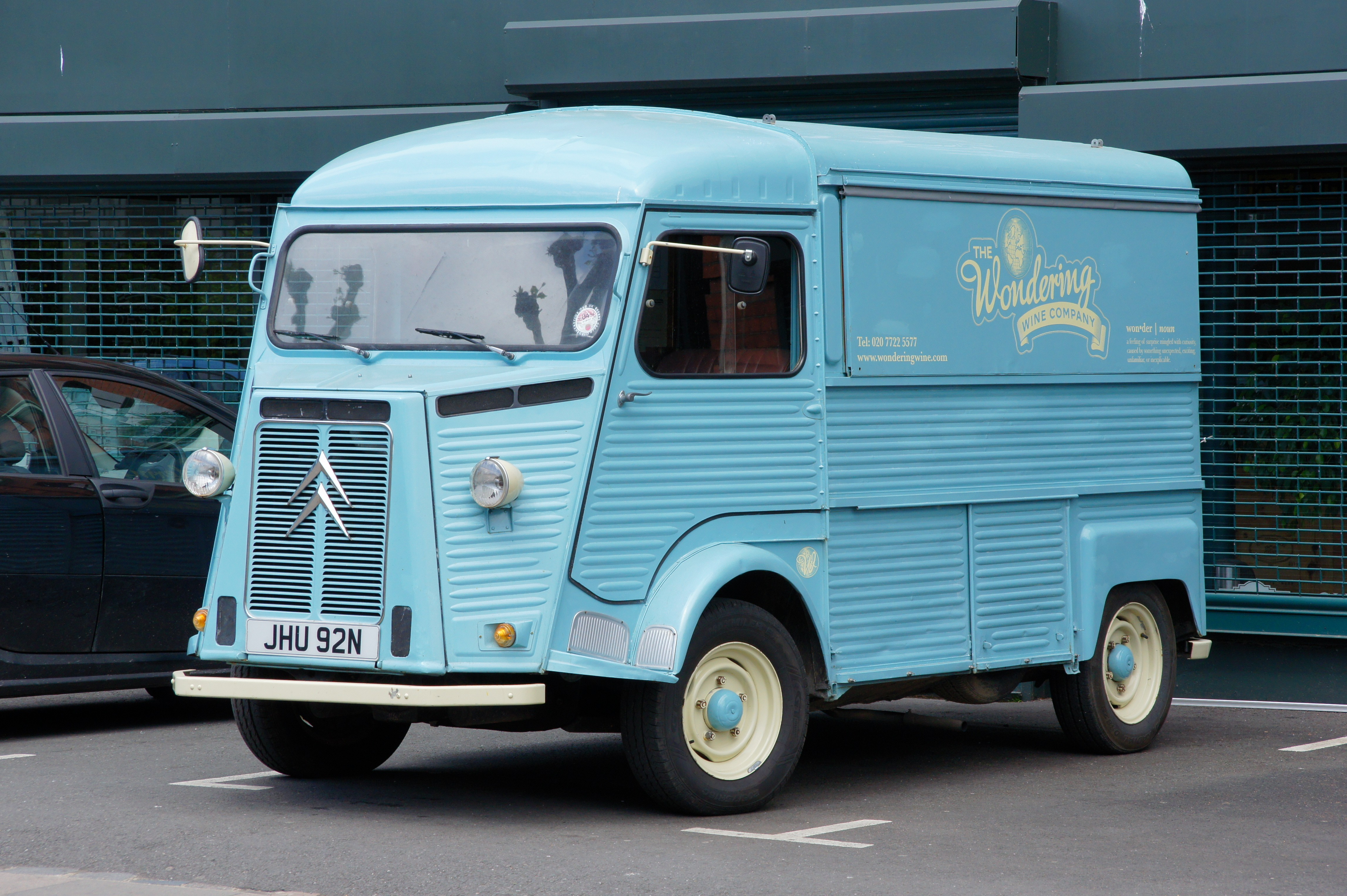
Citroën Type H.

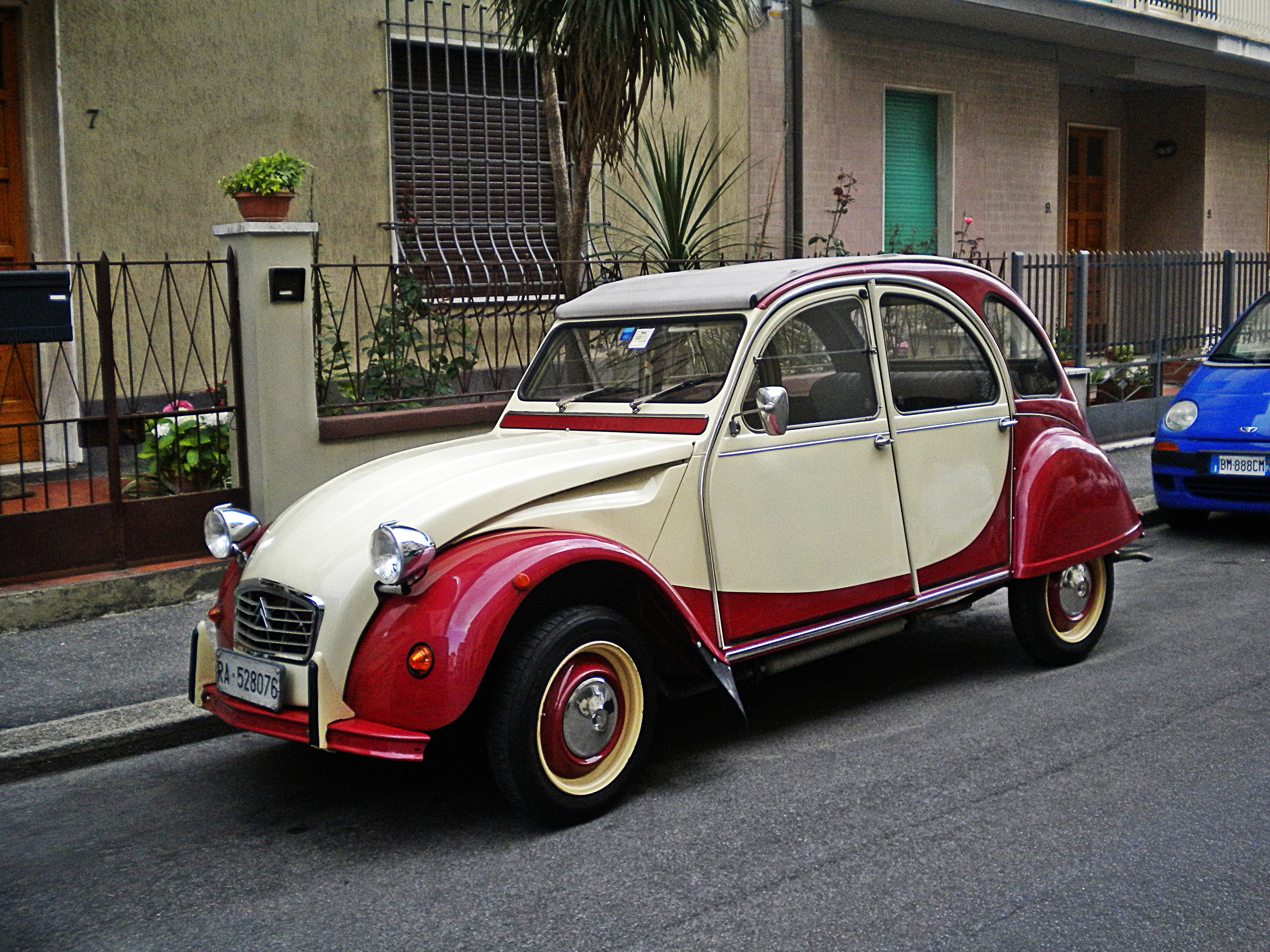
Citroën 2 CV.

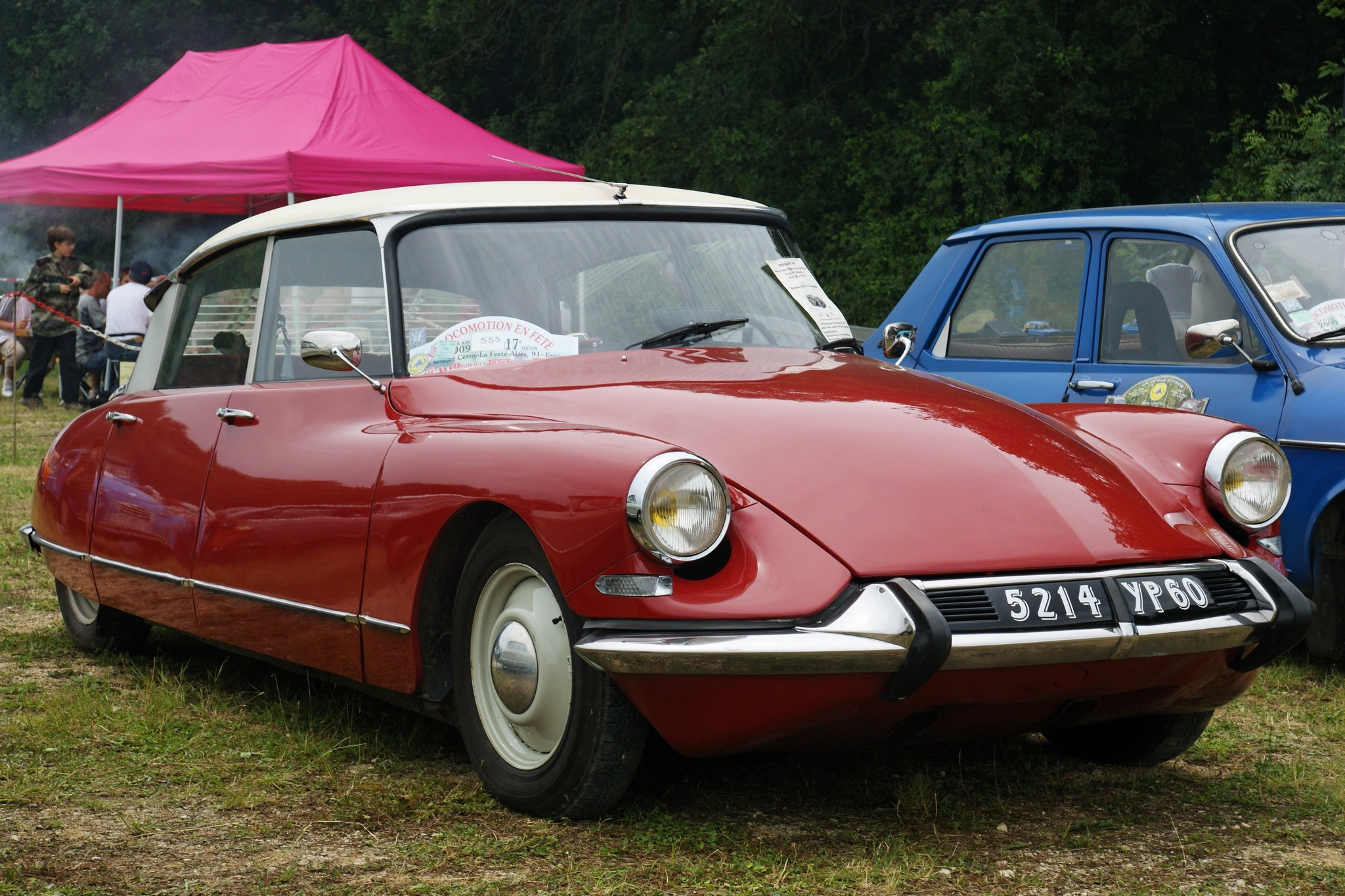
Citroën ID.

En 1935, Michelin prend le contrôle de Citroën. Sa mission première va consister à rembourser les dettes laissées par André Citroën qui meurt d'un cancer de l'estomac le 3 juillet 1935. Pour cela, Michelin s'affaire à la poursuite du lancement commercial de la Traction, en version 7 et 11 CV. La version 22 CV à moteur V8 voulue par André Citroën ne verra jamais le jour, en raison de son coût jugé beaucoup trop élevé par Michelin, car il comportait de trop nombreuses pièces spécifiques. De plus, les prototypes de la 22 avaient un comportement routier assez « sous-vireur », deux des exemplaires de tests ayant été perdus dans des accidents. Tous les prototypes furent reconvertis. Aujourd'hui, cependant, quelques passionnés ont réalisé des répliques de la 22.
La même année, Michelin lance le projet 2 CV. But du projet : « motoriser » la France rurale, et ainsi vendre plus de pneus ! En effet, si Michelin a choisi de racheter Citroën, c'est bien parce qu'il était le premier constructeur français et donc un des plus gros clients de Michelin, sinon le plus gros. Et, sachant qu'une voiture représente cinq pneus, en vendant une petite voiture économique, les ventes de pneus devaient décoller. Telle était la logique de départ du projet 2 CV ! C'est aussi l'origine d'un partenariat d'exclusivité avec Michelin, où toutes les voitures neuves Citroën sont chaussées par cette marque de pneus. Cet accord a depuis été remis en cause d'une part pour le problème logistique qu'il pose sur les lignes de montage communes aux modèles Peugeot et d'autre part dans le cadre de la mondialisation de l'industrie automobile, Michelin ne pouvant offrir le prix le plus bas sur tous les marchés émergents.
En 1938, Michelin étend la gamme Traction vers le haut en lançant la 15 CV à moteur 6 cylindres. Durant la même année, lors de la fin de la convention collective de travail des ouvriers métallurgistes, les ouvriers entendent voir leurs salaires augmentés. Face au refus de Pierre Michelin, les usines Citroën-Javel, Saint-Ouen et Levallois-Perret, bientôt rejointes par d'autres, partent en grève. Willy Ronis immortalise la militante CGTU, Rose Zehner en train de haranguer la foule à la veille de l'action de grève (23 mars 1938).
En septembre 1939, Michelin s'apprête à lancer la 2 CV au Salon de Paris. Une présérie de 250 exemplaires a déjà été produite. Mais le déclenchement soudain de la guerre compromet ce lancement. De ces préséries, il existe encore cinq exemplaires aujourd'hui dont un transformé en pick-up, au musée de l'Automobile Henri-Malartre de la Rochetaillée sur Saône. Ce prototype a été vendu par Citroën et racheté par Monsieur Henri Malartre.
Durant la Seconde Guerre mondiale, les usines Citroën ont tourné au ralenti en 1941 et 1942 puis complètement arrêtées en 1943, du fait des bombardements alliés sur Paris. Les prototypes et les 250 exemplaires de présérie en aluminium de la petite voiture révolutionnaire furent détruits ou cachés en Auvergne par une équipe d'ingénieurs (cf site de Citroën France). On ne sait pas s'il s'agissait de les cacher aux Allemands, ou de les protéger des futurs bombardements. Cette voiture deviendra, en 1948, après une complète remise à plat, la 2 CV Type A.

#### Innovations technologiques et croissance externe (1955–1967)
En 1955, Citroën assoit un peu plus sa domination technologique en sortant la DS, équipée d'un système de suspension hydropneumatique qui fera sa légende. La DS était aussi dotée d'une direction assistée, de freins hydrauliques avec disques à l'avant et également d'une boîte semi-automatique à commande hydraulique ; le tout était animé par la pompe haute pression entraînée par le moteur de la voiture. Cette suspension, qui apportait tenue de route et confort, devait faire la réputation des SM, GS, CX, BX, XM, Xantia puis C5 et C6.
En novembre 1963, Citroën et Peugeot signent un accord de coopération et fondent la SFA pour mettre en commun leurs achats.
En 1965, Citroën prend le contrôle de Panhard dans l'espoir d'utiliser les compétences de cette marque, pour les voitures de milieu de gamme, afin de combler le trou béant dans la gamme Citroën : il manquait en effet au moins une voiture entre la 2 CV et les grandes DS / ID. L'outil industriel de Panhard intéressait également Citroën. Rapidement, les usines Panhard fabriqueront plus de fourgonnettes 2 CV que de Panhard, Citroën ayant bloqué toutes les possibilités d'évolution du moteur 4 cylindres, modèle 24 en 4 portes, 24 CT à moteur Maserati.
L'année 1967 marque la fin de la production automobile civile Panhard.

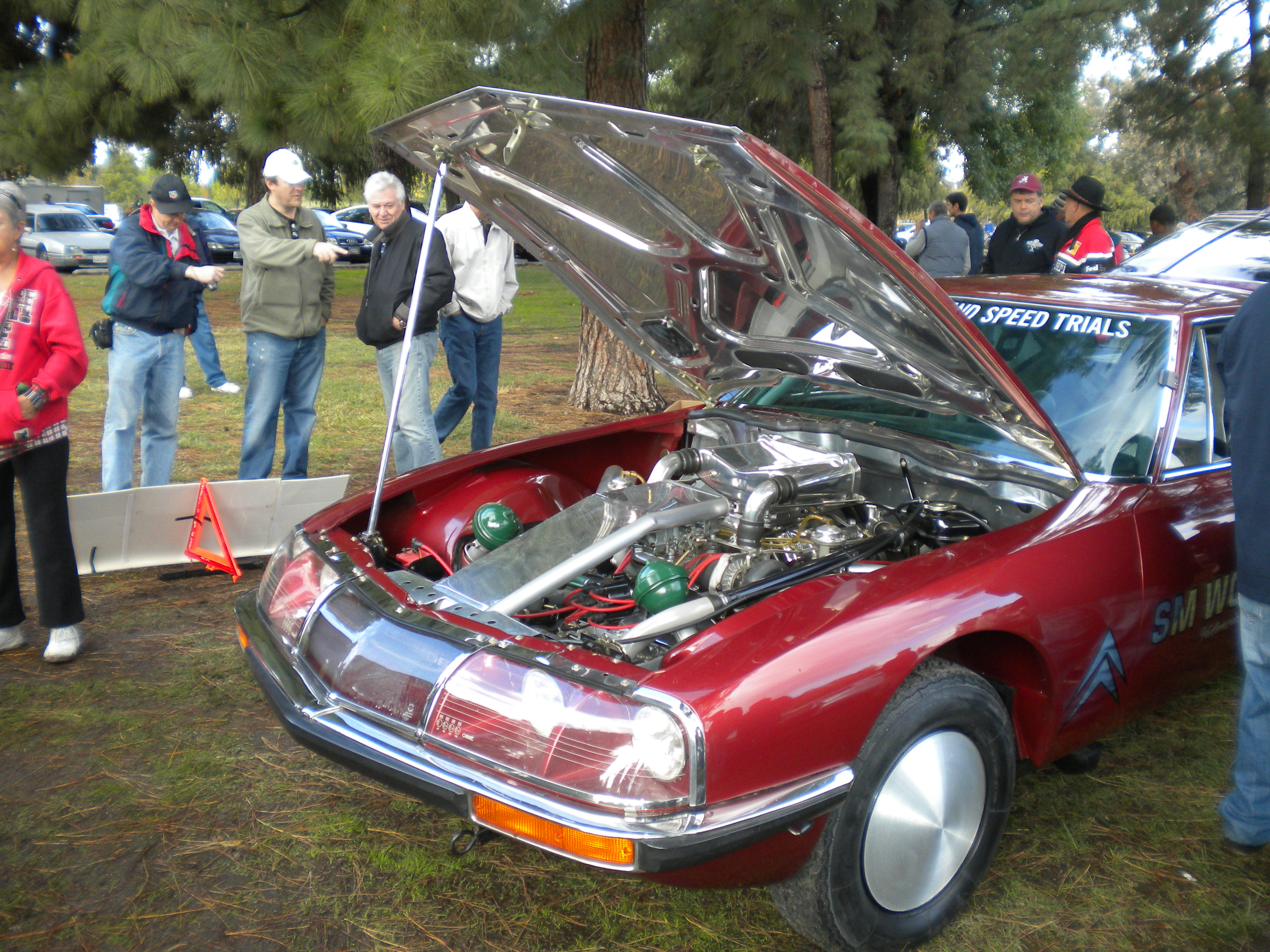
Une Citroën SM atteint 325 km/h sur le Lac Salé en 1987.

#### Réorganisations corporatives et difficultés financières (1968–1974)
Nommée initialement Société Anonyme André Citroën, en début d'année 1968, la raison sociale de l'entreprise devient Citroën SA lors d'une énième réorganisation de sa structure financière, avec la société mère regroupant une vingtaine de filiales. Cette réorganisation facilite les négociations avec le géant italien Fiat qui annonce, le 25 octobre 1968, vouloir acquérir 15 % du capital de Citroën.
Rachat de Maserati
En 1968, Citroën achète Maserati, le constructeur italien de voitures de sport alors en difficultés.
En décembre 1970 la structure corporative est à nouveau modifiée avec la création de la société holding PAR.DEV.I SA (Participation et Développement Industriel), qui détient 53 % du capital de Citroën SA. À l’origine, Michelin détenait 51 % et Fiat 49 % de PAR.DEV.I SA. Cela signifie que Fiat détenait indirectement environ 25 % de Citroën à travers PAR.DE.VI SA, ce qui avait été validé par le gouvernement français, très attentif à la préservation de l’industrie française, mais compréhensif aux besoins de capitaux et surtout de technologies étrangères.

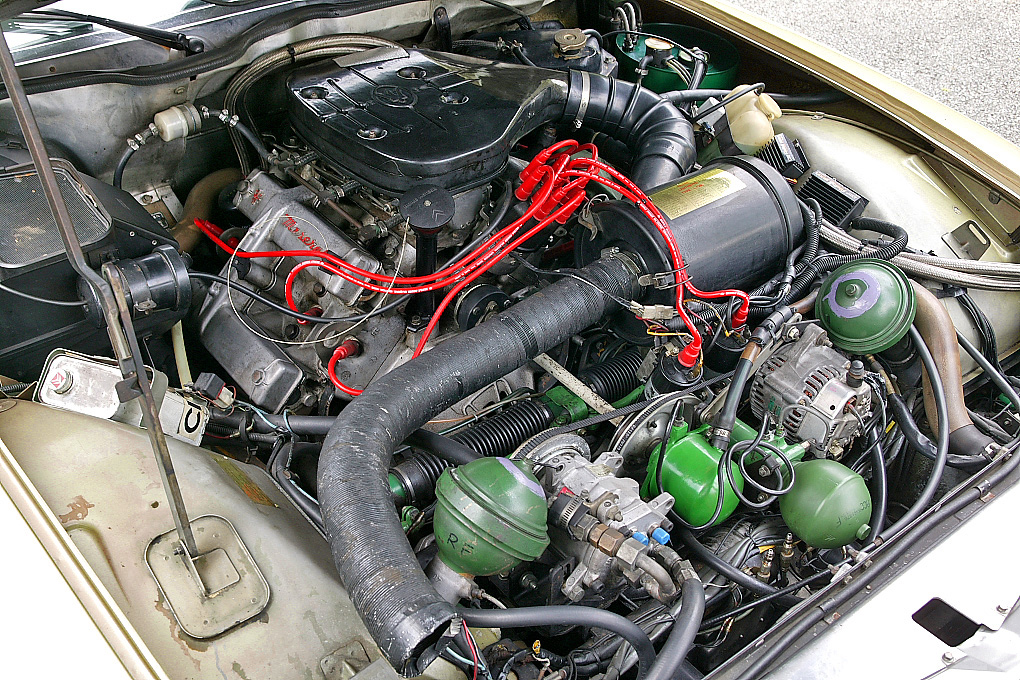
Le célèbre moteur Maserati V6 de la SM.

Cette même année, Citroën lance la mythique SM et utilise un moteur V6 Maserati pour l'équiper. Cette voiture nécessite hélas un tel niveau d'investissement que le secteur Grand tourisme à lui seul ne peut pas le soutenir, même dans les meilleures circonstances. Ces dernières se trouvaient d'ailleurs être plutôt défavorables : le choc pétrolier de 1973 va ralentir les ventes de voitures de grand tourisme, un désavantage à ajouter au prix élevé de la voiture et à l'entretien délicat et coûteux du moteur Maserati.

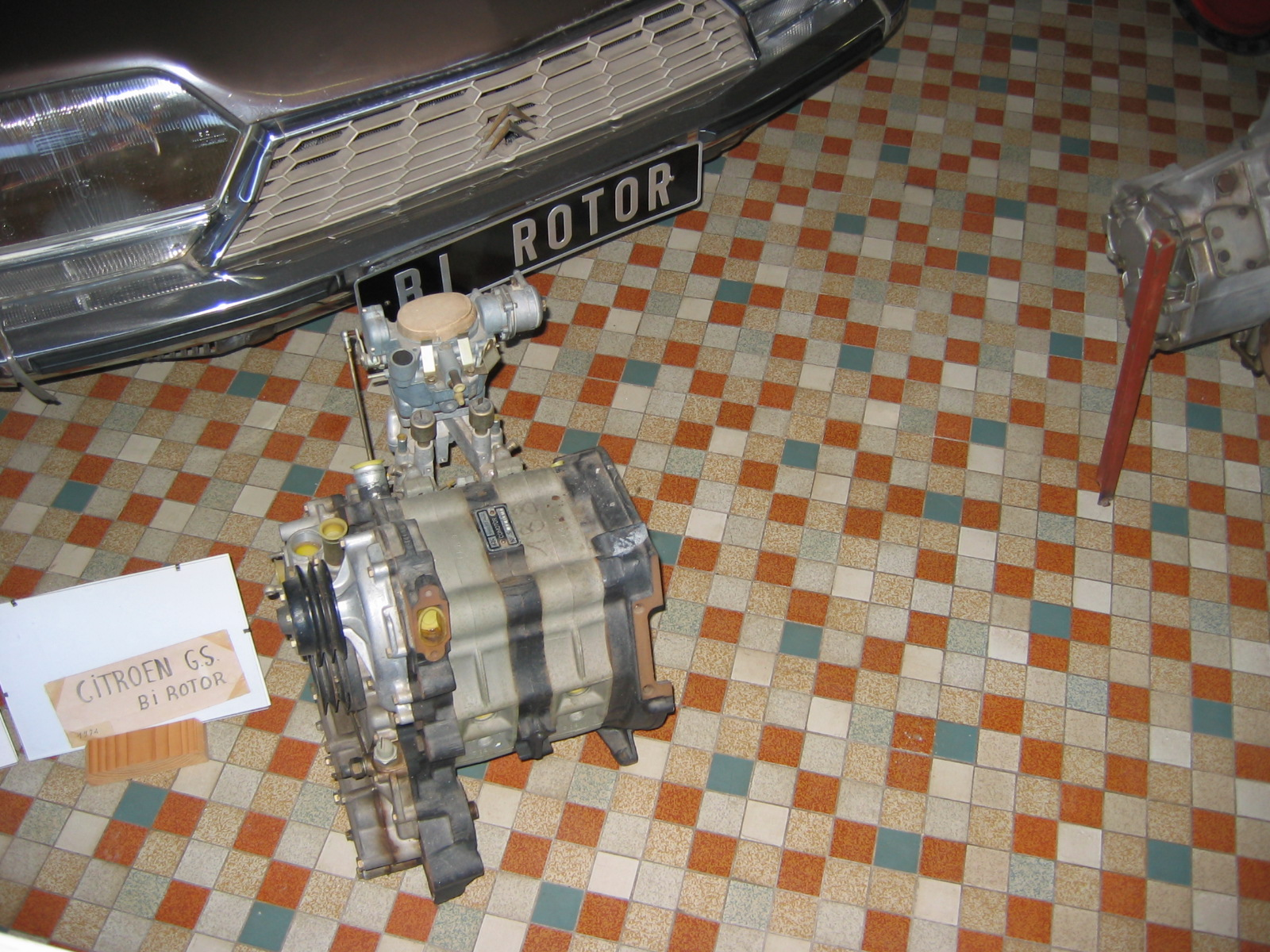
Le Moteur Comotor de la GS Birotor.

Des années de recherche sans résultats tangibles sur le moteur à piston rotatif Wankel, la dispersion dans de trop nombreux domaines (poids lourds, hélicoptère à moteur Wankel), l'erreur stratégique de ne pas avoir proposé de voiture de milieu de gamme jusqu'au lancement de la GS en 1970 et enfin les coûts de développement faramineux des GS, CX, SM, moteur Birotor, Bora, Merak et Khamsin, toutes des bijoux de technologie, creusent chez Citroën un gouffre financier abyssal. À l'aube des années 1970, la marque ne peut plus faire face financièrement à toutes ses dépenses. Le coup de grâce est porté par le choc pétrolier de 1973, qui enterre la SM et augmente les frais généraux liés à l'automobile.
L'accord signé avec Fiat en 1968 n'a pas porté pas ses fruits, et, mis à part quelques collaborations ponctuelles, les synergies attendues en 1968 ne sont pas atteintes au début des années 1970.
Michelin, actionnaire majoritaire de la marque depuis 40 ans, décide de vendre Citroën au groupe italien Fiat, conformément aux accords signés lors de la création de PAR.DEV.I SA et validés par le gouvernement français, le solde de sa participation, ce qui aurait fait du groupe FIAT l'actionnaire majoritaire de Citroën SA avec 55 % du capital de Citroën Automobiles et 100 % de Berliet. Le géant transalpin n'y parviendra pas, le gouvernement français, en la personne du président Georges Pompidou, ayant mis son veto à cette cession. Citroën SA est ainsi conduit à la faillite en 1974.
Le gouvernement français réagit et, pour sauver la marque tout en évitant de la laisser tomber en mains étrangères, oblige Peugeot à absorber Citroën. Les négociations en ce sens débutent à l'automne 1974 et le président Giscard d'Estaing annonce, dans une allocution télévisée le 26 novembre 1974, que l'État apporterait un prêt de 500 millions de francs à l'entité fusionnée à travers le FDES. L'annonce intervient quelques jours après qu'un comité d'entreprise extraordinaire ait été convoqué pour examiner un plan de licenciement collectif. C'est la naissance du groupe PSA Peugeot Citroën. Le plan d'action gouvernemental imposa la vente de Berliet à Renault, qui n'en voulait pas, pour concentrer le secteur français des véhicules industriels, et créer ainsi Renault Véhicules Industriels (RVI).
PSA revend Maserati à l'industriel italo-argentin Alejandro de Tomaso en mai 1975.

### Les années Peugeot

#### Des débuts difficiles
En 1976, le gouvernement français demande à la famille Peugeot de reprendre la marque aux chevrons en faillite. Elle « rachète » alors 90 % du capital de Citroën à Michelin et forme le groupe PSA Peugeot Citroën, société à directoire et conseil de surveillance. La famille Peugeot en restera actionnaire majoritaire jusqu'en 2014.
La cohabitation des deux marques va s'avérer difficile durant plus de vingt ans. Tout semble en effet les opposer : Peugeot était a priori une marque très conservatrice malgré des exceptions comme la 204, qui utilisait la technologie du moteur transversal, alors très peu répandue en-dehors de la Mini (1959) des Fiat 128 (1969) et 127 (1971) et de la Trabant 601 (1974), tandis que Citroën était audacieuse et technologiquement innovatrice, en particulier par ses suspensions et ses concepts aérodynamiques, mais pas par ses motorisations souvent un peu trop en retrait.
Le bureau d'études Citroën en sort métamorphosé : certains de ses membres partent comme Robert Opron, designer des DS restylées, Ami 8, SM, GS et CX), d'autres restent mais acceptent mal la nouvelle direction, à cause notamment de sa démarche de standardisation. Les premiers modèles laissent les citroënistes sceptiques quant à l'avenir de leur marque : la LN en 1976 est une caisse de 104 Coupé avec un moteur de Dyane, mariage que l'on peut considérer comme raté au vu des faibles ventes.
Néanmoins, PSA, à ses débuts est financièrement une réussite. Le groupe fait évoluer la gamme existante : la 2 CV est déclinée en de nombreuses séries limitées, la CX passe au Diesel, et la GS devient GSA en 1979, avec un hayon arrière intégral apprécié par la clientèle.
Cependant, la situation financière du groupe PSA, au début des années 1980, apparaît très mauvaise. En effet, en 1979, le rachat de Chrysler Europe (ex-Simca), est difficile à digérer pour Peugeot, et s'ajoute au second choc pétrolier, qui affaiblit encore le constructeur.

#### Redressement et standardisation

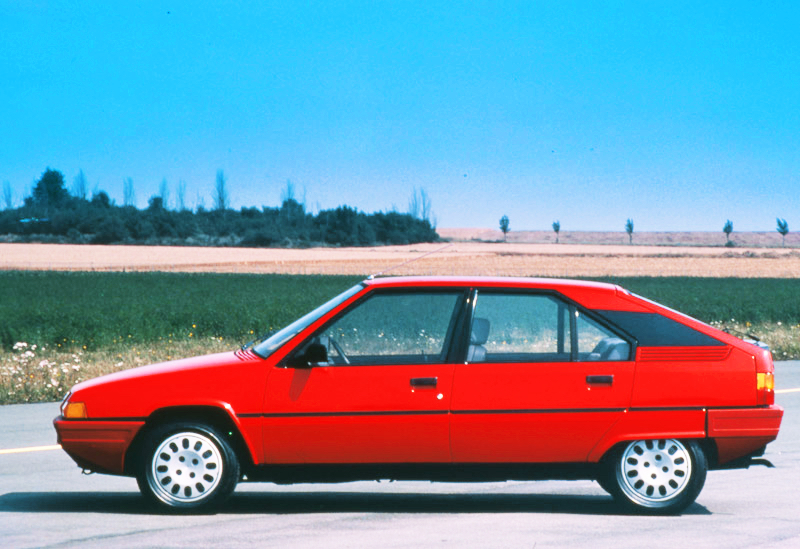
Citroën BX, elle sauvera Citroën de la faillite dans les années 1980.

La BX (1982) est le fruit de cette époque difficile. Sa ligne originale et la présence de la suspension hydraulique ne font pas oublier qu'elle est dotée des mêmes groupes moteurs que la 305 Phase II. Cette intégration d'éléments Peugeot dans une Citroën a été assez mal vécue au sein des bureaux d'études de la marque aux chevrons, mais le lancement de la BX était urgent et devait être un succès : l'avenir de Citroën dépendait de cette voiture, de la même manière que celui de Peugeot dépendait de la 205. Ce fut sans conteste le succès de ces deux modèles, et la disparition, en 1986, de la marque Talbot, qui permirent la sauvegarde du groupe PSA. Cette époque coïncide en outre avec l'arrivée, en 1980, de Georges Falconnet à la direction commerciale, et avec lui d'une collaboration suivie avec Jacques Séguéla. Presque chaque lancement s'accompagnera dorénavant du soutien d'une personnalité : chanteur, acteur, metteur en scène ou encore sportif. Ainsi la BX, présentée sous la tour Eiffel à Paris, bénéficiera des apports de Julien Clerc puis Philippe Labro.
La BX, locomotive d'une gamme qui avait vieilli, est suivie par l'AX en 1986 et la XM en 1989, qui achèvent le renouvellement de la gamme.

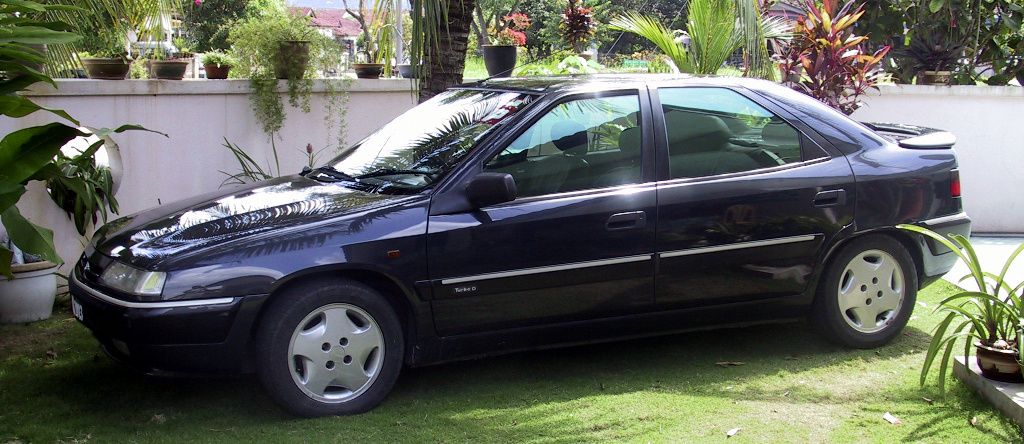
Citroën Xantia, Voiture de l'année 1993 en Italie et en Espagne.

Le lancement de la XM en 1989, le remplacement de la BX par la ZX et la Xantia respectivement en 1991 et en 1993, ainsi que le restylage de l'AX en 1992, marquent le début de l'ère de la qualité chez Citroën. Mais les débuts sont difficiles avec les problèmes électriques de la XM, dus au lancement trop précipité par le PDG de PSA Jacques Calvet ; et, surtout, la marque aux chevrons n'apparaît plus créative. Les Citroën deviennent des clones de Peugeot déjà existantes : l'Évasion premier monospace de la marque, 1994, la Saxo 1996 ou le Berlingo  qui est le premier ludospace de l'histoire automobile, 1996, sont des modèles développés sur des plates-formes communes avec Peugeot. Les modèles dotés d'une personnalité propre, comme la ZX ou la Xsara en 1997, apparaissent quant à eux trop timides du point de vue du style.
L'image de Citroën est ainsi devenue en vingt ans celle d'un constructeur automobile comme un autre, avec comme particularité de vendre des voitures à prix relativement réduits. Il convenait donc de donner une nouvelle impulsion à la marque, tout en maintenant le niveau de fiabilité et de qualité acquis.

#### La renaissance sous M. Folz
Depuis l'avènement à la présidence du groupe PSA de Jean-Martin Folz, la cohabitation Peugeot-Citroën semble avoir trouvé un équilibre. Les deux marques assument leurs différences et les économies de coûts ne se font plus au détriment du style. Les C1, C2, C3, C4 et C5 restylée possèdent une forte identité stylistique fixée sous l'impulsion de Jean-Pierre Ploué, le directeur du style Citroën et successeur de Flaminio Bertoni (designer des Traction, DS, 2 CV, Ami 6) ou Robert Opron (SM, GS, CX). En avril 2006, la C6 est mise en vente : elle a plusieurs aspects de la CX avec vitre arrière concave, mais son originalité ne convainc pas. En revanche, les monospaces Xsara Picasso, C4 Picasso en 5 et 7 places puis C3 Picasso sont de grands succès qui tirent la marque vers le haut. Ainsi, en mars 2009, Citroën obtient 16,1 % de part de marché en France, non loin des 16,4 % de Peugeot, et signe ainsi son meilleur résultat depuis 35 ans.
Le site de l'ancienne usine historique de Paris (15e arrondissement), sur les rives de la Seine quai de Javel, a été transformé après sa démolition totale en 1983, en un vaste parc public (parc André-Citroën) ceinturé d'un programme de logements et de bâtiments tertiaires. Les usines historiques de Citroën sont à Aulnay-sous-Bois fermée en 2014, Rennes-la-Janais et Vigo (Espagne), mais les usines du groupe PSA Peugeot Citroën fabriquent maintenant indifféremment des véhicules des deux marques.

#### Les années 2010: Une période de flottement
Confronté au contre-coup de la crise économique de 2008, Citroën doit fermer son site d'Aulnay-sous-Bois en 2014 en voyant ses ventes baisser. Sa déclinaison haut de gamme DS Automobiles est une réussite en trouvant son autonomie. Peugeot étant positionné sur un créneau cossu, Citroën se cherche, essayant de se placer en dessous de Peugeot sans apparaître comme une marque low-cost. Elle se repositionne ainsi progressivement sur un créneau décalé de technologie utile, marqué par le lancement de la C4 Cactus. En 2014, la marque décide de changer d'image de marque pour se différencier de Peugeot : en jouant sur de nouveaux designs, nouvelles couleurs, elle perd son côté « sérieux » pour favoriser un positionnement plus "jeune" et "fun".

#### Centenaire
En 2019, Citroën fête son centenaire. Tout au long de l'année, le constructeur célèbre son anniversaire lors d'événements automobiles et par des séries spéciales dans sa gamme.
Le "rassemblement du siècle" a lieu dans les jardins des ruines du Château de la Ferté-Vidame le 19, 20 et 21 juillet 2019, réunissant 4 200 véhicules de collectionneurs des quatre coins de l'Europe, et attire 60 000 personnes.
La série limitée Citroën Origins Edition Collector célèbre le centenaire du constructeur aux chevrons avec les C1, C3, C3 Aircross, C4 Cactus, C4 Spacetourer, et C-Élysée (sur certains marchés). Disponible uniquement en blanc, gris ou noir, celles-ci reçoivent un sticker "Origins since 1919".
Pour sa 44e édition, le salon Rétromobile célèbre les 100 ans d’histoire du fleuron de l’automobile française. L'affiche du salon représente ainsi une calandre de traction devant la Tour Eiffel.
Au Salon international de l'automobile de Genève 2019, le constructeur présente le concept-car "Ami One" pour fêter ses 100 ans, puis en Mai 2019 il dévoile le Citroën 19 19 Concept au salon Viva Technology à Paris.

### Les années Stellantis

#### Années 2020: Difficultés et changement d'image de marque
Vu depuis toujours comme un constructeur généraliste familiale, Citroën voit ses ventes s'effriter petit à petit au début des années 2020. Alors que la marque vendait une voiture sur trois en France dans les années 1960 et encore plus d'un million d'exemplaire au total en 2018, la marque connaît une chute qui la fait passer à seulement 8,5% des ventes en France en 2022 pour 555 000 voitures écoulées. Entre image de marque peu claire, la réussite de la montée en gamme de Peugeot et l'arrivée de Fiat dans l'alliance Stellantis ainsi que la crise de la COVID-19, Citroën perd peu à peu du terrain sur le marché automobile français.
Sous l'impulsion de Thierry Koskas, le directeur général de la marque depuis Février 2023 et responsable monde des ventes du groupe, Citroën se place pour devenir "une marque populaire capable de rendre accessible la mobilité électrique", notamment avec l'arrivée de la ë-C3 en 2024. D'autres changements montrent l'inclination de la marque à devenir une marque à tarifs raisonnables, notamment la volonté du PDG à réduire le nombre de modèles et proposer moins de finitions, de variantes et d’options.
En mai 2025, Thierry Koskas est remplacé par Xavier Chardon à la direction générale de Citroën.

## Chiffres de vente
| Année | Ventes mondiales du constructeur Citroën | Ventes mondiales du constructeur Citroën | Ventes mondiales du constructeur Citroën | Ventes mondiales du constructeur Citroën | Ventes mondiales du constructeur Citroën | Ventes mondiales du constructeur Citroën | Ventes mondiales du constructeur Citroën | Ventes mondiales du constructeur Citroën | Ventes mondiales du constructeur Citroën | Ventes mondiales du constructeur Citroën | Ventes mondiales du constructeur Citroën | Ventes mondiales du constructeur Citroën | Ventes mondiales du constructeur Citroën | Ventes mondiales du constructeur Citroën | Ventes mondiales du constructeur Citroën | Ventes mondiales du constructeur Citroën | Ventes mondiales du constructeur Citroën | Ventes mondiales du constructeur Citroën | Ventes mondiales du constructeur Citroën | Ventes mondiales du constructeur Citroën | Ventes mondiales du constructeur Citroën | Ventes mondiales du constructeur Citroën | Ventes mondiales du constructeur Citroën | Ventes mondiales du constructeur Citroën | Ventes mondiales du constructeur Citroën | Ventes mondiales du constructeur Citroën | Ventes mondiales du constructeur Citroën | Ventes mondiales du constructeur Citroën | Ventes mondiales du constructeur Citroën | Ventes mondiales du constructeur Citroën | Ventes mondiales du constructeur Citroën | Ventes mondiales du constructeur Citroën | Ventes mondiales du constructeur Citroën | Ventes mondiales du constructeur Citroën | Ventes mondiales du constructeur Citroën | Ventes mondiales du constructeur Citroën | Ventes mondiales du constructeur Citroën | Ventes mondiales du constructeur Citroën | Ventes mondiales du constructeur Citroën | Ventes mondiales du constructeur Citroën | Ventes mondiales du constructeur Citroën | Ventes mondiales du constructeur Citroën | Ventes mondiales du constructeur Citroën | Ventes mondiales du constructeur Citroën | Ventes mondiales du constructeur Citroën | Ventes mondiales du constructeur Citroën | Ventes mondiales du constructeur Citroën | Ventes mondiales du constructeur Citroën | Ventes mondiales du constructeur Citroën | Ventes mondiales du constructeur Citroën | Ventes mondiales du constructeur Citroën | Ventes mondiales du constructeur Citroën | Ventes mondiales du constructeur Citroën | Ventes mondiales du constructeur Citroën | Ventes mondiales du constructeur Citroën | Ventes mondiales du constructeur Citroën | Ventes mondiales du constructeur Citroën | Ventes mondiales du constructeur Citroën | Ventes mondiales du constructeur Citroën | Ventes mondiales du constructeur Citroën | Ventes mondiales du constructeur Citroën | Ventes mondiales du constructeur Citroën | Ventes mondiales du constructeur Citroën | Ventes mondiales du constructeur Citroën | Ventes mondiales du constructeur Citroën | Ventes mondiales du constructeur Citroën | Ventes mondiales du constructeur Citroën | Ventes mondiales du constructeur Citroën | Ventes mondiales du constructeur Citroën | Ventes mondiales du constructeur Citroën | Ventes mondiales du constructeur Citroën | Ventes mondiales du constructeur Citroën | Ventes mondiales du constructeur Citroën | Ventes mondiales du constructeur Citroën | Ventes mondiales du constructeur Citroën | Ventes mondiales du constructeur Citroën | Ventes mondiales du constructeur Citroën | Ventes mondiales du constructeur Citroën | Ventes mondiales du constructeur Citroën | Ventes mondiales du constructeur Citroën | Ventes mondiales du constructeur Citroën | Ventes mondiales du constructeur Citroën | Ventes mondiales du constructeur Citroën | Ventes mondiales du constructeur Citroën | Ventes mondiales du constructeur Citroën | Ventes mondiales du constructeur Citroën | Ventes mondiales du constructeur Citroën | Ventes mondiales du constructeur Citroën | Ventes mondiales du constructeur Citroën | Ventes mondiales du constructeur Citroën | Ventes mondiales du constructeur Citroën | Ventes mondiales du constructeur Citroën | Ventes mondiales du constructeur Citroën | Ventes mondiales du constructeur Citroën | Ventes mondiales du constructeur Citroën | Ventes mondiales du constructeur Citroën | Ventes mondiales du constructeur Citroën | Ventes mondiales du constructeur Citroën | Ventes mondiales du constructeur Citroën | Ventes mondiales du constructeur Citroën | Ventes mondiales du constructeur Citroën |  |
| ----- | ---------------------------------------- | ---------------------------------------- | ---------------------------------------- | ---------------------------------------- | ---------------------------------------- | ---------------------------------------- | ---------------------------------------- | ---------------------------------------- | ---------------------------------------- | ---------------------------------------- | ---------------------------------------- | ---------------------------------------- | ---------------------------------------- | ---------------------------------------- | ---------------------------------------- | ---------------------------------------- | ---------------------------------------- | ---------------------------------------- | ---------------------------------------- | ---------------------------------------- | ---------------------------------------- | ---------------------------------------- | ---------------------------------------- | ---------------------------------------- | ---------------------------------------- | ---------------------------------------- | ---------------------------------------- | ---------------------------------------- | ---------------------------------------- | ---------------------------------------- | ---------------------------------------- | ---------------------------------------- | ---------------------------------------- | ---------------------------------------- | ---------------------------------------- | ---------------------------------------- | ---------------------------------------- | ---------------------------------------- | ---------------------------------------- | ---------------------------------------- | ---------------------------------------- | ---------------------------------------- | ---------------------------------------- | ---------------------------------------- | ---------------------------------------- | ---------------------------------------- | ---------------------------------------- | ---------------------------------------- | ---------------------------------------- | ---------------------------------------- | ---------------------------------------- | ---------------------------------------- | ---------------------------------------- | ---------------------------------------- | ---------------------------------------- | ---------------------------------------- | ---------------------------------------- | ---------------------------------------- | ---------------------------------------- | ---------------------------------------- | ---------------------------------------- | ---------------------------------------- | ---------------------------------------- | ---------------------------------------- | ---------------------------------------- | ---------------------------------------- | ---------------------------------------- | ---------------------------------------- | ---------------------------------------- | ---------------------------------------- | ---------------------------------------- | ---------------------------------------- | ---------------------------------------- | ---------------------------------------- | ---------------------------------------- | ---------------------------------------- | ---------------------------------------- | ---------------------------------------- | ---------------------------------------- | ---------------------------------------- | ---------------------------------------- | ---------------------------------------- | ---------------------------------------- | ---------------------------------------- | ---------------------------------------- | ---------------------------------------- | ---------------------------------------- | ---------------------------------------- | ---------------------------------------- | ---------------------------------------- | ---------------------------------------- | ---------------------------------------- | ---------------------------------------- | ---------------------------------------- | ---------------------------------------- | ---------------------------------------- | ---------------------------------------- | ---------------------------------------- | ---------------------------------------- | ---------------------------------------- | ---------------------------------------- |  |
| Année | 500 000                                  |                                          |                                          |                                          |                                          |                                          |                                          |                                          |                                          |                                          | 600 000                                  |                                          |                                          |                                          |                                          |                                          |                                          |                                          |                                          |                                          | 700 000                                  |                                          |                                          |                                          |                                          |                                          |                                          |                                          |                                          |                                          | 800 000                                  |                                          |                                          |                                          |                                          |                                          |                                          |                                          |                                          |                                          | 900 000                                  |                                          |                                          |                                          |                                          |                                          |                                          |                                          |                                          |                                          | 1 000 000                                |                                          |                                          |                                          |                                          |                                          |                                          |                                          |                                          |                                          | 1 100 000                                |                                          |                                          |                                          |                                          |                                          |                                          |                                          |                                          |                                          | 1 200 000                                |                                          |                                          |                                          |                                          |                                          |                                          |                                          |                                          |                                          | 1 300 000                                |                                          |                                          |                                          |                                          |                                          |                                          |                                          |                                          |                                          | 1 400 000                                |                                          |                                          |                                          |                                          |                                          |                                          |                                          |                                          |                                          | 1 600 000                                |  |
| 1998  | 965 500                                  | 965 500                                  | 965 500                                  | 965 500                                  | 965 500                                  | 965 500                                  | 965 500                                  | 965 500                                  | 965 500                                  | 965 500                                  | 965 500                                  | 965 500                                  | 965 500                                  | 965 500                                  | 965 500                                  | 965 500                                  | 965 500                                  | 965 500                                  | 965 500                                  | 965 500                                  | 965 500                                  | 965 500                                  | 965 500                                  | 965 500                                  | 965 500                                  | 965 500                                  | 965 500                                  | 965 500                                  | 965 500                                  | 965 500                                  | 965 500                                  | 965 500                                  | 965 500                                  | 965 500                                  | 965 500                                  | 965 500                                  | 965 500                                  | 965 500                                  | 965 500                                  | 965 500                                  | 965 500                                  | 965 500                                  | 965 500                                  | 965 500                                  | 965 500                                  | 965 500                                  | 965 500                                  |                                          |                                          |                                          |                                          |                                          |                                          |                                          |                                          |                                          |                                          |                                          |                                          |                                          |                                          |                                          |                                          |                                          |                                          |                                          |                                          |                                          |                                          |                                          |                                          |                                          |                                          |                                          |                                          |                                          |                                          |                                          |                                          |                                          |                                          |                                          |                                          |                                          |                                          |                                          |                                          |                                          |                                          |                                          |                                          |                                          |                                          |                                          |                                          |                                          |                                          |                                          |                                          |                                          |                                          |  |
| 2000  | 1 140 000                                | 1 140 000                                | 1 140 000                                | 1 140 000                                | 1 140 000                                | 1 140 000                                | 1 140 000                                | 1 140 000                                | 1 140 000                                | 1 140 000                                | 1 140 000                                | 1 140 000                                | 1 140 000                                | 1 140 000                                | 1 140 000                                | 1 140 000                                | 1 140 000                                | 1 140 000                                | 1 140 000                                | 1 140 000                                | 1 140 000                                | 1 140 000                                | 1 140 000                                | 1 140 000                                | 1 140 000                                | 1 140 000                                | 1 140 000                                | 1 140 000                                | 1 140 000                                | 1 140 000                                | 1 140 000                                | 1 140 000                                | 1 140 000                                | 1 140 000                                | 1 140 000                                | 1 140 000                                | 1 140 000                                | 1 140 000                                | 1 140 000                                | 1 140 000                                | 1 140 000                                | 1 140 000                                | 1 140 000                                | 1 140 000                                | 1 140 000                                | 1 140 000                                | 1 140 000                                | 1 140 000                                | 1 140 000                                | 1 140 000                                | 1 140 000                                | 1 140 000                                | 1 140 000                                | 1 140 000                                | 1 140 000                                | 1 140 000                                | 1 140 000                                | 1 140 000                                | 1 140 000                                | 1 140 000                                | 1 140 000                                | 1 140 000                                | 1 140 000                                | 1 140 000                                |                                          |                                          |                                          |                                          |                                          |                                          |                                          |                                          |                                          |                                          |                                          |                                          |                                          |                                          |                                          |                                          |                                          |                                          |                                          |                                          |                                          |                                          |                                          |                                          |                                          |                                          |                                          |                                          |                                          |                                          |                                          |                                          |                                          |                                          |                                          |                                          |                                          |  |
| 2005  | 1 394 000                                | 1 394 000                                | 1 394 000                                | 1 394 000                                | 1 394 000                                | 1 394 000                                | 1 394 000                                | 1 394 000                                | 1 394 000                                | 1 394 000                                | 1 394 000                                | 1 394 000                                | 1 394 000                                | 1 394 000                                | 1 394 000                                | 1 394 000                                | 1 394 000                                | 1 394 000                                | 1 394 000                                | 1 394 000                                | 1 394 000                                | 1 394 000                                | 1 394 000                                | 1 394 000                                | 1 394 000                                | 1 394 000                                | 1 394 000                                | 1 394 000                                | 1 394 000                                | 1 394 000                                | 1 394 000                                | 1 394 000                                | 1 394 000                                | 1 394 000                                | 1 394 000                                | 1 394 000                                | 1 394 000                                | 1 394 000                                | 1 394 000                                | 1 394 000                                | 1 394 000                                | 1 394 000                                | 1 394 000                                | 1 394 000                                | 1 394 000                                | 1 394 000                                | 1 394 000                                | 1 394 000                                | 1 394 000                                | 1 394 000                                | 1 394 000                                | 1 394 000                                | 1 394 000                                | 1 394 000                                | 1 394 000                                | 1 394 000                                | 1 394 000                                | 1 394 000                                | 1 394 000                                | 1 394 000                                | 1 394 000                                | 1 394 000                                | 1 394 000                                | 1 394 000                                | 1 394 000                                | 1 394 000                                | 1 394 000                                | 1 394 000                                | 1 394 000                                | 1 394 000                                | 1 394 000                                | 1 394 000                                | 1 394 000                                | 1 394 000                                | 1 394 000                                | 1 394 000                                | 1 394 000                                | 1 394 000                                | 1 394 000                                | 1 394 000                                | 1 394 000                                | 1 394 000                                | 1 394 000                                | 1 394 000                                | 1 394 000                                | 1 394 000                                | 1 394 000                                | 1 394 000                                | 1 394 000                                | 1 394 000                                |                                          |                                          |                                          |                                          |                                          |                                          |                                          |                                          |                                          |                                          |                                          |  |
| 2006  | 1 406 000                                | 1 406 000                                | 1 406 000                                | 1 406 000                                | 1 406 000                                | 1 406 000                                | 1 406 000                                | 1 406 000                                | 1 406 000                                | 1 406 000                                | 1 406 000                                | 1 406 000                                | 1 406 000                                | 1 406 000                                | 1 406 000                                | 1 406 000                                | 1 406 000                                | 1 406 000                                | 1 406 000                                | 1 406 000                                | 1 406 000                                | 1 406 000                                | 1 406 000                                | 1 406 000                                | 1 406 000                                | 1 406 000                                | 1 406 000                                | 1 406 000                                | 1 406 000                                | 1 406 000                                | 1 406 000                                | 1 406 000                                | 1 406 000                                | 1 406 000                                | 1 406 000                                | 1 406 000                                | 1 406 000                                | 1 406 000                                | 1 406 000                                | 1 406 000                                | 1 406 000                                | 1 406 000                                | 1 406 000                                | 1 406 000                                | 1 406 000                                | 1 406 000                                | 1 406 000                                | 1 406 000                                | 1 406 000                                | 1 406 000                                | 1 406 000                                | 1 406 000                                | 1 406 000                                | 1 406 000                                | 1 406 000                                | 1 406 000                                | 1 406 000                                | 1 406 000                                | 1 406 000                                | 1 406 000                                | 1 406 000                                | 1 406 000                                | 1 406 000                                | 1 406 000                                | 1 406 000                                | 1 406 000                                | 1 406 000                                | 1 406 000                                | 1 406 000                                | 1 406 000                                | 1 406 000                                | 1 406 000                                | 1 406 000                                | 1 406 000                                | 1 406 000                                | 1 406 000                                | 1 406 000                                | 1 406 000                                | 1 406 000                                | 1 406 000                                | 1 406 000                                | 1 406 000                                | 1 406 000                                | 1 406 000                                | 1 406 000                                | 1 406 000                                | 1 406 000                                | 1 406 000                                | 1 406 000                                | 1 406 000                                | 1 406 000                                |                                          |                                          |                                          |                                          |                                          |                                          |                                          |                                          |                                          |                                          |  |
| 2008  | 1 339 000                                | 1 339 000                                | 1 339 000                                | 1 339 000                                | 1 339 000                                | 1 339 000                                | 1 339 000                                | 1 339 000                                | 1 339 000                                | 1 339 000                                | 1 339 000                                | 1 339 000                                | 1 339 000                                | 1 339 000                                | 1 339 000                                | 1 339 000                                | 1 339 000                                | 1 339 000                                | 1 339 000                                | 1 339 000                                | 1 339 000                                | 1 339 000                                | 1 339 000                                | 1 339 000                                | 1 339 000                                | 1 339 000                                | 1 339 000                                | 1 339 000                                | 1 339 000                                | 1 339 000                                | 1 339 000                                | 1 339 000                                | 1 339 000                                | 1 339 000                                | 1 339 000                                | 1 339 000                                | 1 339 000                                | 1 339 000                                | 1 339 000                                | 1 339 000                                | 1 339 000                                | 1 339 000                                | 1 339 000                                | 1 339 000                                | 1 339 000                                | 1 339 000                                | 1 339 000                                | 1 339 000                                | 1 339 000                                | 1 339 000                                | 1 339 000                                | 1 339 000                                | 1 339 000                                | 1 339 000                                | 1 339 000                                | 1 339 000                                | 1 339 000                                | 1 339 000                                | 1 339 000                                | 1 339 000                                | 1 339 000                                | 1 339 000                                | 1 339 000                                | 1 339 000                                | 1 339 000                                | 1 339 000                                | 1 339 000                                | 1 339 000                                | 1 339 000                                | 1 339 000                                | 1 339 000                                | 1 339 000                                | 1 339 000                                | 1 339 000                                | 1 339 000                                | 1 339 000                                | 1 339 000                                | 1 339 000                                | 1 339 000                                | 1 339 000                                | 1 339 000                                | 1 339 000                                | 1 339 000                                | 1 339 000                                |                                          |                                          |                                          |                                          |                                          |                                          |                                          |                                          |                                          |                                          |                                          |                                          |                                          |                                          |                                          |                                          |                                          |  |
| 2009  | 1 346 000                                | 1 346 000                                | 1 346 000                                | 1 346 000                                | 1 346 000                                | 1 346 000                                | 1 346 000                                | 1 346 000                                | 1 346 000                                | 1 346 000                                | 1 346 000                                | 1 346 000                                | 1 346 000                                | 1 346 000                                | 1 346 000                                | 1 346 000                                | 1 346 000                                | 1 346 000                                | 1 346 000                                | 1 346 000                                | 1 346 000                                | 1 346 000                                | 1 346 000                                | 1 346 000                                | 1 346 000                                | 1 346 000                                | 1 346 000                                | 1 346 000                                | 1 346 000                                | 1 346 000                                | 1 346 000                                | 1 346 000                                | 1 346 000                                | 1 346 000                                | 1 346 000                                | 1 346 000                                | 1 346 000                                | 1 346 000                                | 1 346 000                                | 1 346 000                                | 1 346 000                                | 1 346 000                                | 1 346 000                                | 1 346 000                                | 1 346 000                                | 1 346 000                                | 1 346 000                                | 1 346 000                                | 1 346 000                                | 1 346 000                                | 1 346 000                                | 1 346 000                                | 1 346 000                                | 1 346 000                                | 1 346 000                                | 1 346 000                                | 1 346 000                                | 1 346 000                                | 1 346 000                                | 1 346 000                                | 1 346 000                                | 1 346 000                                | 1 346 000                                | 1 346 000                                | 1 346 000                                | 1 346 000                                | 1 346 000                                | 1 346 000                                | 1 346 000                                | 1 346 000                                | 1 346 000                                | 1 346 000                                | 1 346 000                                | 1 346 000                                | 1 346 000                                | 1 346 000                                | 1 346 000                                | 1 346 000                                | 1 346 000                                | 1 346 000                                | 1 346 000                                | 1 346 000                                | 1 346 000                                | 1 346 000                                | 1 346 000                                |                                          |                                          |                                          |                                          |                                          |                                          |                                          |                                          |                                          |                                          |                                          |                                          |                                          |                                          |                                          |                                          |  |
| 2010  | 1 460 000                                | 1 460 000                                | 1 460 000                                | 1 460 000                                | 1 460 000                                | 1 460 000                                | 1 460 000                                | 1 460 000                                | 1 460 000                                | 1 460 000                                | 1 460 000                                | 1 460 000                                | 1 460 000                                | 1 460 000                                | 1 460 000                                | 1 460 000                                | 1 460 000                                | 1 460 000                                | 1 460 000                                | 1 460 000                                | 1 460 000                                | 1 460 000                                | 1 460 000                                | 1 460 000                                | 1 460 000                                | 1 460 000                                | 1 460 000                                | 1 460 000                                | 1 460 000                                | 1 460 000                                | 1 460 000                                | 1 460 000                                | 1 460 000                                | 1 460 000                                | 1 460 000                                | 1 460 000                                | 1 460 000                                | 1 460 000                                | 1 460 000                                | 1 460 000                                | 1 460 000                                | 1 460 000                                | 1 460 000                                | 1 460 000                                | 1 460 000                                | 1 460 000                                | 1 460 000                                | 1 460 000                                | 1 460 000                                | 1 460 000                                | 1 460 000                                | 1 460 000                                | 1 460 000                                | 1 460 000                                | 1 460 000                                | 1 460 000                                | 1 460 000                                | 1 460 000                                | 1 460 000                                | 1 460 000                                | 1 460 000                                | 1 460 000                                | 1 460 000                                | 1 460 000                                | 1 460 000                                | 1 460 000                                | 1 460 000                                | 1 460 000                                | 1 460 000                                | 1 460 000                                | 1 460 000                                | 1 460 000                                | 1 460 000                                | 1 460 000                                | 1 460 000                                | 1 460 000                                | 1 460 000                                | 1 460 000                                | 1 460 000                                | 1 460 000                                | 1 460 000                                | 1 460 000                                | 1 460 000                                | 1 460 000                                | 1 460 000                                | 1 460 000                                | 1 460 000                                | 1 460 000                                | 1 460 000                                | 1 460 000                                | 1 460 000                                | 1 460 000                                | 1 460 000                                | 1 460 000                                | 1 460 000                                |                                          |                                          |                                          |                                          |                                          |                                          |  |
| 2012  | 1 265 000                                | 1 265 000                                | 1 265 000                                | 1 265 000                                | 1 265 000                                | 1 265 000                                | 1 265 000                                | 1 265 000                                | 1 265 000                                | 1 265 000                                | 1 265 000                                | 1 265 000                                | 1 265 000                                | 1 265 000                                | 1 265 000                                | 1 265 000                                | 1 265 000                                | 1 265 000                                | 1 265 000                                | 1 265 000                                | 1 265 000                                | 1 265 000                                | 1 265 000                                | 1 265 000                                | 1 265 000                                | 1 265 000                                | 1 265 000                                | 1 265 000                                | 1 265 000                                | 1 265 000                                | 1 265 000                                | 1 265 000                                | 1 265 000                                | 1 265 000                                | 1 265 000                                | 1 265 000                                | 1 265 000                                | 1 265 000                                | 1 265 000                                | 1 265 000                                | 1 265 000                                | 1 265 000                                | 1 265 000                                | 1 265 000                                | 1 265 000                                | 1 265 000                                | 1 265 000                                | 1 265 000                                | 1 265 000                                | 1 265 000                                | 1 265 000                                | 1 265 000                                | 1 265 000                                | 1 265 000                                | 1 265 000                                | 1 265 000                                | 1 265 000                                | 1 265 000                                | 1 265 000                                | 1 265 000                                | 1 265 000                                | 1 265 000                                | 1 265 000                                | 1 265 000                                | 1 265 000                                | 1 265 000                                | 1 265 000                                | 1 265 000                                | 1 265 000                                | 1 265 000                                | 1 265 000                                | 1 265 000                                | 1 265 000                                | 1 265 000                                | 1 265 000                                | 1 265 000                                | 1 265 000                                |                                          |                                          |                                          |                                          |                                          |                                          |                                          |                                          |                                          |                                          |                                          |                                          |                                          |                                          |                                          |                                          |                                          |                                          |                                          |                                          |                                          |                                          |                                          |                                          |  |
| 2013  | 1 145 326                                | 1 145 326                                | 1 145 326                                | 1 145 326                                | 1 145 326                                | 1 145 326                                | 1 145 326                                | 1 145 326                                | 1 145 326                                | 1 145 326                                | 1 145 326                                | 1 145 326                                | 1 145 326                                | 1 145 326                                | 1 145 326                                | 1 145 326                                | 1 145 326                                | 1 145 326                                | 1 145 326                                | 1 145 326                                | 1 145 326                                | 1 145 326                                | 1 145 326                                | 1 145 326                                | 1 145 326                                | 1 145 326                                | 1 145 326                                | 1 145 326                                | 1 145 326                                | 1 145 326                                | 1 145 326                                | 1 145 326                                | 1 145 326                                | 1 145 326                                | 1 145 326                                | 1 145 326                                | 1 145 326                                | 1 145 326                                | 1 145 326                                | 1 145 326                                | 1 145 326                                | 1 145 326                                | 1 145 326                                | 1 145 326                                | 1 145 326                                | 1 145 326                                | 1 145 326                                | 1 145 326                                | 1 145 326                                | 1 145 326                                | 1 145 326                                | 1 145 326                                | 1 145 326                                | 1 145 326                                | 1 145 326                                | 1 145 326                                | 1 145 326                                | 1 145 326                                | 1 145 326                                | 1 145 326                                | 1 145 326                                | 1 145 326                                | 1 145 326                                | 1 145 326                                | 1 145 326                                |                                          |                                          |                                          |                                          |                                          |                                          |                                          |                                          |                                          |                                          |                                          |                                          |                                          |                                          |                                          |                                          |                                          |                                          |                                          |                                          |                                          |                                          |                                          |                                          |                                          |                                          |                                          |                                          |                                          |                                          |                                          |                                          |                                          |                                          |                                          |                                          |  |
| 2014  | 1 185 234                                | 1 185 234                                | 1 185 234                                | 1 185 234                                | 1 185 234                                | 1 185 234                                | 1 185 234                                | 1 185 234                                | 1 185 234                                | 1 185 234                                | 1 185 234                                | 1 185 234                                | 1 185 234                                | 1 185 234                                | 1 185 234                                | 1 185 234                                | 1 185 234                                | 1 185 234                                | 1 185 234                                | 1 185 234                                | 1 185 234                                | 1 185 234                                | 1 185 234                                | 1 185 234                                | 1 185 234                                | 1 185 234                                | 1 185 234                                | 1 185 234                                | 1 185 234                                | 1 185 234                                | 1 185 234                                | 1 185 234                                | 1 185 234                                | 1 185 234                                | 1 185 234                                | 1 185 234                                | 1 185 234                                | 1 185 234                                | 1 185 234                                | 1 185 234                                | 1 185 234                                | 1 185 234                                | 1 185 234                                | 1 185 234                                | 1 185 234                                | 1 185 234                                | 1 185 234                                | 1 185 234                                | 1 185 234                                | 1 185 234                                | 1 185 234                                | 1 185 234                                | 1 185 234                                | 1 185 234                                | 1 185 234                                | 1 185 234                                | 1 185 234                                | 1 185 234                                | 1 185 234                                | 1 185 234                                | 1 185 234                                | 1 185 234                                | 1 185 234                                | 1 185 234                                | 1 185 234                                | 1 185 234                                | 1 185 234                                | 1 185 234                                | 1 185 234                                |                                          |                                          |                                          |                                          |                                          |                                          |                                          |                                          |                                          |                                          |                                          |                                          |                                          |                                          |                                          |                                          |                                          |                                          |                                          |                                          |                                          |                                          |                                          |                                          |                                          |                                          |                                          |                                          |                                          |                                          |                                          |                                          |  |
| 2015  | 1 160 941                                | 1 160 941                                | 1 160 941                                | 1 160 941                                | 1 160 941                                | 1 160 941                                | 1 160 941                                | 1 160 941                                | 1 160 941                                | 1 160 941                                | 1 160 941                                | 1 160 941                                | 1 160 941                                | 1 160 941                                | 1 160 941                                | 1 160 941                                | 1 160 941                                | 1 160 941                                | 1 160 941                                | 1 160 941                                | 1 160 941                                | 1 160 941                                | 1 160 941                                | 1 160 941                                | 1 160 941                                | 1 160 941                                | 1 160 941                                | 1 160 941                                | 1 160 941                                | 1 160 941                                | 1 160 941                                | 1 160 941                                | 1 160 941                                | 1 160 941                                | 1 160 941                                | 1 160 941                                | 1 160 941                                | 1 160 941                                | 1 160 941                                | 1 160 941                                | 1 160 941                                | 1 160 941                                | 1 160 941                                | 1 160 941                                | 1 160 941                                | 1 160 941                                | 1 160 941                                | 1 160 941                                | 1 160 941                                | 1 160 941                                | 1 160 941                                | 1 160 941                                | 1 160 941                                | 1 160 941                                | 1 160 941                                | 1 160 941                                | 1 160 941                                | 1 160 941                                | 1 160 941                                | 1 160 941                                | 1 160 941                                | 1 160 941                                | 1 160 941                                | 1 160 941                                | 1 160 941                                | 1 160 941                                | 1 160 941                                |                                          |                                          |                                          |                                          |                                          |                                          |                                          |                                          |                                          |                                          |                                          |                                          |                                          |                                          |                                          |                                          |                                          |                                          |                                          |                                          |                                          |                                          |                                          |                                          |                                          |                                          |                                          |                                          |                                          |                                          |                                          |                                          |                                          |                                          |  |
| 2016  | 1 140 941                                | 1 140 941                                | 1 140 941                                | 1 140 941                                | 1 140 941                                | 1 140 941                                | 1 140 941                                | 1 140 941                                | 1 140 941                                | 1 140 941                                | 1 140 941                                | 1 140 941                                | 1 140 941                                | 1 140 941                                | 1 140 941                                | 1 140 941                                | 1 140 941                                | 1 140 941                                | 1 140 941                                | 1 140 941                                | 1 140 941                                | 1 140 941                                | 1 140 941                                | 1 140 941                                | 1 140 941                                | 1 140 941                                | 1 140 941                                | 1 140 941                                | 1 140 941                                | 1 140 941                                | 1 140 941                                | 1 140 941                                | 1 140 941                                | 1 140 941                                | 1 140 941                                | 1 140 941                                | 1 140 941                                | 1 140 941                                | 1 140 941                                | 1 140 941                                | 1 140 941                                | 1 140 941                                | 1 140 941                                | 1 140 941                                | 1 140 941                                | 1 140 941                                | 1 140 941                                | 1 140 941                                | 1 140 941                                | 1 140 941                                | 1 140 941                                | 1 140 941                                | 1 140 941                                | 1 140 941                                | 1 140 941                                | 1 140 941                                | 1 140 941                                | 1 140 941                                | 1 140 941                                | 1 140 941                                | 1 140 941                                | 1 140 941                                | 1 140 941                                | 1 140 941                                | 1 140 941                                |                                          |                                          |                                          |                                          |                                          |                                          |                                          |                                          |                                          |                                          |                                          |                                          |                                          |                                          |                                          |                                          |                                          |                                          |                                          |                                          |                                          |                                          |                                          |                                          |                                          |                                          |                                          |                                          |                                          |                                          |                                          |                                          |                                          |                                          |                                          |                                          |  |
| 2017  | 1 055 676                                | 1 055 676                                | 1 055 676                                | 1 055 676                                | 1 055 676                                | 1 055 676                                | 1 055 676                                | 1 055 676                                | 1 055 676                                | 1 055 676                                | 1 055 676                                | 1 055 676                                | 1 055 676                                | 1 055 676                                | 1 055 676                                | 1 055 676                                | 1 055 676                                | 1 055 676                                | 1 055 676                                | 1 055 676                                | 1 055 676                                | 1 055 676                                | 1 055 676                                | 1 055 676                                | 1 055 676                                | 1 055 676                                | 1 055 676                                | 1 055 676                                | 1 055 676                                | 1 055 676                                | 1 055 676                                | 1 055 676                                | 1 055 676                                | 1 055 676                                | 1 055 676                                | 1 055 676                                | 1 055 676                                | 1 055 676                                | 1 055 676                                | 1 055 676                                | 1 055 676                                | 1 055 676                                | 1 055 676                                | 1 055 676                                | 1 055 676                                | 1 055 676                                | 1 055 676                                | 1 055 676                                | 1 055 676                                | 1 055 676                                | 1 055 676                                | 1 055 676                                | 1 055 676                                | 1 055 676                                | 1 055 676                                | 1 055 676                                |                                          |                                          |                                          |                                          |                                          |                                          |                                          |                                          |                                          |                                          |                                          |                                          |                                          |                                          |                                          |                                          |                                          |                                          |                                          |                                          |                                          |                                          |                                          |                                          |                                          |                                          |                                          |                                          |                                          |                                          |                                          |                                          |                                          |                                          |                                          |                                          |                                          |                                          |                                          |                                          |                                          |                                          |                                          |                                          |                                          |  |
| 2018  | 1 046 229                                | 1 046 229                                | 1 046 229                                | 1 046 229                                | 1 046 229                                | 1 046 229                                | 1 046 229                                | 1 046 229                                | 1 046 229                                | 1 046 229                                | 1 046 229                                | 1 046 229                                | 1 046 229                                | 1 046 229                                | 1 046 229                                | 1 046 229                                | 1 046 229                                | 1 046 229                                | 1 046 229                                | 1 046 229                                | 1 046 229                                | 1 046 229                                | 1 046 229                                | 1 046 229                                | 1 046 229                                | 1 046 229                                | 1 046 229                                | 1 046 229                                | 1 046 229                                | 1 046 229                                | 1 046 229                                | 1 046 229                                | 1 046 229                                | 1 046 229                                | 1 046 229                                | 1 046 229                                | 1 046 229                                | 1 046 229                                | 1 046 229                                | 1 046 229                                | 1 046 229                                | 1 046 229                                | 1 046 229                                | 1 046 229                                | 1 046 229                                | 1 046 229                                | 1 046 229                                | 1 046 229                                | 1 046 229                                | 1 046 229                                | 1 046 229                                | 1 046 229                                | 1 046 229                                | 1 046 229                                | 1 046 229                                | 1 046 229                                |                                          |                                          |                                          |                                          |                                          |                                          |                                          |                                          |                                          |                                          |                                          |                                          |                                          |                                          |                                          |                                          |                                          |                                          |                                          |                                          |                                          |                                          |                                          |                                          |                                          |                                          |                                          |                                          |                                          |                                          |                                          |                                          |                                          |                                          |                                          |                                          |                                          |                                          |                                          |                                          |                                          |                                          |                                          |                                          |                                          |  |
| 2019  | 992 825                                  | 992 825                                  | 992 825                                  | 992 825                                  | 992 825                                  | 992 825                                  | 992 825                                  | 992 825                                  | 992 825                                  | 992 825                                  | 992 825                                  | 992 825                                  | 992 825                                  | 992 825                                  | 992 825                                  | 992 825                                  | 992 825                                  | 992 825                                  | 992 825                                  | 992 825                                  | 992 825                                  | 992 825                                  | 992 825                                  | 992 825                                  | 992 825                                  | 992 825                                  | 992 825                                  | 992 825                                  | 992 825                                  | 992 825                                  | 992 825                                  | 992 825                                  | 992 825                                  | 992 825                                  | 992 825                                  | 992 825                                  | 992 825                                  | 992 825                                  | 992 825                                  | 992 825                                  | 992 825                                  | 992 825                                  | 992 825                                  | 992 825                                  | 992 825                                  | 992 825                                  | 992 825                                  | 992 825                                  | 992 825                                  | 992 825                                  |                                          |                                          |                                          |                                          |                                          |                                          |                                          |                                          |                                          |                                          |                                          |                                          |                                          |                                          |                                          |                                          |                                          |                                          |                                          |                                          |                                          |                                          |                                          |                                          |                                          |                                          |                                          |                                          |                                          |                                          |                                          |                                          |                                          |                                          |                                          |                                          |                                          |                                          |                                          |                                          |                                          |                                          |                                          |                                          |                                          |                                          |                                          |                                          |                                          |                                          |                                          |  |
| 2020  | 717 190                                  | 717 190                                  | 717 190                                  | 717 190                                  | 717 190                                  | 717 190                                  | 717 190                                  | 717 190                                  | 717 190                                  | 717 190                                  | 717 190                                  | 717 190                                  | 717 190                                  | 717 190                                  | 717 190                                  | 717 190                                  | 717 190                                  | 717 190                                  | 717 190                                  | 717 190                                  | 717 190                                  | 717 190                                  |                                          |                                          |                                          |                                          |                                          |                                          |                                          |                                          |                                          |                                          |                                          |                                          |                                          |                                          |                                          |                                          |                                          |                                          |                                          |                                          |                                          |                                          |                                          |                                          |                                          |                                          |                                          |                                          |                                          |                                          |                                          |                                          |                                          |                                          |                                          |                                          |                                          |                                          |                                          |                                          |                                          |                                          |                                          |                                          |                                          |                                          |                                          |                                          |                                          |                                          |                                          |                                          |                                          |                                          |                                          |                                          |                                          |                                          |                                          |                                          |                                          |                                          |                                          |                                          |                                          |                                          |                                          |                                          |                                          |                                          |                                          |                                          |                                          |                                          |                                          |                                          |                                          |                                          |                                          |  |
| 2021  | 796 868                                  | 796 868                                  | 796 868                                  | 796 868                                  | 796 868                                  | 796 868                                  | 796 868                                  | 796 868                                  | 796 868                                  | 796 868                                  | 796 868                                  | 796 868                                  | 796 868                                  | 796 868                                  | 796 868                                  | 796 868                                  | 796 868                                  | 796 868                                  | 796 868                                  | 796 868                                  | 796 868                                  | 796 868                                  | 796 868                                  | 796 868                                  | 796 868                                  | 796 868                                  | 796 868                                  | 796 868                                  | 796 868                                  | 796 868                                  |                                          |                                          |                                          |                                          |                                          |                                          |                                          |                                          |                                          |                                          |                                          |                                          |                                          |                                          |                                          |                                          |                                          |                                          |                                          |                                          |                                          |                                          |                                          |                                          |                                          |                                          |                                          |                                          |                                          |                                          |                                          |                                          |                                          |                                          |                                          |                                          |                                          |                                          |                                          |                                          |                                          |                                          |                                          |                                          |                                          |                                          |                                          |                                          |                                          |                                          |                                          |                                          |                                          |                                          |                                          |                                          |                                          |                                          |                                          |                                          |                                          |                                          |                                          |                                          |                                          |                                          |                                          |                                          |                                          |                                          |                                          |  |
| 2022  | 680 000                                  | 680 000                                  | 680 000                                  | 680 000                                  | 680 000                                  | 680 000                                  | 680 000                                  | 680 000                                  | 680 000                                  | 680 000                                  | 680 000                                  | 680 000                                  | 680 000                                  | 680 000                                  | 680 000                                  | 680 000                                  | 680 000                                  | 680 000                                  |                                          |                                          |                                          |                                          |                                          |                                          |                                          |                                          |                                          |                                          |                                          |                                          |                                          |                                          |                                          |                                          |                                          |                                          |                                          |                                          |                                          |                                          |                                          |                                          |                                          |                                          |                                          |                                          |                                          |                                          |                                          |                                          |                                          |                                          |                                          |                                          |                                          |                                          |                                          |                                          |                                          |                                          |                                          |                                          |                                          |                                          |                                          |                                          |                                          |                                          |                                          |                                          |                                          |                                          |                                          |                                          |                                          |                                          |                                          |                                          |                                          |                                          |                                          |                                          |                                          |                                          |                                          |                                          |                                          |                                          |                                          |                                          |                                          |                                          |                                          |                                          |                                          |                                          |                                          |                                          |                                          |                                          |                                          |  |
| 2023  | 745 000                                  | 745 000                                  | 745 000                                  | 745 000                                  | 745 000                                  | 745 000                                  | 745 000                                  | 745 000                                  | 745 000                                  | 745 000                                  | 745 000                                  | 745 000                                  | 745 000                                  | 745 000                                  | 745 000                                  | 745 000                                  | 745 000                                  | 745 000                                  | 745 000                                  | 745 000                                  | 745 000                                  | 745 000                                  | 745 000                                  | 745 000                                  |                                          |                                          |                                          |                                          |                                          |                                          |                                          |                                          |                                          |                                          |                                          |                                          |                                          |                                          |                                          |                                          |                                          |                                          |                                          |                                          |                                          |                                          |                                          |                                          |                                          |                                          |                                          |                                          |                                          |                                          |                                          |                                          |                                          |                                          |                                          |                                          |                                          |                                          |                                          |                                          |                                          |                                          |                                          |                                          |                                          |                                          |                                          |                                          |                                          |                                          |                                          |                                          |                                          |                                          |                                          |                                          |                                          |                                          |                                          |                                          |                                          |                                          |                                          |                                          |                                          |                                          |                                          |                                          |                                          |                                          |                                          |                                          |                                          |                                          |                                          |                                          |                                          |  |

## Communication

### Identité visuelle

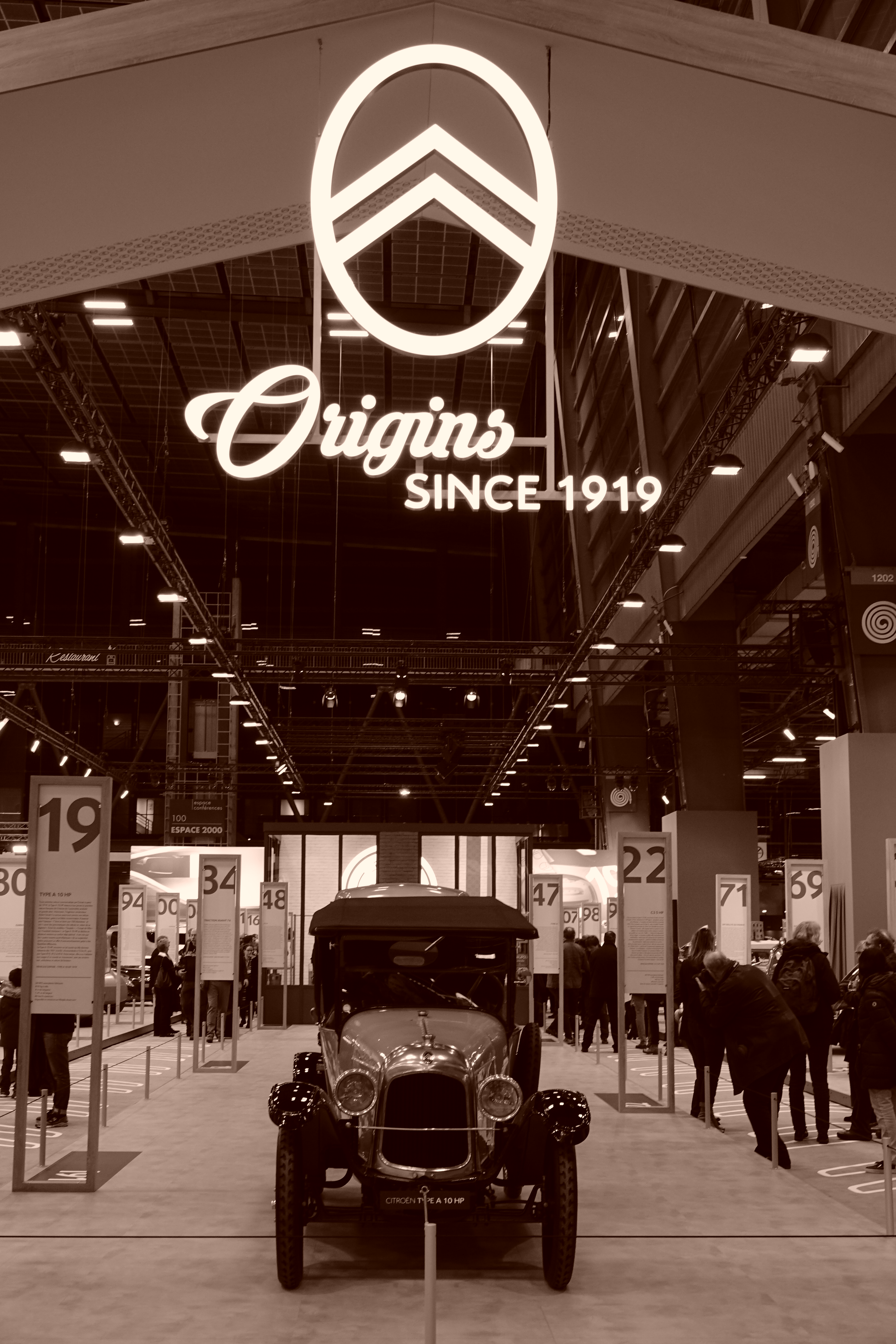
Citroën expose son logo au salon Rétromobile 2019.

L’origine remonte à un voyage en Pologne. Âgé de vingt-deux ans, André Citroën découvre un procédé de taille d'engrenages en bois en forme de chevrons utilisé en minoterie. Il achète le brevet pour le transposer à l'acier.
Mécaniquement, un engrenage à denture hélicoïdale provoque un effort axial, et c’est par l'ajout d'un second engrenage à denture hélicoïdale opposée que cet effort est annulé. La présence de deux chevrons sur le logo vient du fait qu’ils sont au nombre de deux engrenés lors du contact des deux engrenages (selon l’angle de vue, on peut y voir des doubles chevrons),,,.
Le logo Citroën a évolué au cours du temps. Avant-guerre, il bénéficiait d’un traitement jaune sur fond bleu. Après-guerre, on retrouve des chevrons plus discrets, généralement sur fond blanc.
À la recherche d’une nouvelle image dans les années 1980, le logo devient blanc sur fond rouge pour donner une impression de dynamisme (cette évolution a été soulignée par la publicité « les chevrons voient rouge »). Ce logo est présenté le 21 mars 1985 par Georges Falconnet, avec le lancement de la Citroën BX Sport.
Le 5 février 2009, Citroën dévoile une version modernisée du logo, chevrons chromés avec une impression de 3D, pour succéder à celui-ci déjà vieux de 24 ans, renouvelant ainsi toute l’identité Citroën, des brochures aux concessions.
En octobre 2016, Citroën sort une version alternative de ce logo en 2D, adoptant le flat design, un style graphique très en vogue.
Le 29 septembre 2022, le constructeur présente le concept car Citroën Oli, doté du nouveau logo de la marque, 10e logo de l’histoire de Citroën et réinterprétation du logo originel de 1919.

Logo de Citroën de 1919 à 1921
Logo de Citroën de 1921 à 1932
Logo de Citroën de 1932 à 1935
Logo de Citroën de 1935 à 1959
Logo de Citroën de 1959 à 1966
Logo de Citroën de 1966 à 1985
Logo de Citroën de 1985 à 2009
Logo de Citroën de 2009 à 2016
Logo de Citroën de 2016 à 2022.
Logo alternatif de Citroën utilisé entre 2021 et 2022 dans certains pays
Logo de Citroën depuis 2022.

### L'aventure
Le début de l'histoire de la marque est également marqué par les grandes expéditions organisées par André Citroën à travers le Sahara (la traversée du Sahara en 1922), l'Afrique (la Croisière noire en 1924-1925) et l'Asie (la Croisière jaune en 1932-1933). Ces expéditions, dirigées par Georges-Marie Haardt et Louis Audouin-Dubreuil, utilisaient des autochenilles Citroën-Kégresse et devaient prouver la robustesse des voitures de la marque. Ces aventures firent l'objet de films et d'expositions scientifiques puisque des journalistes et des scientifiques faisaient partie des équipes (Pierre Teilhard de Chardin participa à la Croisière jaune).
André Citroën prêta aussi des véhicules à l'Amiral Byrd qui les utilisa au Pôle Sud en 1934. Une tentative de traversée du Canada et de l'Alaska (la Croisière blanche en 1934) se solda par un total échec.

### Publicité

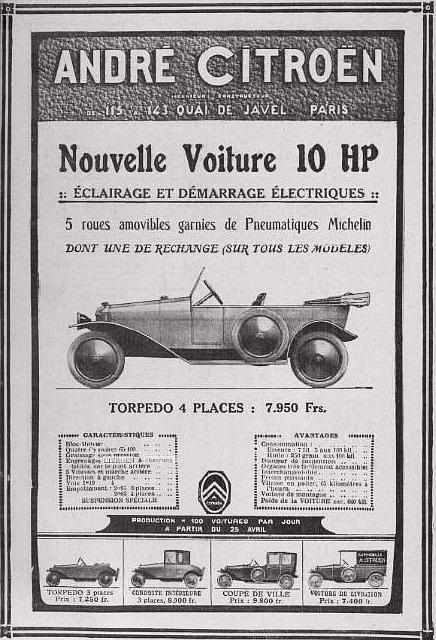
Publicité de 1919, pour la 10HP type A.

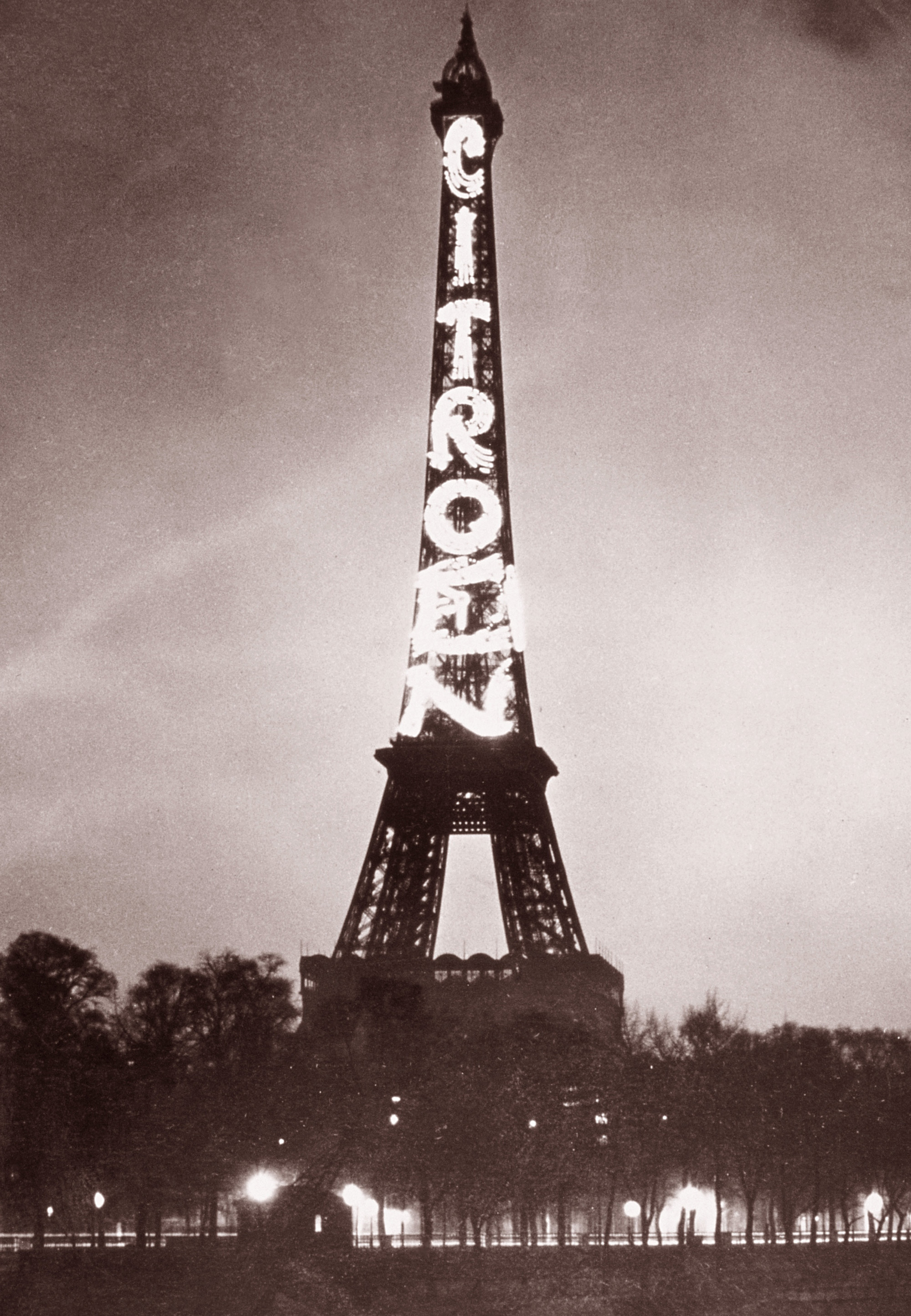
Publicité Citroën de 1924 sur la tour Eiffel avec 250000 ampoules électriques.

La marque acquit une forte image grâce à la publicité. André Citroën est l'un des premiers dirigeants d'entreprise à comprendre et à attacher beaucoup d'importance à la communication. Selon lui, la marque devait être connue de tous, dès le plus jeune âge. Ainsi se fixe-t-il un objectif : « Les premiers mots d'un enfant devront être « Papa, Maman et Citroën ». Dans cette optique, il lance les Jouets Citroën, qui sont des Citroën miniatures qui reproduisent fidèlement les différents modèles de la marque.
Mais les enfants sont loin d'être les seuls visés dans la campagne de communication Citroën et outre ses expéditions, il réussit surtout à faire installer un affichage lumineux du nom de l'entreprise sur la tour Eiffel, de 1925 à 1933. Aucune autre marque n'a pu obtenir un tel privilège. Le 4 juillet 1925, à l'occasion de l'Exposition des arts décoratifs, la Tour s'illumine du nom de Citroën, au milieu d'étoiles, de comètes et de flammes, à la grande surprise des Parisiens. Lors des grèves de 1933, Jacques Prévert écrira Citroën, chœur parlé fustigeant la politique de l'entreprise.
Il fut aussi celui qui pour la toute première fois a écrit dans le ciel avec un avion. À l'ouverture du Salon de l'auto de 1922, le 4 octobre un avion inscrit le mot « Citroën » en lettres de fumée dans le ciel de Paris,.
Il met en place des compagnies de cars et de taxis Citroën, fait poser des panneaux indicateurs sur toutes les routes de France (aujourd'hui très recherchés des collectionneurs), qui ressemblent fortement aux panneaux du réseau Citroën !
Enfin, la publicité Citroën se fait par l'innovation technique qui fait partie intégrante de l'image de la marque et permet de faire parler, de faire sensation à presque chaque Salon de l'Auto : introduction du montage à la chaîne en Europe, carrosserie tout-acier, moteur flottant (dont il démontre la fiabilité en faisant tourner la Petite Rosalie, basée sur un châssis totalement de série, sur l'anneau de Montlhéry en 1932 où la voiture parcourt 300 000 km) et traction avant.
Mais, si l'impact de la publicité de Citroën sur la population française est incontestable, et donc que la marque, dans les années 1930, est connue du grand public, il ne faut pas oublier que le coût de ces campagnes publicitaires reste très important et est, pour beaucoup, responsable de la faillite de Citroën fin 1934, le groupe ayant mal négocié la période de l'engouement pour la voiture des « années folles ».
Citroën mène aussi sa communication par le biais de l’architecture. Maurice-Jacques Ravazé architecte, assisté de Georges Wybo et Lagrange dirige le Service Architecture intégré. Afin de contribuer à renforcer l’identité de la marque, il conseille les concessionnaires dans l’agencement fonctionnel de leurs garages. Le client doit y sentir toute la modernité et l’esprit d’innovation Citroën (espaces d’accueil, façades, éclairage nocturne) : 
- Citroën C42 sur l'avenue des Champs-Élysées (fermé le 31 décembre 2017)[60] ;
- Garage Citroën à Lyon ;
- Palais des expositions dans les anciennes messageries de la gare Saint-Lazare près de la place de l'Europe.

### Citroën en sport automobile

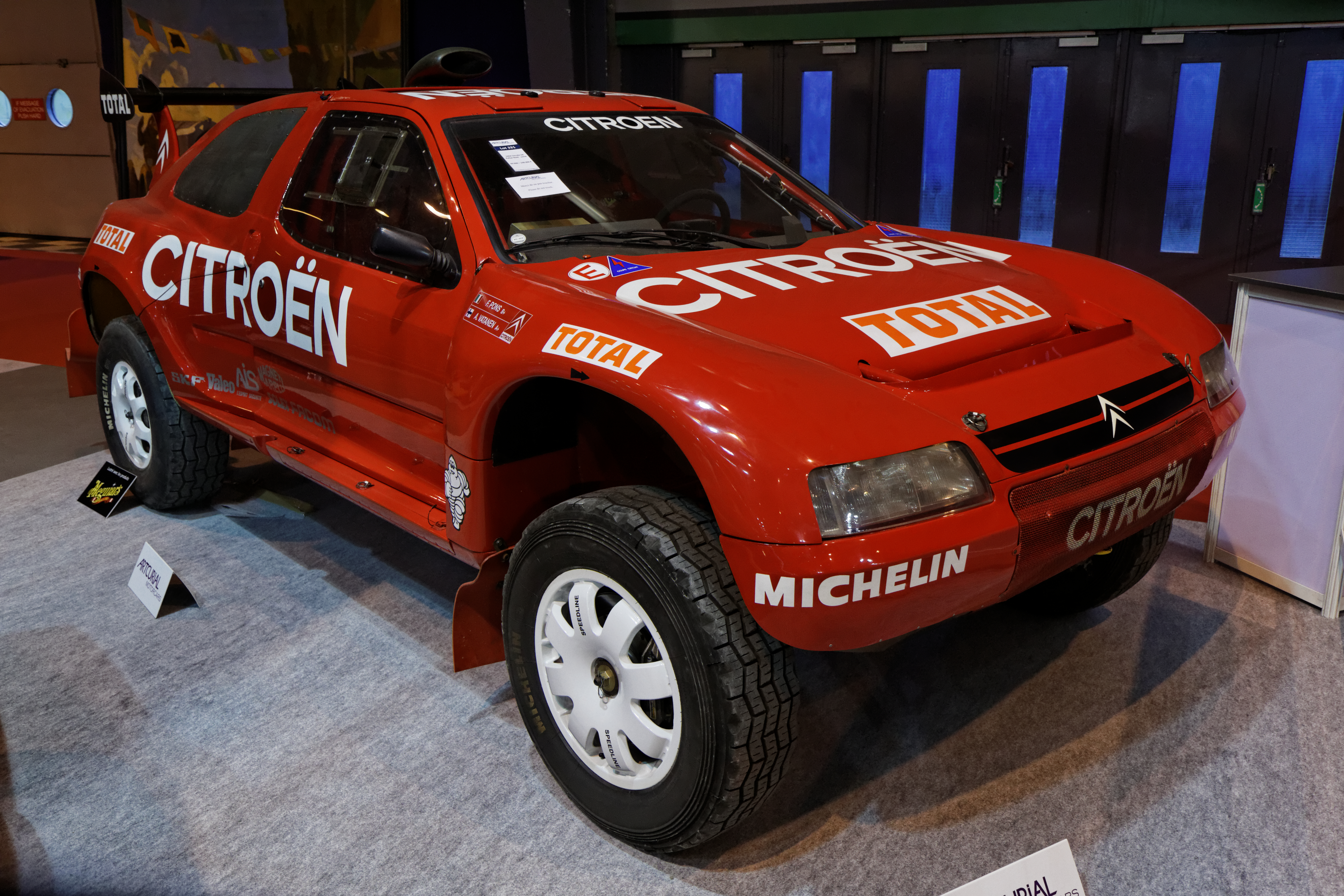
Citroën ZX Rallye-raid, voiture cinq fois championne du monde des rallyes-raids.

Citroën est le seul constructeur automobile à avoir remporté quatre championnats du monde de la Fédération internationale de l'automobile (FIA), avec le championnat du monde des rallyes, le championnat du monde de rallycross, le championnat du monde des rallyes-raids et le championnat du monde des voitures de tourisme.

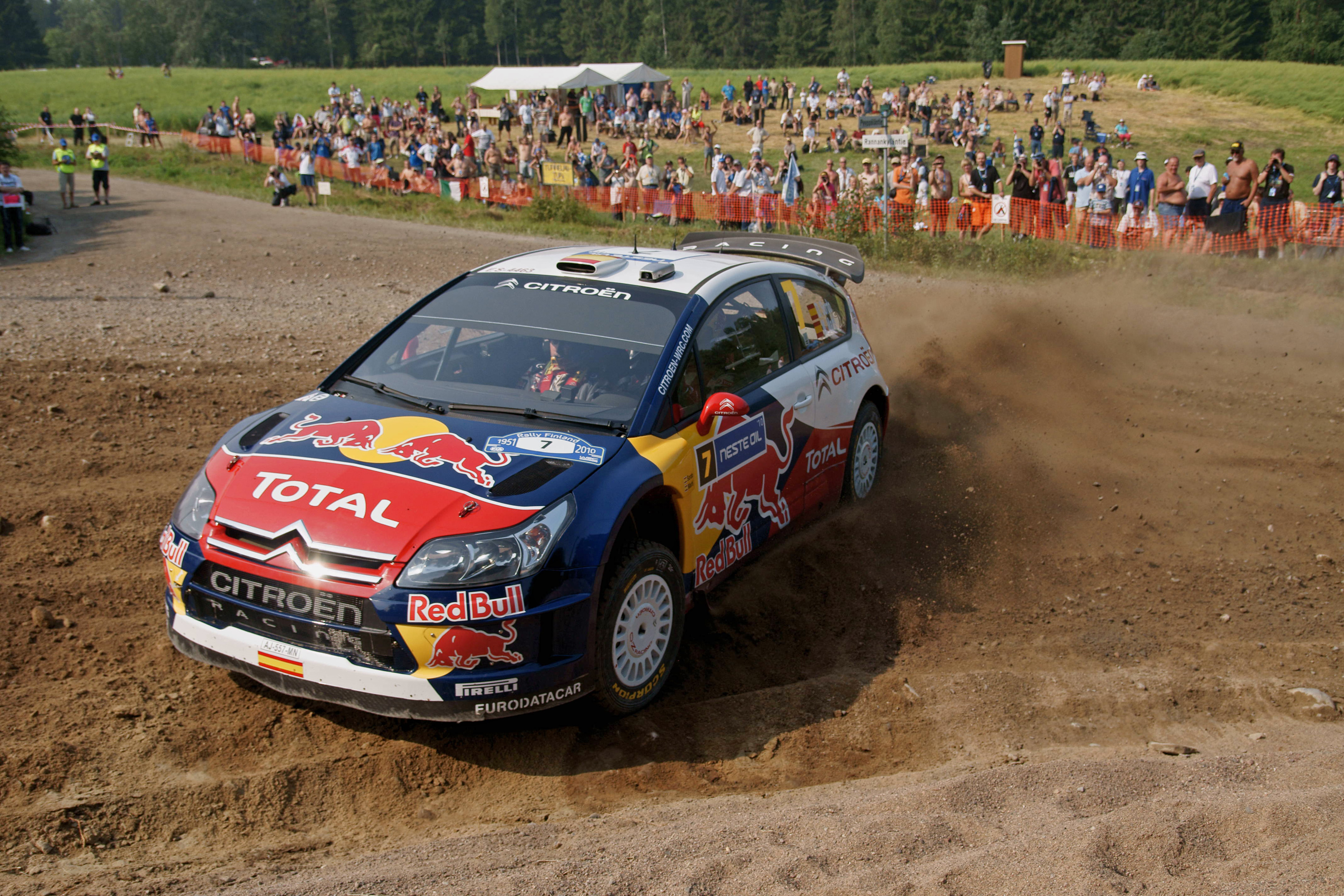
La Citroën C4 WRC, ici aux mains de Dani Sordo, a mené ses pilotes à remporter 37 victoires en WRC.

C'est en 1965 que Citroën fait en nom propre ses débuts en sport automobile en s'engageant en rallye-raid. De 1993 à 1997, Citroën remporte cinq fois le titre constructeur du championnat du monde des rallyes-raids après avoir pris la suite de Peugeot Sport, quatre fois victorieux du Rally Paris-Dakar.
Citroën se dirige ensuite vers le rallye, où il est engagé en championnat du monde des rallyes depuis 2001. Grâce au duo Sébastien Loeb et Daniel Elena, Citroën a remporté huit fois le titre constructeur et neuf fois les titres pilote et copilote. À la suite de ces titres, le rallye n'est plus la priorité de Citroën qui s'engage dans d'autres disciplines, mais l'équipe continue de bien figurer avec des victoires, à l'instar de son doublé au rallye d'Argentine 2015, et en se classant trois fois deuxième au championnat.

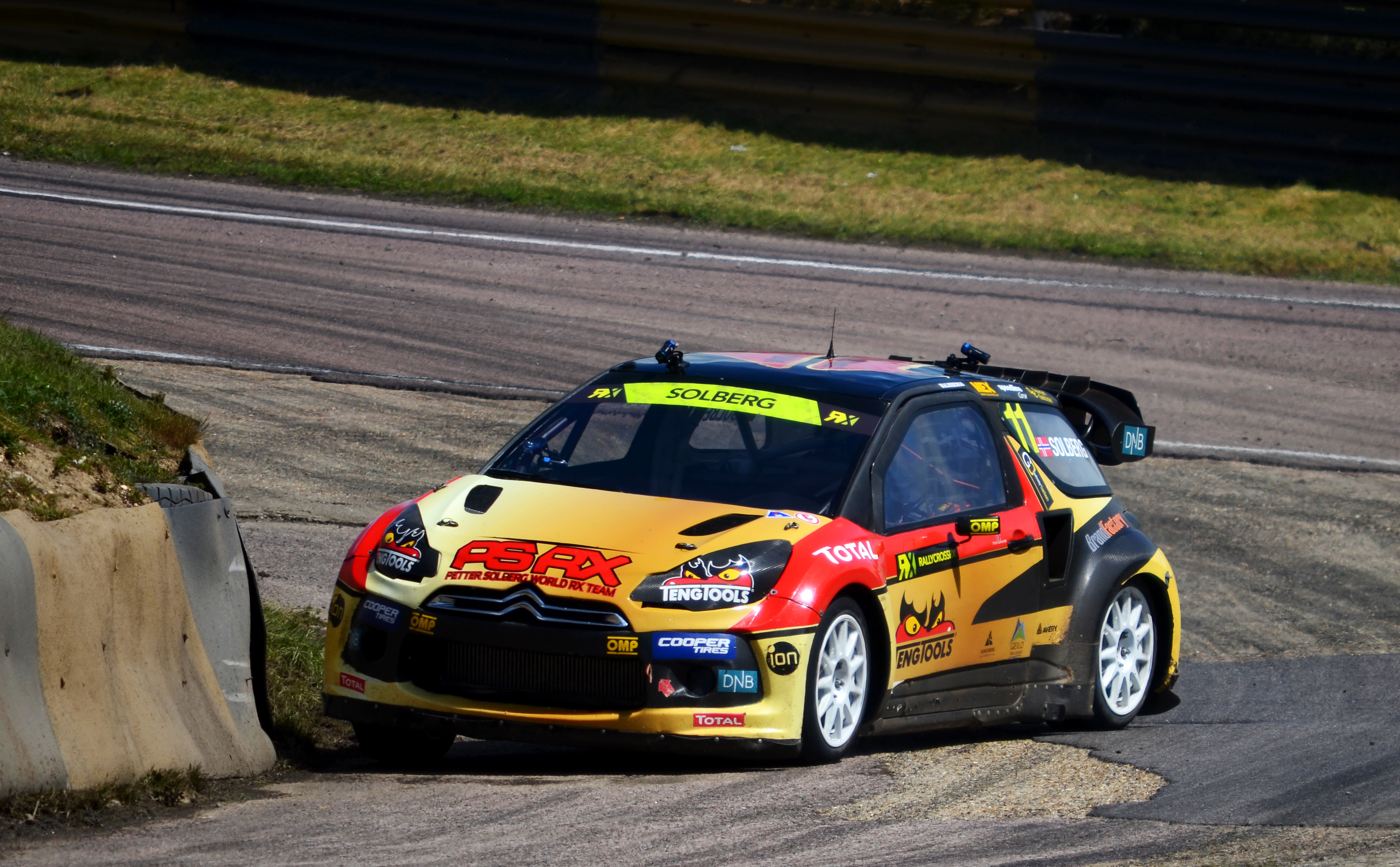
La Citroën DS3 Supercar première championne du monde de rallycross en 2014 avec Petter Solberg.

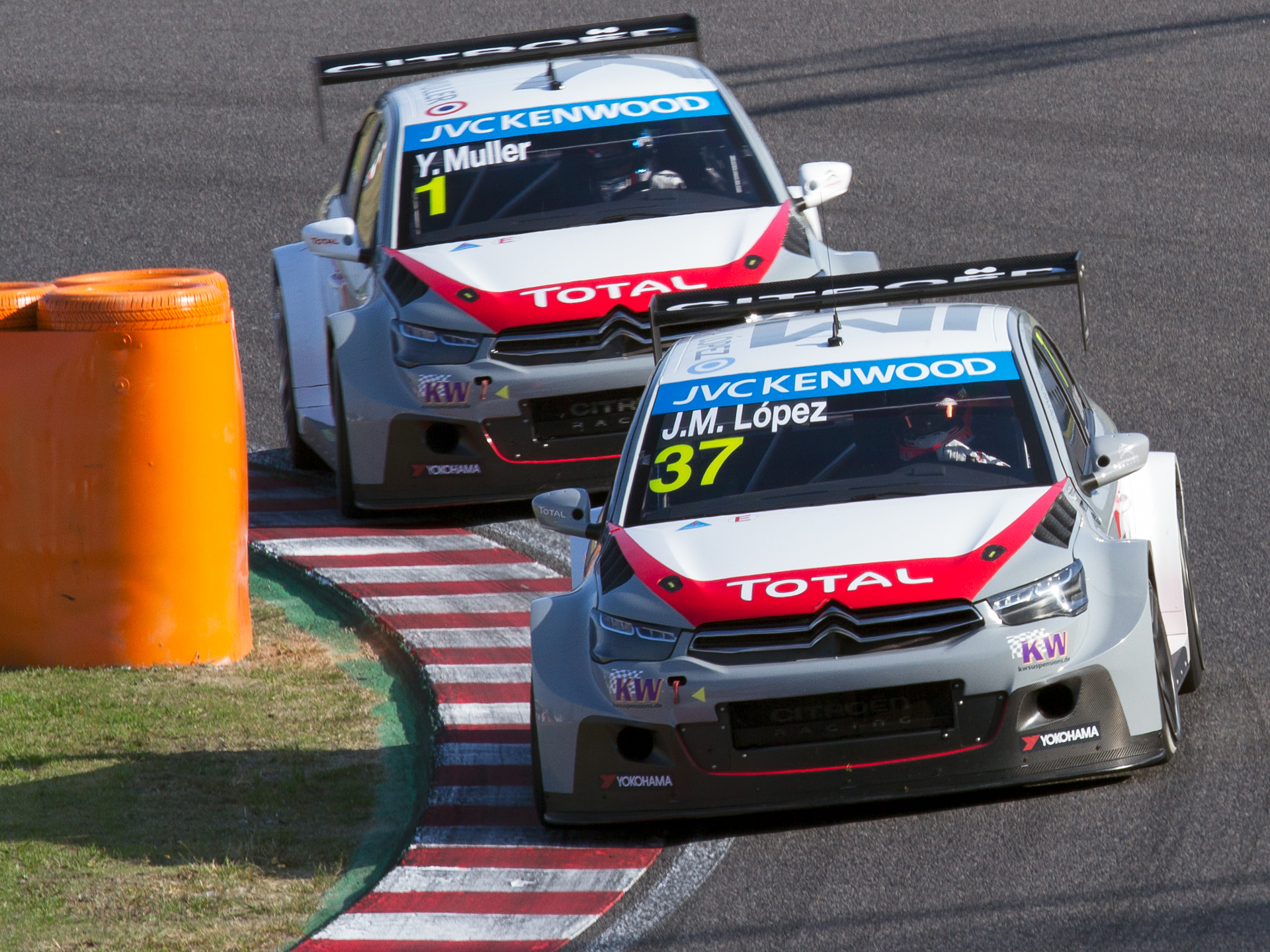
Le triple champion Citroën José María López suivi d'Yvan Muller, artisans des trois titres constructeurs de la marque en championnat du monde des voitures de tourisme.

En 2014, Citroën délaisse donc quelque peu le WRC et se dirige vers deux autres disciplines, à commencer par le rallycross et le nouveau championnat du monde de rallycross, avec pour passif le gain à dix reprises de la catégorie majeure du championnat d'Europe. Le succès est au rendez-vous avec deux titres pilotes pour Petter Solberg en 2014 et 2015, mais Citroën se retire du championnat la saison suivante.
Toujours en 2014, Citroën s'engage aussi pour la première fois en compétition de circuits et plus précisément en course de tourisme. L'équipe Citroën Racing-Total arrive en effet en championnat du monde des voitures de tourisme avec Sébastien Loeb et engage également le quadruple champion du monde Yvan Muller et l'Argentin José María López. Ce dernier et Citroën performent d'entrée en s'adjugeant les titres constructeur et pilote de la saison 2014. Citroën place d'ailleurs ses trois pilotes aux trois premières places, et gagne 17 des 23 courses, soit 74 % de victoires, malgré les grilles inversées en Course 2 et le lest de 60 kg pénalisant la voiture la plus performante. Citroën et José María López récidivent avec le doublé titres constructeur et pilote en 2015 puis en 2016, année où comme en rallycross Citroën se retire de la discipline.
Les saisons 2017 et 2018 voient le constructeur s'engager frileusement en championnat du monde des rallyes, avec pour conséquence deux dernières places au championnat des constructeurs. Citroën détient tout de même le record de victoires en championnat du monde des rallyes, ainsi que la meilleure moyenne de victoires rapportées au nombre de ses courses courues.
En 2019, Citroën annonce son retrait du Championnat du Monde des Rallyes (WRC).

## Les modèles

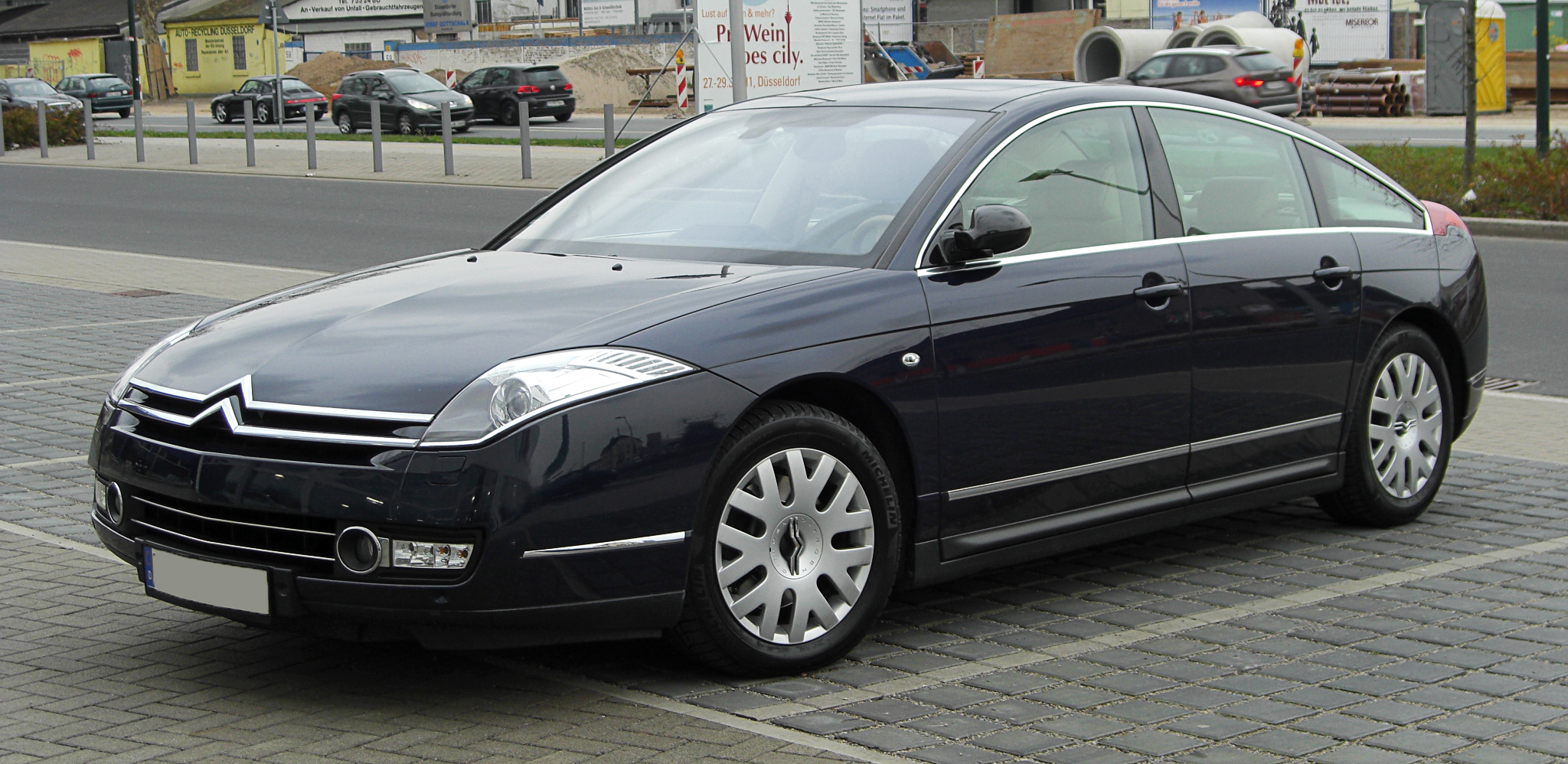
Citroën C6, 2006.

Il n'est pas facile de classer les modèles Citroën dans les catégories habituelles. En effet, Citroën s'est longtemps caractérisé par des modèles au positionnement ambigu, à cheval entre deux segments de marché. La DS elle-même, grâce à sa déclinaison ID, se positionnait entre le milieu et le haut de gamme. De même, jusqu'en 1961, Citroën ne possédait pas de voiture de milieu de gamme entre les 2 CV et la DS. La direction combla un peu cette lacune en créant les Ami, qui peuvent être considérées comme des moyennes inférieures. C'est la GS, en 1970, qui permit d'occuper la partie haute de ce segment de marché, en tant que petite DS, comme l'Ami était une grande 2 CV. La Visa introduite en 1978 signe la fin de production de la ligne Ami, en version bicylindre 652 ou avec le 4-cylindres de la Peugeot 104, déclinant ainsi l'offre Citroën, au tournant des années 1980, en 4 segments de « gamme » : les petites 2 CV/LNA, suivies des Visa 2 ou 4 cylindres, puis la GS/GSA (et la BX à partir de 1982) et enfin en haut de gamme les CX.
Le cycle de renouvellement continuera ensuite avec les AX en citadines, ZX en petites familiales, BX/Xantia en familiales moyennes et enfin les CX/XM. L'augmentation des dimensions et du poids est importante, et est une tendance durant les années 1980 et 1990 de tous les constructeurs européens due à l'accroissement des normes de sécurité et des exigences de confort des modèles suivants ; ainsi, aujourd'hui, la C3 est une citadine de la taille d'une GSA, qui était une petite familiale 25 ans auparavant.
De nouveau, en 2001, Citroën tenta de positionner la C5, pourtant remplaçante de la Xantia, entre les segments moyen-haut et haut pour tenter de pallier le non-remplacement de son haut de gamme, la XM ; un positionnement ambigu qui n'a pas aidé la carrière de la C5. Après un important restylage, ainsi que la sortie de son vrai haut de gamme, la C6, le positionnement supérieur de la gamme Citroën redevient plus cohérent. La Citroën C6 devient la voiture officielle du gouvernement français et de la présidence, même encore en 2014. Troisième en 2007, la Citroën C6 devient en 2008 la limousine préférée des dirigeants du CAC40.
Si l'on excepte le cas XM/C6, depuis le lancement de la ZX, Citroën a retrouvé un modèle pour chacune des quatre grandes familles de modèles - petites, moyennes inférieures, moyennes supérieures, haute - (qu'elle n'eut que de 1970 à 1979 quand Ami et GS coexistaient), avec, dorénavant, un positionnement clair.

### Modèles historiques

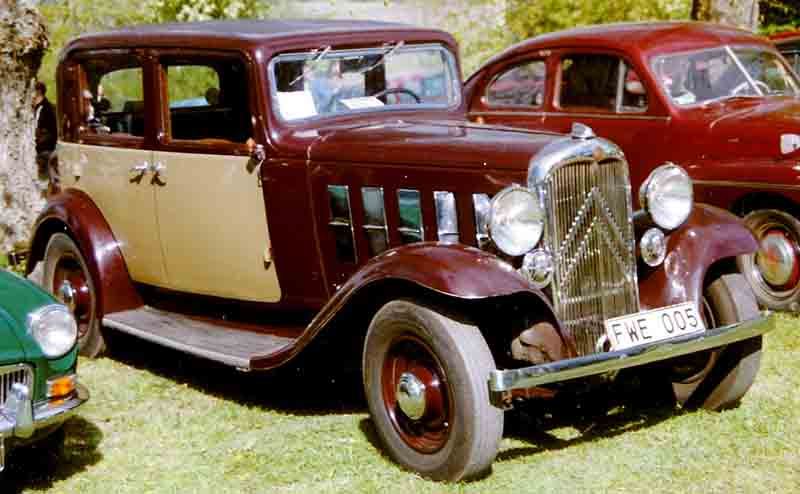
Citroën Rosalie 8, 10 et 15 (1932-1938).

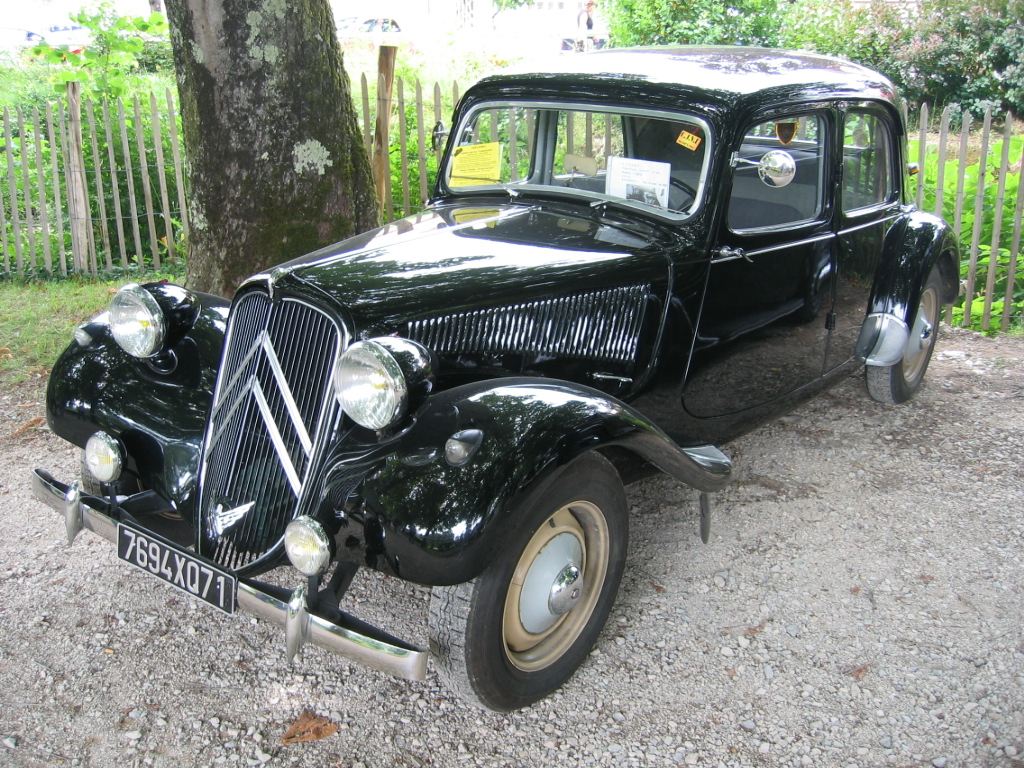
Citroën Traction Avant (1934 -1957).

- Type A : (1919-1921) : première Citroën et première voiture de grande série en Europe, à conduite facile. Existe en de nombreuses versions : sport, camionnette, autochenille, etc.
- 5 CV Type C : 1921-1926, deux ou trois places, carrosserie séparée du châssis en tôle clouée sur structure en bois, pas de freins avant, 60 km/h, démarreur électrique, moteur à soupapes latérales de 4 cylindres 856 cm3 refroidi par thermosiphon, trois vitesses. Suspension à ressorts à lames longitudinales AV / AR . Surnommée « cul-de-poule » à cause de son arrière pointu. La version à trois places sera surnommée « Trèfle ». Absence de porte à gauche. Existera aussi en version camionnette plateau et bâchée avec carrosserie métallique.
- B2 : 1921-1925. Remplace la type A, existe en autochenille.
- B10 : 1924-1925. Carrosserie tout acier, 3 vitesses.
- B12 : 1926-1927. Moteur à soupapes latérales de 4 cylindres 1 453 cm3.
- B14 : 1926-1928. Freins à tambours avant et arrière, cinq places. Grand succès : plus de 100 000 fabriquées.
- B15 : 1928. Camionnette à cabine fermée.
- C4 (1928-1932) : remplace la B14. Le moteur utilise une pompe à eau pour le refroidissement et un allumage par delco. Le « moteur flottant » est monté sur des blocs de caoutchouc, anti-vibrations.
- C6 (1928-1932) : première Citroën à moteur 6 cylindres. Apparition des vitres Securit. Sert de base au modèle à chenilles de la Croisière jaune.
- Rosalie (1932-1938) : succède aux C4 et C6 et annoncent la Traction Avant. La version 8 CV bat tous les records de distance parcourue en 24h.
- Traction Avant (1934-1957) : la version 22 CV (vitesse maximum : 140 km/h) ne sera jamais produite en raison des difficultés financières de la marque et de problèmes de mise au point. Ce sera la 15 CV qui tiendra le rôle de porte-drapeau de la gamme. C'est également la premier modèle à être équipé de la célèbre suspension hydraulique dès 1954.
- 2 CV  (1948-1990) : voiture populaire devenue l'un des symboles de la France, se caractérisant par sa simplicité et son dépouillement.
- DS et ID (1955-1975) : modèle révolutionnaire à sa sortie, aussi bien par sa ligne et son intérieur (dus à Flaminio Bertoni) que par sa technologie embarquée totalement inédite pour l'époque (suspension, embrayage, freinage, et direction hydrauliques). Comme la 2CV, elle fait partie des icônes de la France dans l'imaginaire collectif.
- Ami 6 (1961-1969) : voiture populaire, elle comble le grand vide dans la gamme entre la rustique 2CV et la luxueuse DS. Reconnaissable à sa lunette arrière inversée lui donnant sa forme caractéristique en "Z". Elle est remplacée en 1969 par l'Ami 8 (1969-1978), qui elle-même sera remplacée par l'Ami Super (1973-1976) en 1973.
- Méhari (1968-1987) : dérivée de la 2CV, la Méhari a la particularité d'être une voiture de plein air pourvue d'une carrosserie entièrement en plastique.
- SM (1970-1975) : coupé grand tourisme équipé d'un moteur Maserati. Elle possède une calandre entièrement vitrée englobant 6 phares ainsi que la plaque d'immatriculation.
- GS (1970-1980) : voiture la plus vendue en France de sa catégorie en 1978. C'est un des plus grands succès de Citroën. A l'instar de l'Ami 6, elle sera remplacée par une évolution d'elle-même, la GSA (1980-1986).
- CX (1974-1988) : berline remplaçante de la DS.
- BX (1982-1994) : premier modèle conçu après le rachat de Citroën par Peugeot. Son succès permettra de sauver la marque.
- XM (1989-2000) : grande berline remplaçante de la CX. Elle est reconnaissable à son dessin en flèche, sa grande surface vitrée et son bandeau à l'arrière.
- C6 (2005-2012) : grande berline remplaçante indirecte de la XM. Sa ligne et sa lunette arrière concave sont un clin d'oeil à la CX. Echec commercial, elle trouve néanmoins preneurs auprès de la présidence de la république et de l'administration française.
- C5 II (2008-2017) : remplaçante de la C5 (2001-2008), elle marque une rupture totale avec sa devancière et symbolise le renouveau de Citroën depuis le milieu des années 2000. Elle est notamment équipée de la suspension Hydractive et d'un volant à moyeu fixe similaire à celui de la C4.
- DS3 (2010-2019) : citadine moderne à succès, elle contribue à rajeunir l'image de Citroën et inaugure la ligne haut de gamme DS. Elle rejoindra la marque DS en 2016 après un restylage.

### La marque DS Automobiles
DS Automobiles est un constructeur automobile premium française du groupe PSA Peugeot Citroën. À l'origine, la Ligne DS était une ligne haut de gamme de Citroën de 2009 à 2014, elle est devenue une marque à part entière après cinq années d'existence en juin 2014. Le nom de la marque est un hommage à la Citroën DS, commercialisé entre 1955 et 1975.
La Ligne DS comprenait à l'origine trois modèles : Citroën DS3 (citadine), Citroën DS4 (compacte) et Citroën DS5 (crossover). En 2014, la marque DS devient indépendante avec les modèles DS 5LS (berline premium) et le DS 6 (crossover) pour le marché chinois puis avec les DS 5, DS 4 et DS 3 restylées en 2015.

### La gamme

#### Gamme actuelle en Europe
- Ami (2020) : quadricycle 100 % électrique, 2 places. Véhicule sans permis.
- C3 IV (2023) : citadine polyvalente, 5 portes et ë-C3 (2023)
- C3 Aircross III (2024) : SUV citadin à 5 ou 7 places
- Berlingo III (2018) : véhicule utilitaire léger compact et déclinaison civile "ludospace" .
- C4 III (2020) : berline compacte 5 porter crossover.
- C4 X (2022) : berline compacte 4 portes crossover.
- C5 Aircross (2018) : SUV compact.
- C5 X (2021) : berline familiale 5 portes crossover.
- Jumpy III, SpaceTourer et Holidays (2016) : véhicule utilitaire léger moyen et déclinaisons civiles.
- Jumper III (2016) : grand véhicule utilitaire léger

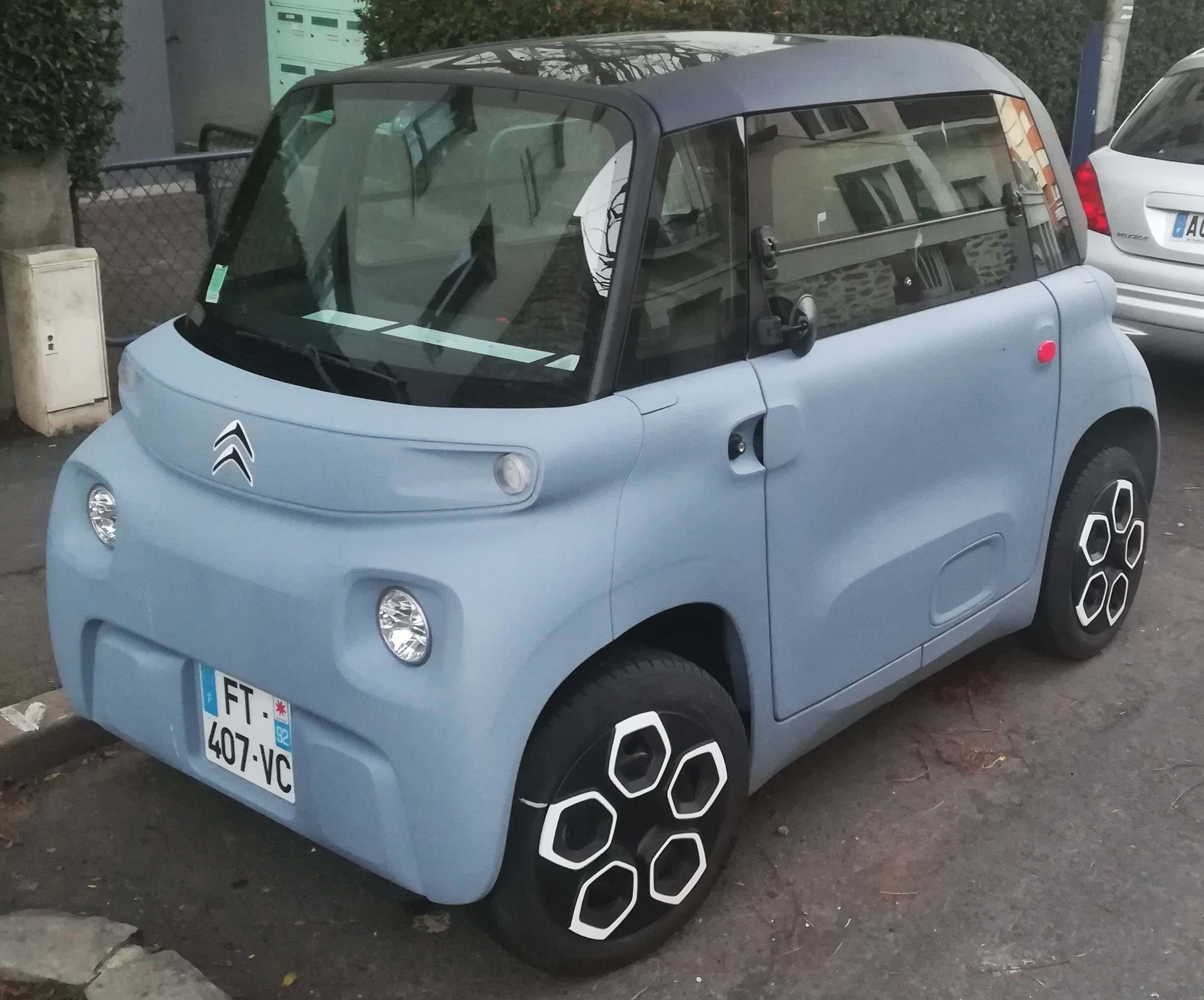
Citroën Ami.
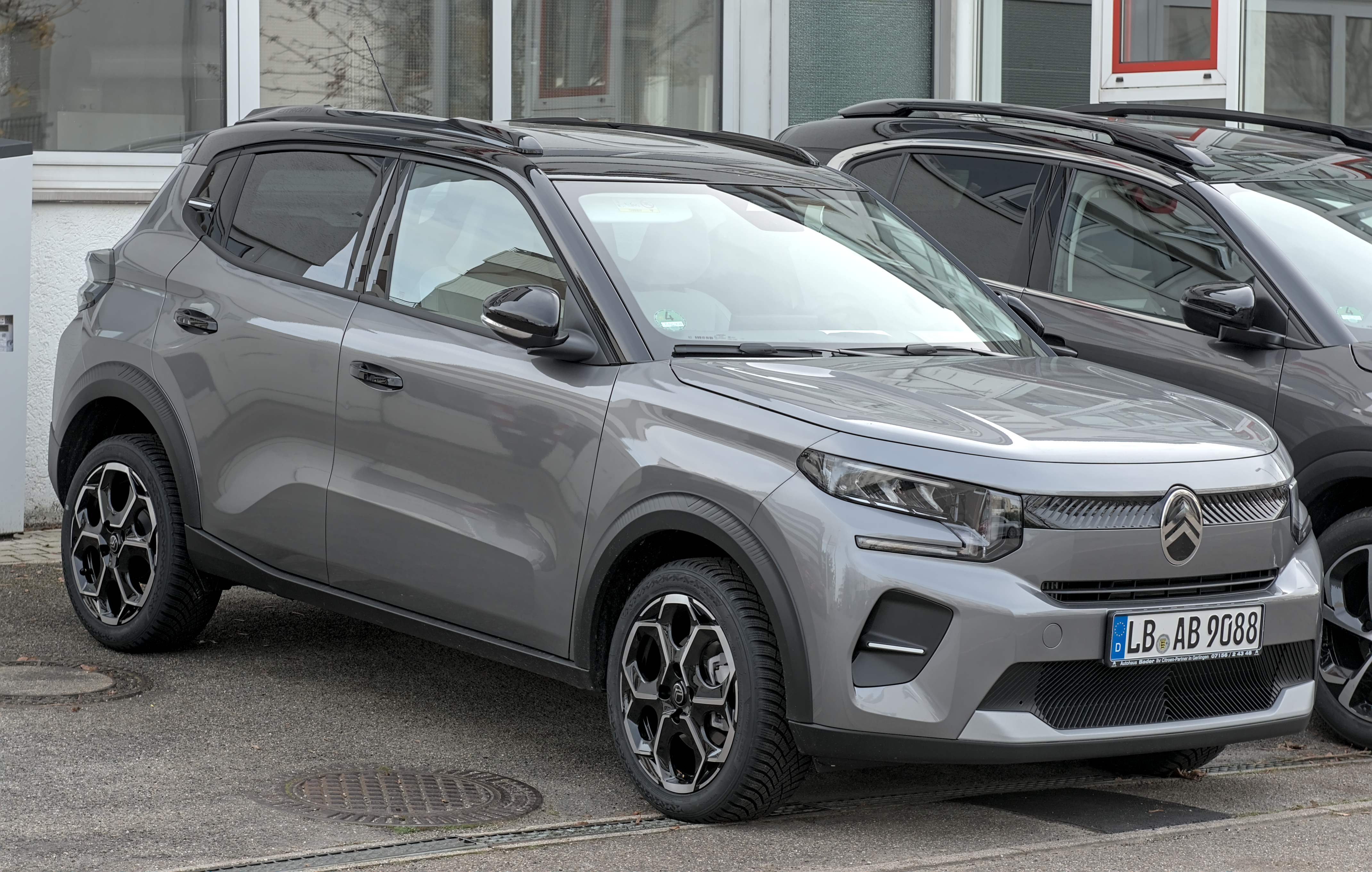
Citroën C3 IV.
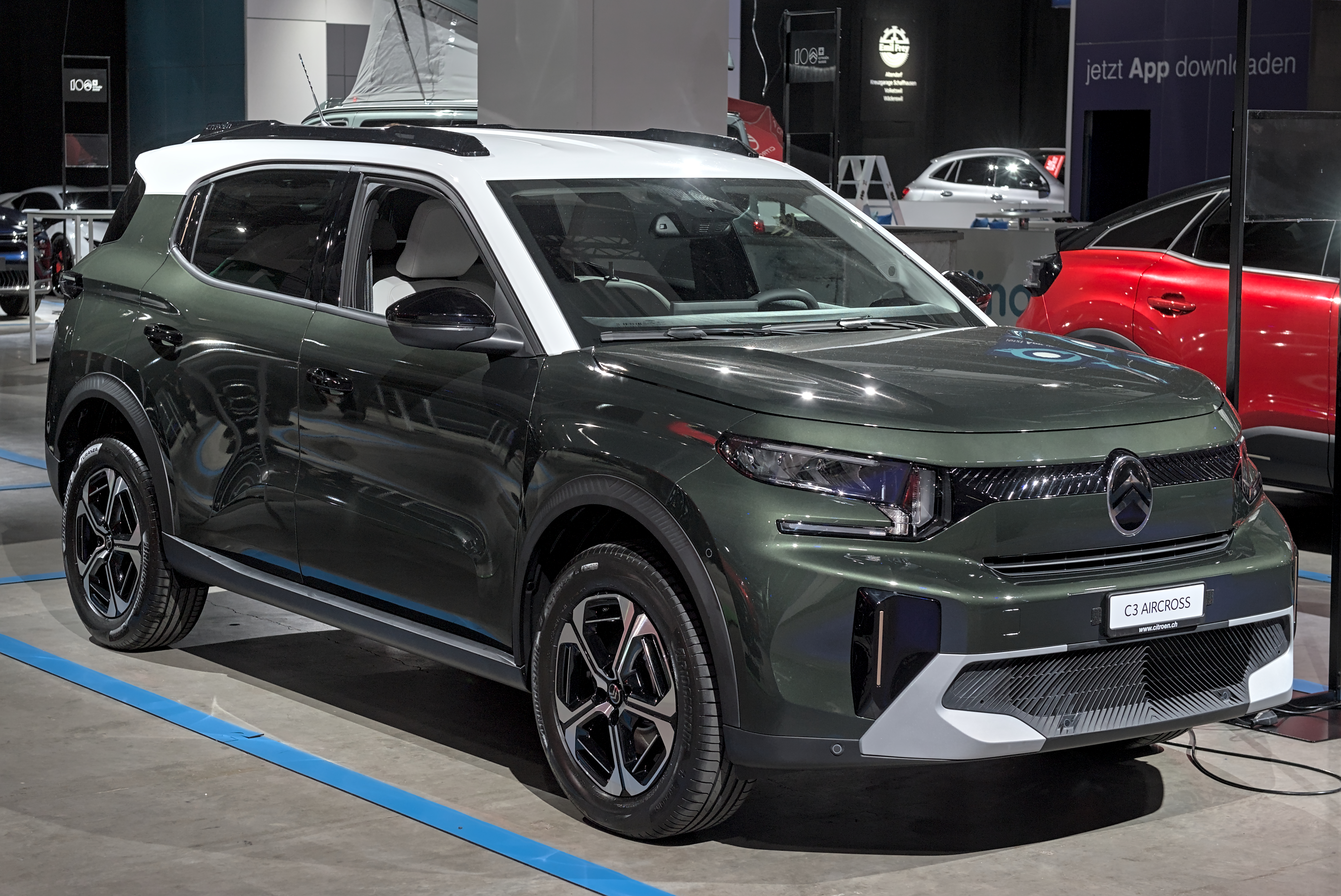
C3 Aircross II.
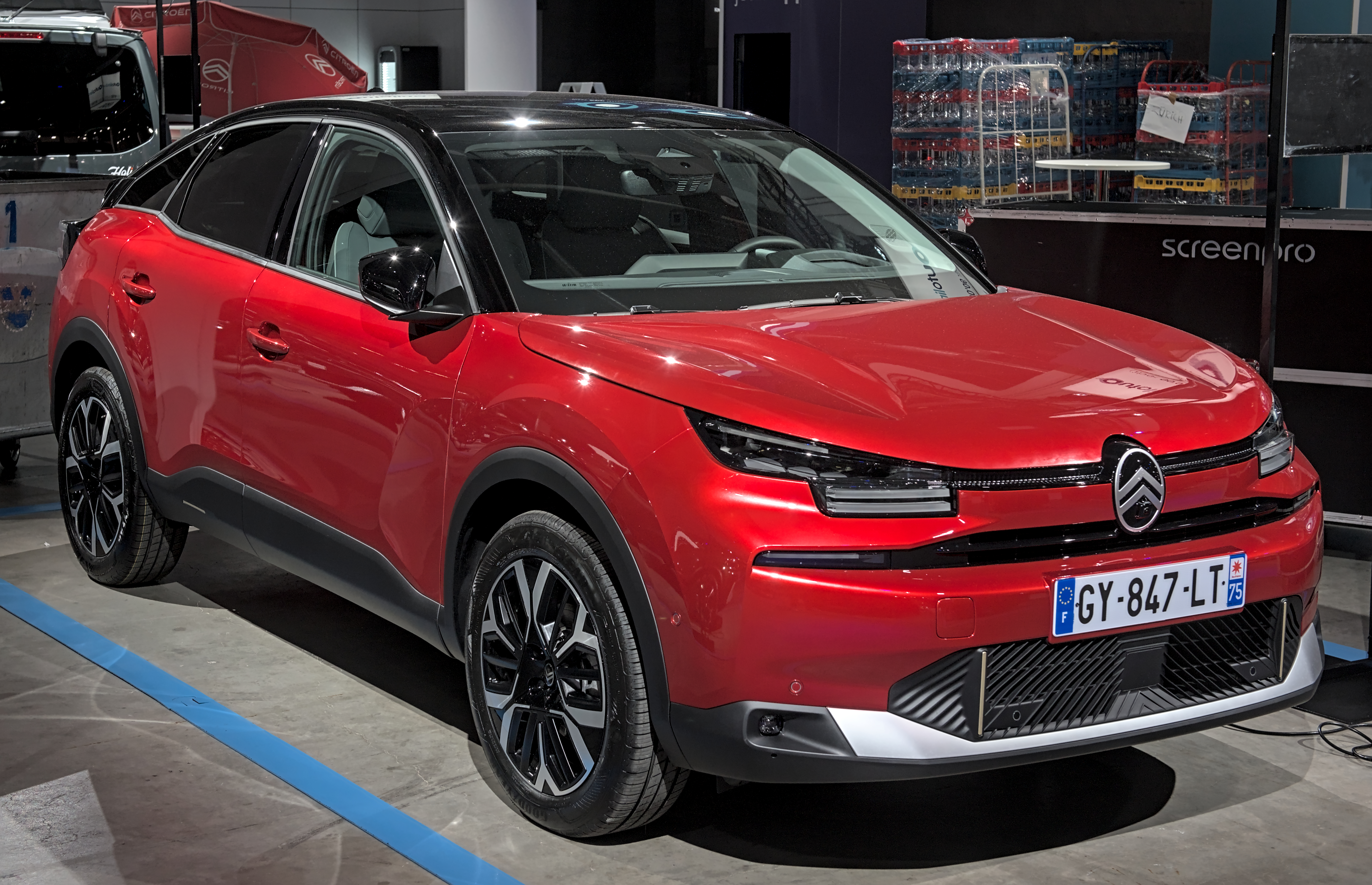
Citroën C4 III restylée.
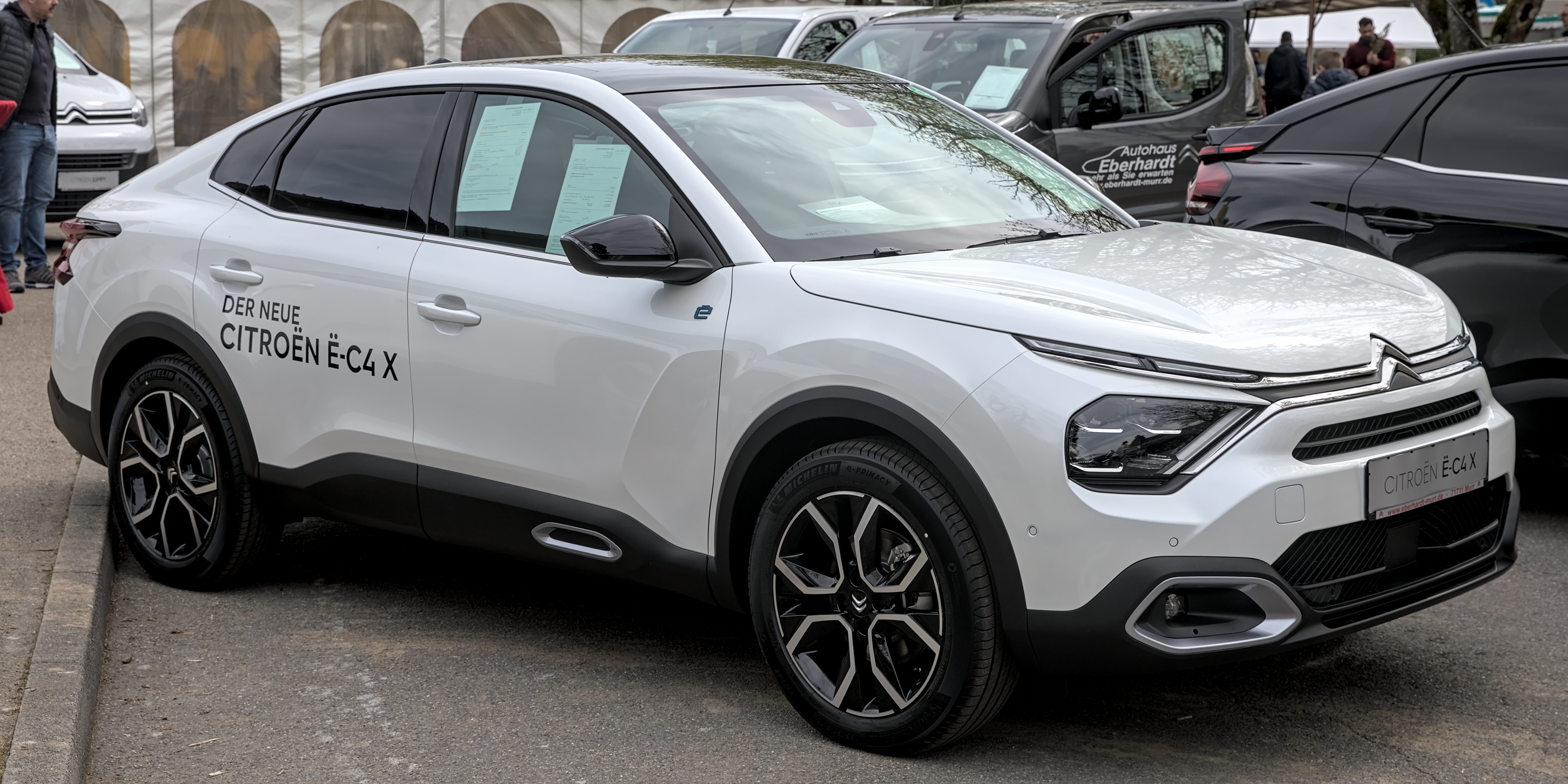
Citroën ë-C4 X.
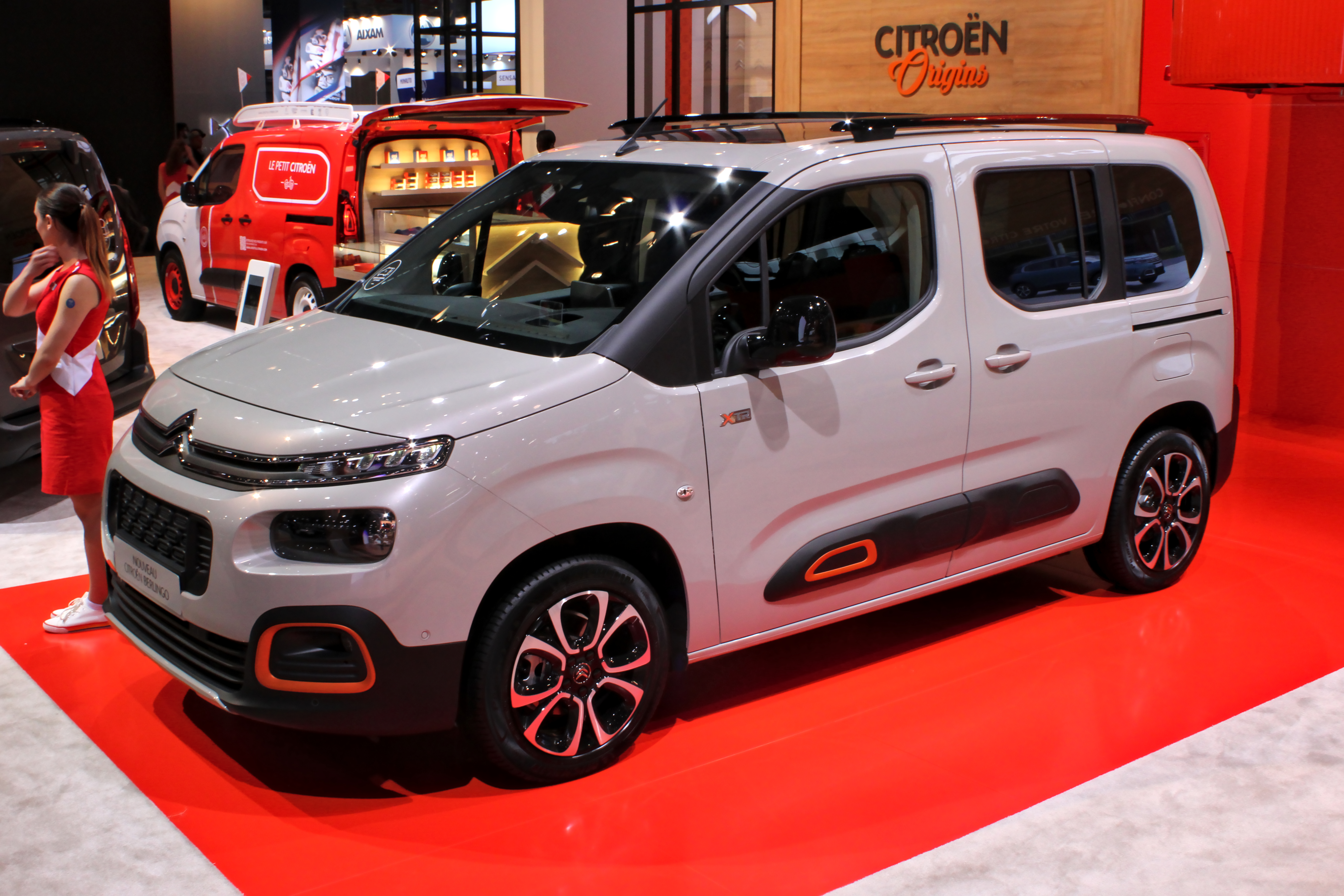
Citroën Berlingo.
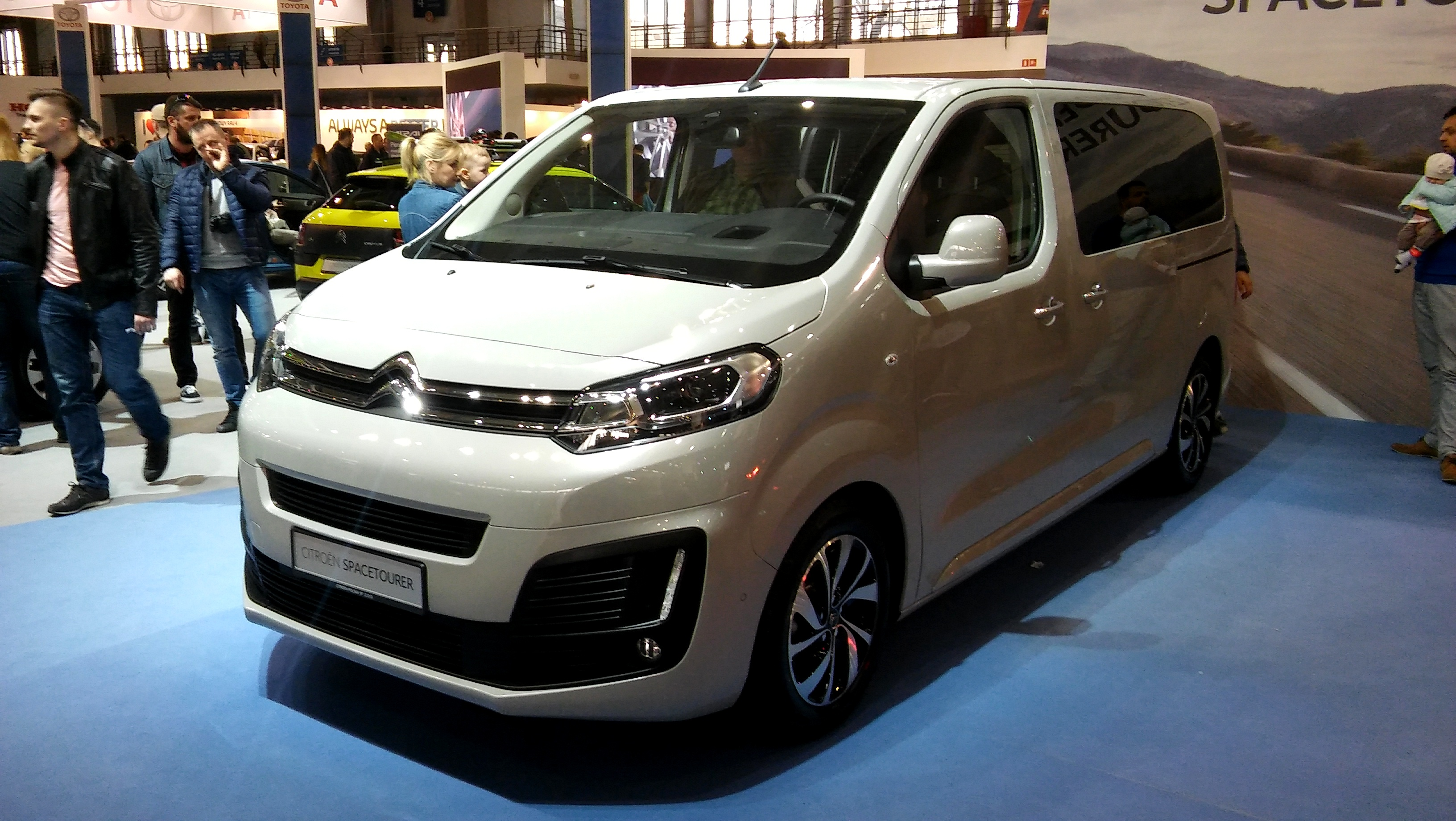
Citroën SpaceTourer.
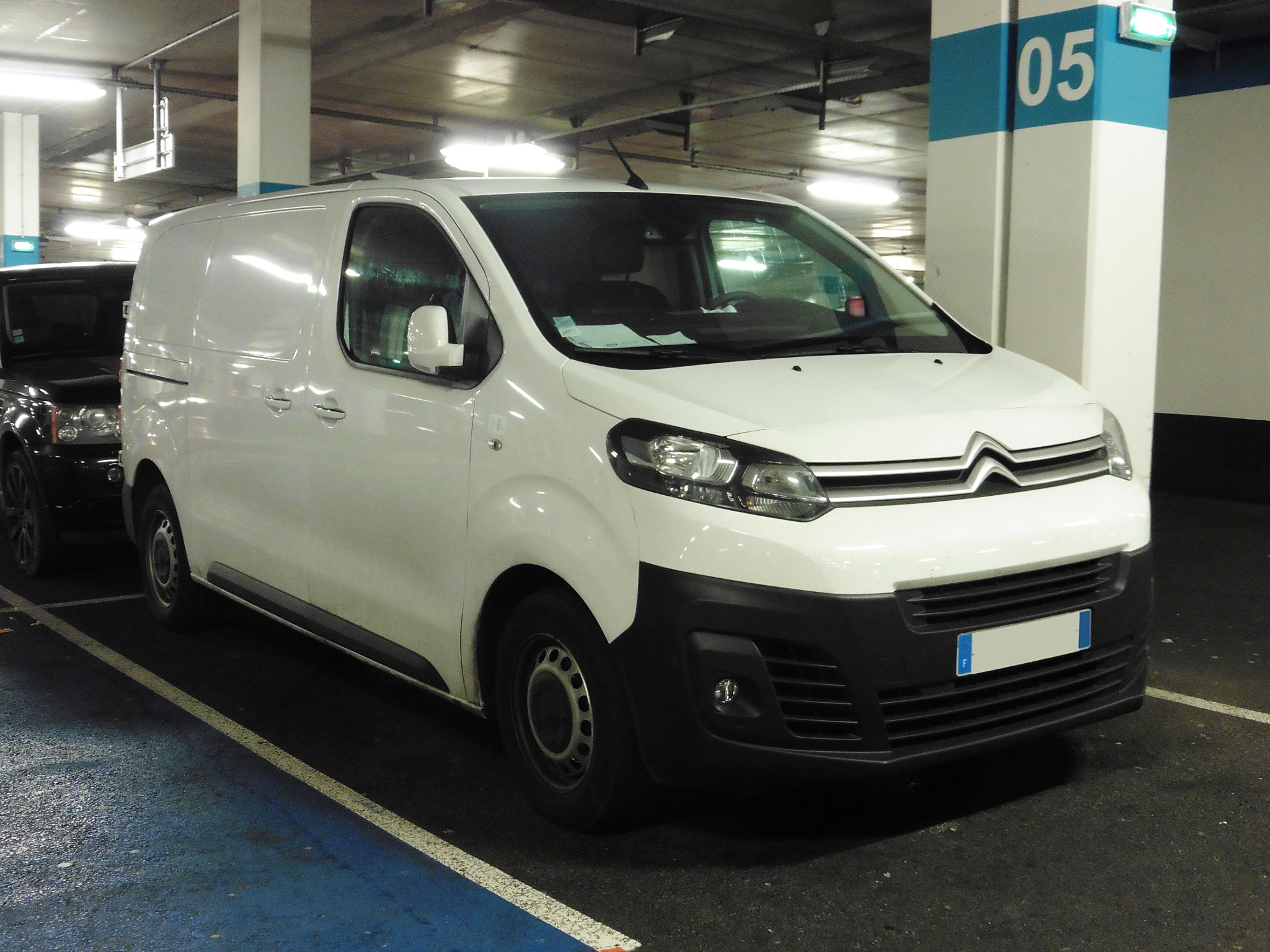
Version utilitaire Jumpy III.
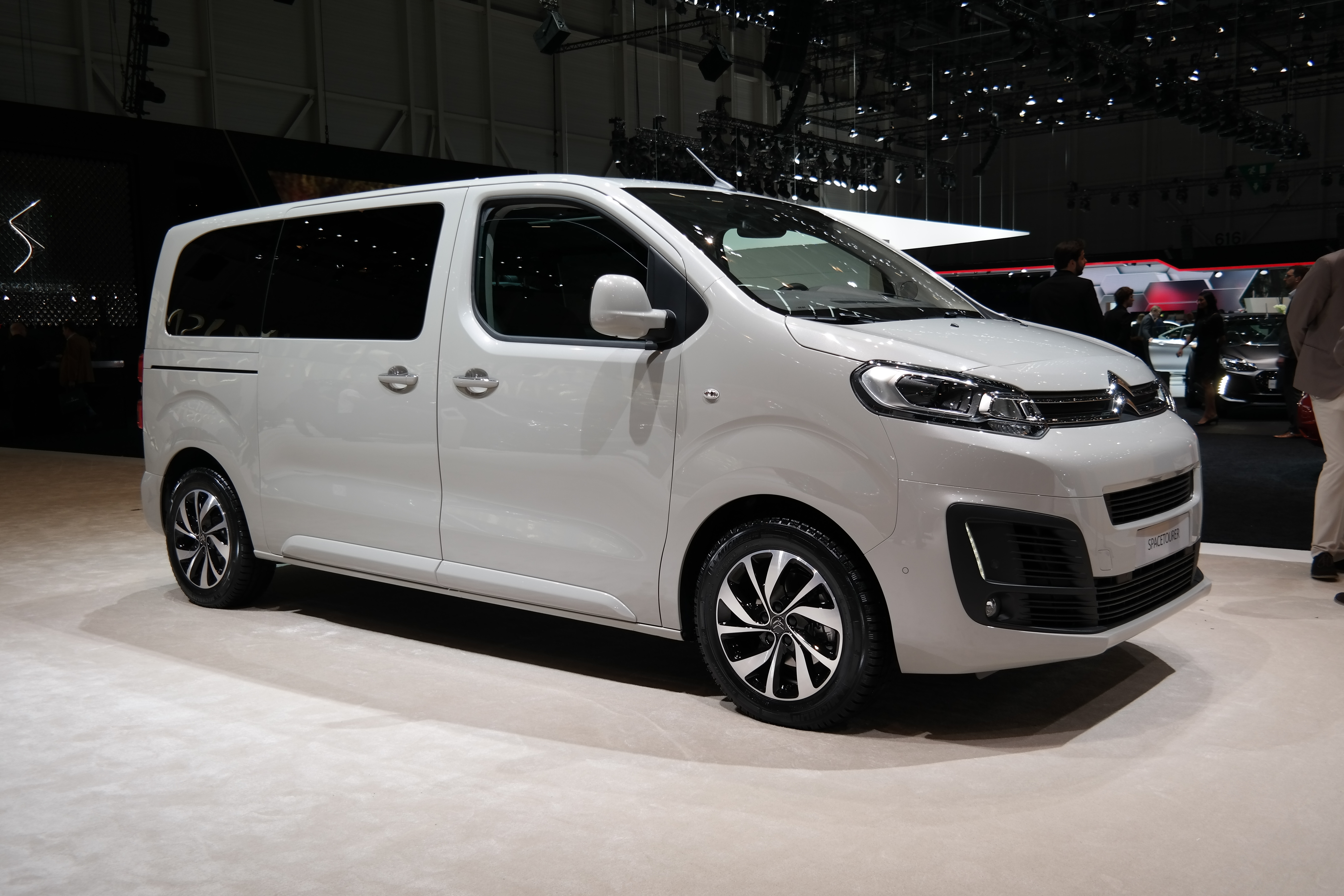
Citroën Jumper.
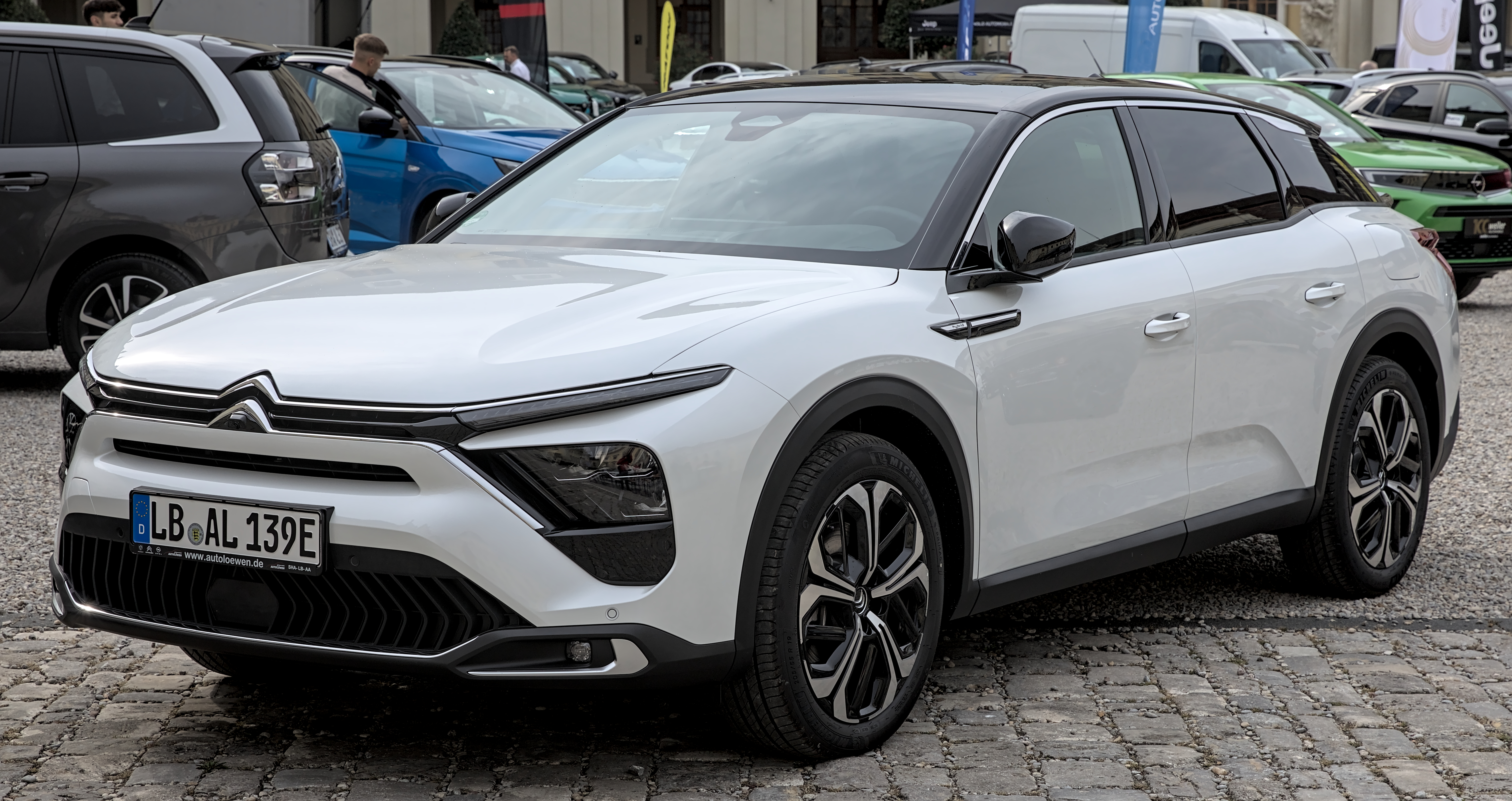
Citroën C5 X.
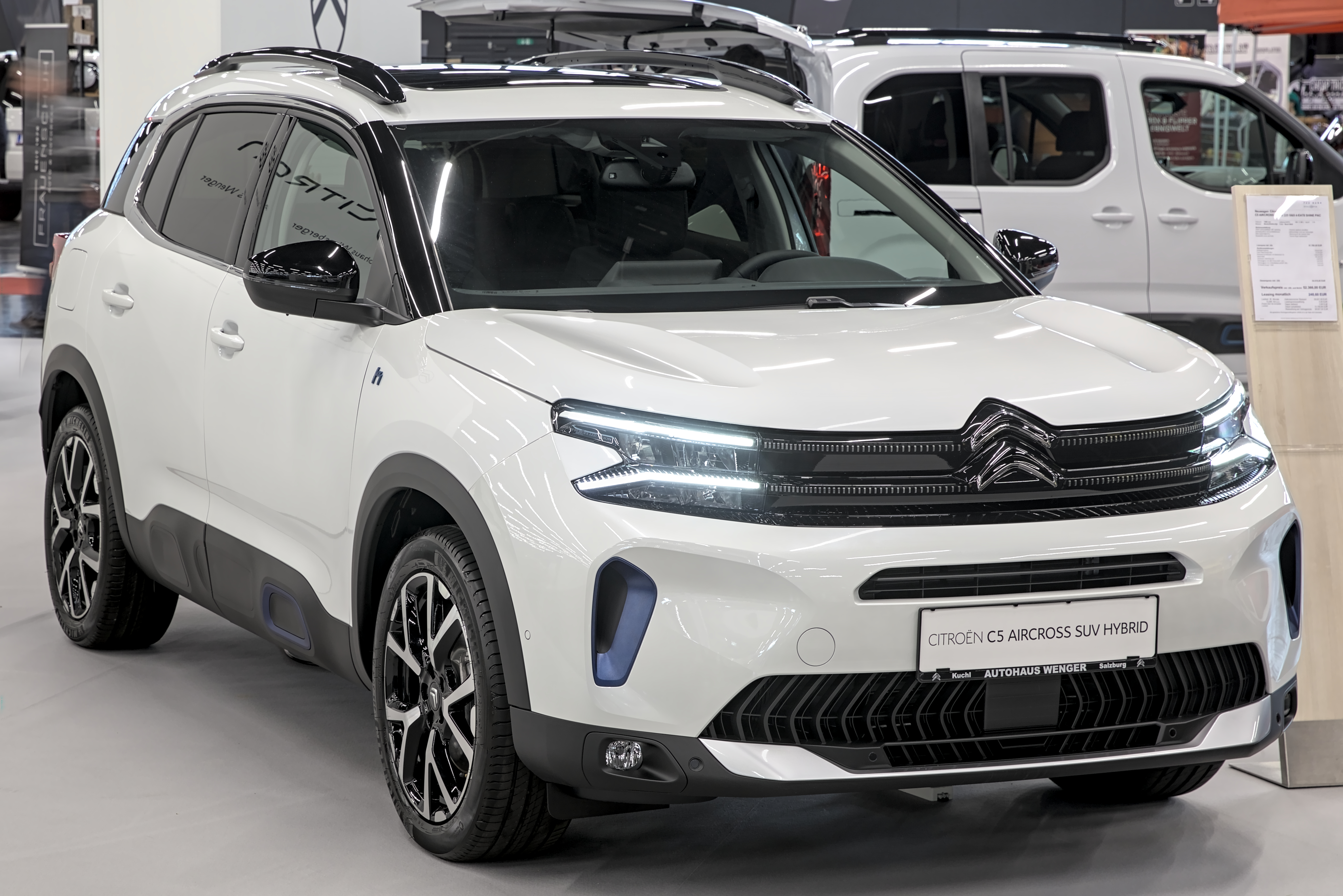
Citroën C5 Aircross restylé.

#### Petites et citadines

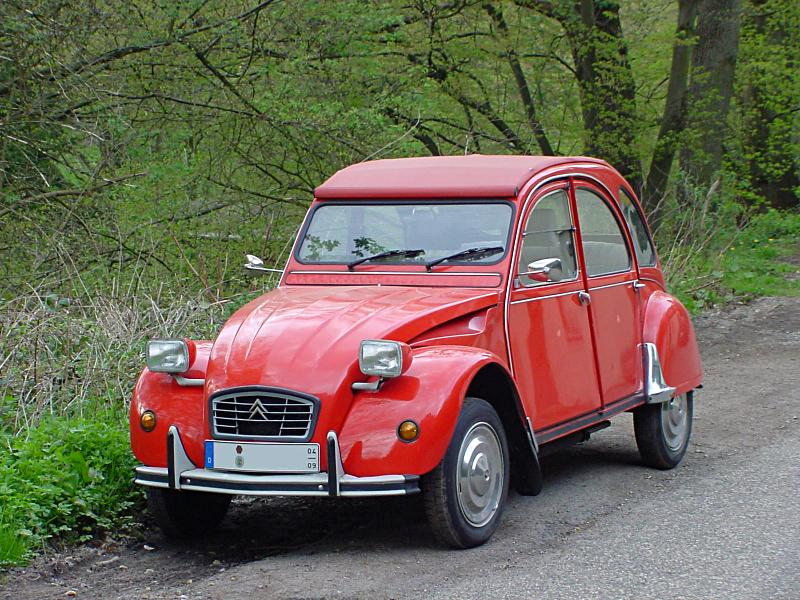
2 CV.

Citroën s'est imposé comme un spécialiste de petites voitures polyvalentes. Le modèle le plus connu est sans doute la 2 CV qui s'est imposée en France au début des années 1950 avant de devenir un succès mondial et d'accéder au statut de voiture culte dans les années 1970. Plusieurs modèles ont été dérivés de la 2 CV, c'est le cas de la Dyane et de la Méhari, et, en milieu de gamme moyenne, de l'Ami 6 et de l'Ami 8 qui possèdent le même châssis que la 2 CV ainsi qu'un moteur bicylindre (à l'exception de l'Ami Super équipée du moteur à quatre cylindres à plat refroidi par air de 1 015 cm3 de la GS).
Pour combler le trou béant entre la 2 CV et la DS, Citroën sort, en 1961, une 3 CV : l'Ami 6. Bien qu'étroitement dérivée mécaniquement de la 2 CV, elle affiche des prétentions supérieures avec, entre autres, un moteur de 602 cm3 (au lieu des 425 cm3 pour la 2 CV de l'époque) et dispose de son propre style, à trois-volumes avec une vitre arrière inversée caractéristique. L'Ami 6 inaugure le site de production de Rennes-la-Janais, actuellement destiné aux grands modèles de PSA (C5, C6 et Peugeot 407 et 508).
L'Ami 6 sera remplacée à la fin de la décennie par l'Ami 8, résultat d'un gros restylage de l'Ami 6 avec la disparition de la vitre inversée, déroutante pour certains, au profil deux-volumes, plus «classique» chez Citroën. Sa production s'arrête en 1979. Sa remplaçante, la Visa lancée à l'automne 1978, est équipée du même bi-cylindre, désormais doté d'un allumage électronique intégral, mais également des moteurs de la Peugeot 104. Un choix « naturel », la Visa étant élaborée sur la plate-forme de la petite Peugeot, laquelle avait déjà donné naissance à la LN en 1976, première tentative par PSA de remplacer la 2 CV en bas de gamme. À partir de la fin 1986, l'AX prend la relève de la Visa, d'abord en version 3 portes puis, un an plus tard, en cinq portes.
Après les années 1970 et 1980 au cours desquelles le bas de la gamme est occupé par des modèles sans réelle personnalité, Citroën est reparti de l'avant en 1986 et 1996 avec les AX et Saxo (la Saxo étant une modernisation de la base technique de l'AX). Ces modèles économiques et fiables ont rencontré un franc succès.
Depuis l'arrivée au centre de style de Jean-Pierre Ploué, les petites Citroën ont ajouté à leurs qualités dynamiques et économiques une originalité stylistique (les C2 et C3 affichent en effet des formes très différentes de la concurrence).
Pour contrer les Renault Twingo et Dacia Logan, PSA signe un partenariat avec Toyota pour produire un petit modèle, la C1, produite dans une usine tchèque.
- Type C (1921-1926)
- 2 CV (1948-1990)
- Ami 6, 8 et Super (1961-1978)
- Dyane (1967-1983)
- Méhari (1968-1987)
- LN et LNA (1976-1986)
- Visa (1978-1988)
- Axel (1984-1988)
- AX (1986-1998)
- Saxo (1996-2002) et sa version électrique (1997)
- C3 (2002-2010, 2012 au Brésil)
- C2 (2003-2009)
- C3 Pluriel (2003-2010)
- C1 (2005-2014)
- C2 (Chine) (2006-2013)
- C3 II (2009-2016, 2020 au Brésil)
- DS3 (2010-2016)
- C-Zero (2010-2020)
- C1 II (2014-2022)
- C3 III (2016-2024)
- C3 (CC21) (2022-)
- C3 IV (2023-)

#### Compactes

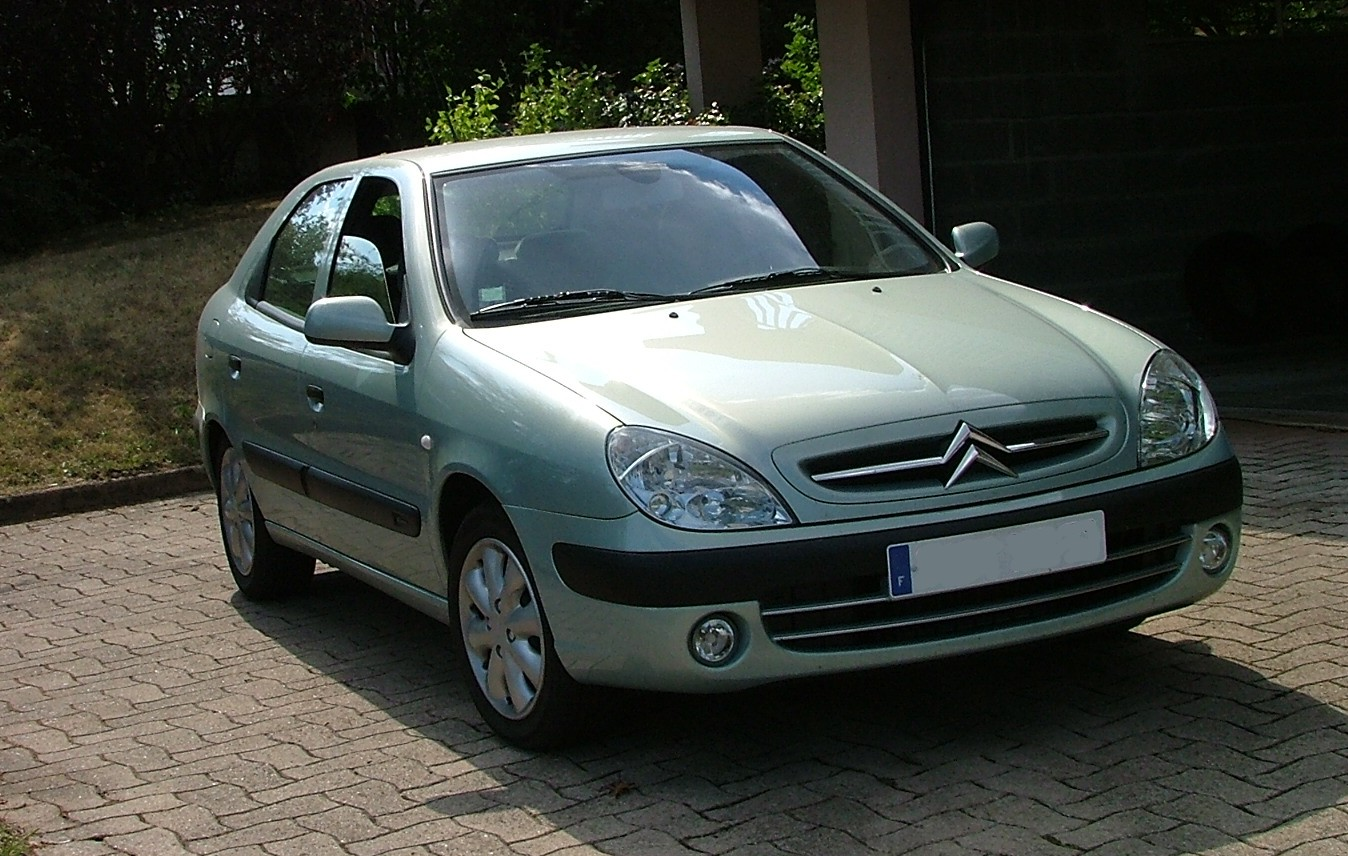
Citroën Xsara HDi.

Pour combler le trou, au début des années 1990, qui subsistait entre les petites (AX) et les plus grandes Citroën (BX), le constructeur lançait, en 1991, la ZX. Elle ne s'imposera jamais vraiment commercialement mais connaîtra un assez bon succès dans sa variante break, et fiabilisera la base technique reprise ensuite par la Xsara en 1998. Cette dernière, appelée à ses débuts « petite Xantia » car elle était stylistiquement proche de son aînée, a assis les positions de Citroën dans le marché des voitures compactes. C'est également la première Citroën à avoir reçu une déclinaison monospace compact sur plate-forme de Xsara (Picasso) sortie en décembre 1999. À partir de 2004, sa remplaçante la C4 renoue avec un style qui rappelle les GS et avec un soupçon d'innovation grâce au volant à moyeu fixe… Lequel disparaîtra avec la deuxième génération de C4, lancée en octobre 2010.
Les véhicules de cette catégorie ont souvent été choisis pour représenter la marque en compétition : la ZX a remporté plusieurs fois le Paris-Dakar, la Xsara a été championne du monde des rallyes à trois reprises (2003, 2004, 2005, la dernière en écurie privée) ainsi que la C4 à trois reprises (en 2008, 2009 et 2010) avec le pilote Alsacien Sébastien Loeb. Une C-Élysée, spécialement préparée sera engagée en Championnat du monde des voitures de tourisme (WTCC), pour la saison 2014.
- ZX (1991-1998, 2008 en Chine)
- Xsara (1997-2004)
- Élysée (2002-2012)
- C4 (2004-2010)
- C-Triomphe / C4 Pallas / C4 Sedan (2006-2013)
- C-Quatre (2009-2016)
- C4 II (2010-2018)
- DS4 (2011-2015)
- C-Elysée II (2012-)
- C4 L / C4 Lounge / Sedan (2012-2022)
- C4 berline (2015-2019)
- C4 Cactus (marketé comme compacte de 2018-2020)
- C3-L (2020-2021)
- C4 III / C4 X (2020-)

#### Berlines

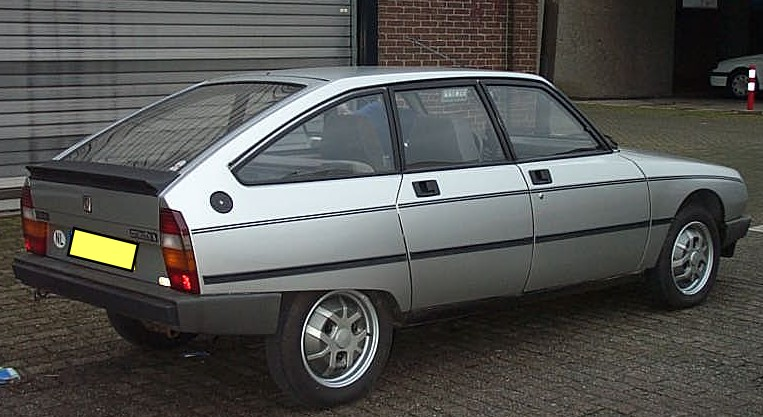
GSA X1.

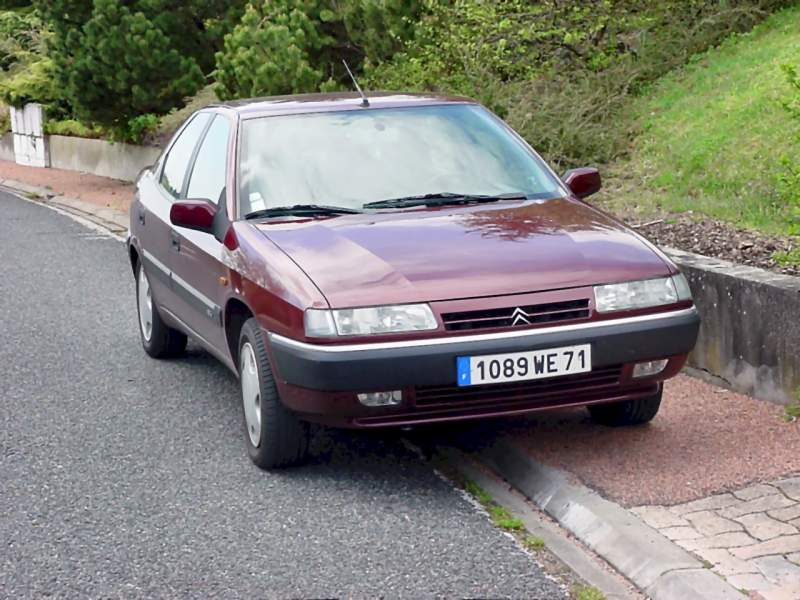
Citroën Xantia 2.0i 16V (phase 1).

La première Citroën de l'ère moderne à avoir été développée pour entrer dans un segment de milieu de gamme moyen haut est la GS, sortie en 1970. C'est une voiture typiquement Citroën : traction avant, moteur 4 cylindres à plat longitudinal boxer refroidi par air, roues indépendantes, freinage haute pression à 4 freins à disques, suspension hydropneumatique et aérodynamisme poussé. La GS évoluée nommée GSA, sortie en 1979, consistait en une refonte mineure en ce qui concerne le style (remplacement des chromes par du plastique noir et gris, tableau de bord et satellites) mais majeure en ce qui concerne la structure, puisqu'elle devint une cinq portes en adoptant enfin le hayon réclamé à hauts cris par les clients au lieu du coffre séparé de l'habitacle.
Si la carrière de la GSA se poursuit jusqu'en 1986, sa remplaçante, la BX, entre en scène dès octobre 1982. Elle affiche quasiment la même longueur que ses devancières (4,23 m au lieu de 4,19 m pour la GSA et 4,12 m pour la GS) mais tranche par son style anguleux et, sur ses versions haut de gamme, son originale vitre de custode fumée, au demeurant peu utilisable et dont le film plastique passera assez mal les années. Bien que Citroën ait réussi à garder la suspension hydropneumatique (même si elle est affermie), les 4 freins à disques et le style deux-volumes des GS-GSA, les moteurs proviennent de manière assez logique de la banque d'organes désormais commune avec Peugeot. Exit donc le 4 cylindres à plat à refroidissement par air. Place aux 1.1, 1.4 et 1.6 plus modernes à refroidissement par eau puis, à partir de 1984, à un diesel. Prend place également un train avant pseudo-MacPherson, moins cher à produire (et faisant mieux travailler les pneus modernes), mais moins isolant que les doubles bras superposés à déport nul des GS et CX, et ce, au grand dam du concepteur de la SM. La BX a connu un beau succès commercial, atteignant dans les premières années la troisième marche du podium et les 7 % du marché français. La Xantia, présentée fin 1992, lui succède petit à petit jusqu'à l'arrêt de la production fin 1993. Cette remplaçante passe à 4,44 m de long, faisant un peu plus de place à la ZX.
- Type A (1919-1921)
- B2 (1921-1926)
- B10 (Carrosserie Tout Acier)(1924)
- B12 (1924-1926)
- B14 (1926-1928)
- C4 (1928-1932)
- Rosalie 8, 10 (1932-1938)
- Traction Avant 7, 11 CV (1934-1957)
- GS et GSA et birotor (moteur rotatif) (1970-1986)
- BX (1982-1994)
- Xantia (1993-2002, 2010 en Iran)

#### Familiales routières
La XM (berline et break), produite jusqu'en juin 2000 est remplacée par la C5, de dimensions, de motorisations et de types de carrosseries identiques.
Une catégorie intermédiaire, familiale routière de dimensions importantes (4,70 à 4,90 m) se développe, remplaçant à la fois la gamme moyenne haute et la gamme supérieure.
- C5 (2000-2007)
- C5 II (2008-2017, 2021 en Chine)
- DS5 (2011-2015)
- C5 X (2021-)

#### Routières

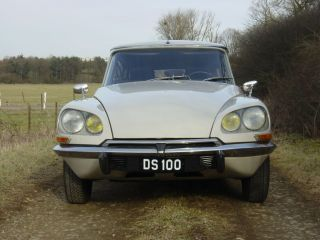
Citroën DS.

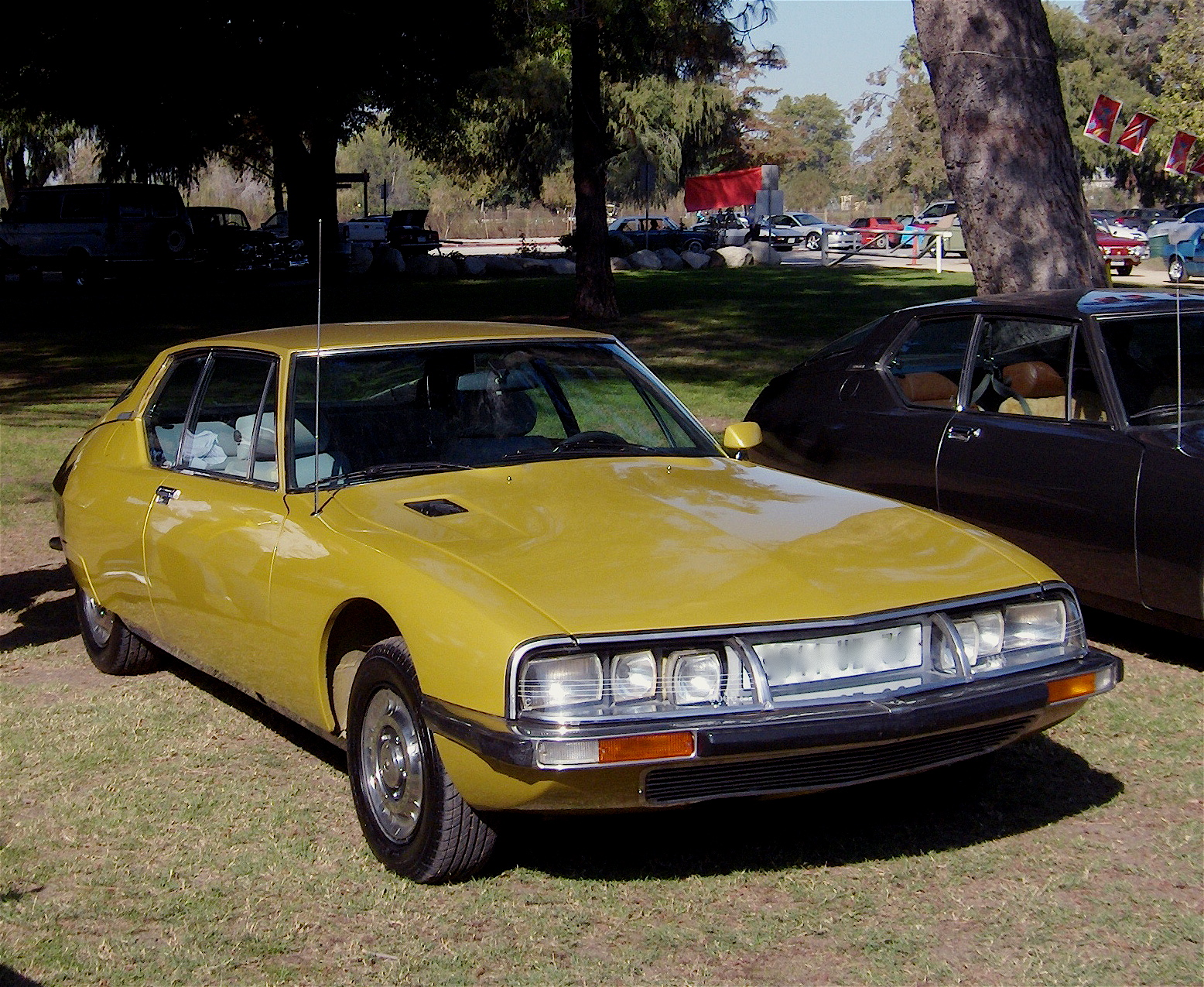
Citroën SM.

On retrouve dans ce segment de marché les modèles phare de Citroën : les Traction Avant, les DS ou encore les CX. Ce sont ces voitures qui permirent à Citroën d'établir sa réputation de constructeur innovateur sur les plans technologiques et stylistiques. Les Traction Avant introduisent une carrosserie aérodynamique et la transmission aux roues avant. La DS fait apparaître la suspension hydropneumatique. La CX a un gigantesque essuie-glace (monobalai), une vitre arrière concave et la direction DIRAVI (direction assistée à asservissement variable) de la SM.
Ces voitures ont notamment été utilisées par les présidents de la République française. Charles de Gaulle roulait en Traction puis en DS, Georges Pompidou utilisa de nombreuses DS ; amateur d'automobiles, il fit construire par le carrossier Henri Chapron deux exemplaires de berline découvrable sur la base de la SM. La première sortie officielle eut lieu lors de la visite d'État de la Reine d'Angleterre Élisabeth II au printemps 1972. Cette voiture servit le jour de l'investiture à la Présidence de la république aux nouveaux présidents François Mitterrand en 1981 et Jacques Chirac en 1995 qui utilisait aussi plusieurs CX, dont un modèle Prestige, filmée le jour de son élection dans les rues de Paris.
Après quelques années d'absence, Citroën effectue son grand retour le 14 juillet 2005 quand le président Chirac utilise une C6 pour le défilé militaire, alors que le modèle de série n'était pas encore commercialisé.
Enfin, François Hollande choisit comme voiture le jour de son investiture à la Présidence de la république, en mai 2012, une Citroën DS5 Hybrid4 spécialement aménagée avec un toit découvrable. Il utilise également des Citroën C6 et C5.
- C6 (1929-1932)
- Rosalie 15 CV (1932-1938)
- Traction Avant 15 CV (1938-1956)
- DS et ID (1955-1975)
- SM (1970-1975)
- CX (1974-1991)
- XM (1989-2000)
- C6 (2005-2012)
- C6 (2016-2024), en Chine uniquement

#### Crossovers et SUV
- C-Crosser (2007-2012), SUV sur une base de Mitsubishi.
- C3 Aircross / Aircross (uniquement en Amérique latine) (2010-2020) : crossover urbain basé sur le Citroën C3 Picasso.
- C3 Aircross (2024-) : crossover urbain basé sur la Citroën C3 IV.
- C4 Aircross (2012-2017), SUV compact sur une base de Mitsubishi.
- C4 Cactus crossover compact (2014-2017).
- C3-XR (2014-), en Chine uniquement.
- C3 Aircross (2017-) : crossover urbain.
- C4 Aircross (2018-2020) : crossover urbain vendu en Chine.
- C5 Aircross (2017-) : SUV compact, commercialisé fin 2017 en Chine, fin 2018 en Europe et 2020 en Inde[65].

#### Monospaces
- Évasion (1994-2002)
- Xsara Picasso (1999-2010, 2012 au Brésil)
- C8 (2002-2014)
- C4 Picasso et Grand C4 Picasso (2006-2018)
- C3 Picasso (2009-2017)
- C4 Picasso II et Grand C4 Picasso II (2013-2018)
- C4 SpaceTourer et Grand C4 SpaceTourer (2018-2022)

#### Camionnettes
- 10HP (1919-1927)
- C4 (1928-1932)
- 10U12 (1933-1934) puis 11U12 (1935)
- 2 CV fourgonnette (1951-1978)
- Acadiane (1978-1987)
- C15 (1984-2006)
- Berlingo (1996-2008, encore en cours en Argentine)
- Nemo (2007-2017)
- Berlingo II (2008-2018 puis 2021-2022 en Russie)
- SpaceTourer (2016-)
- Berlingo III (2018-)

#### Fourgons
- TUB puis TUC (1939-1942) Traction Utilitaire de type B puis type C
- Type H (1948-1981)
- C32 et C35 (1974-1991)
- C25 (1981)
- Jumper (1994-2006)
- Jumpy (1995-2007)
- Jumper II (sortie en 2006)
- Jumper Type H (sortie en 2017)
- Jumpy II (2007-2016)
- Jumpy III (sorti en 2016)

#### Camions et autocars
- C6 (1930-1933)
- Type 29 (1933-1934)
- Type 32 (1934-1939)
- Type 23 (1935-1969)
- Type 45 (1934-1953)
- Type 46
- Type 55 et dérivés (1954-1967)
- N et P « Belphégor » (1965-1974)
- Citroën Dauphin K01 (1969-1974)[66]

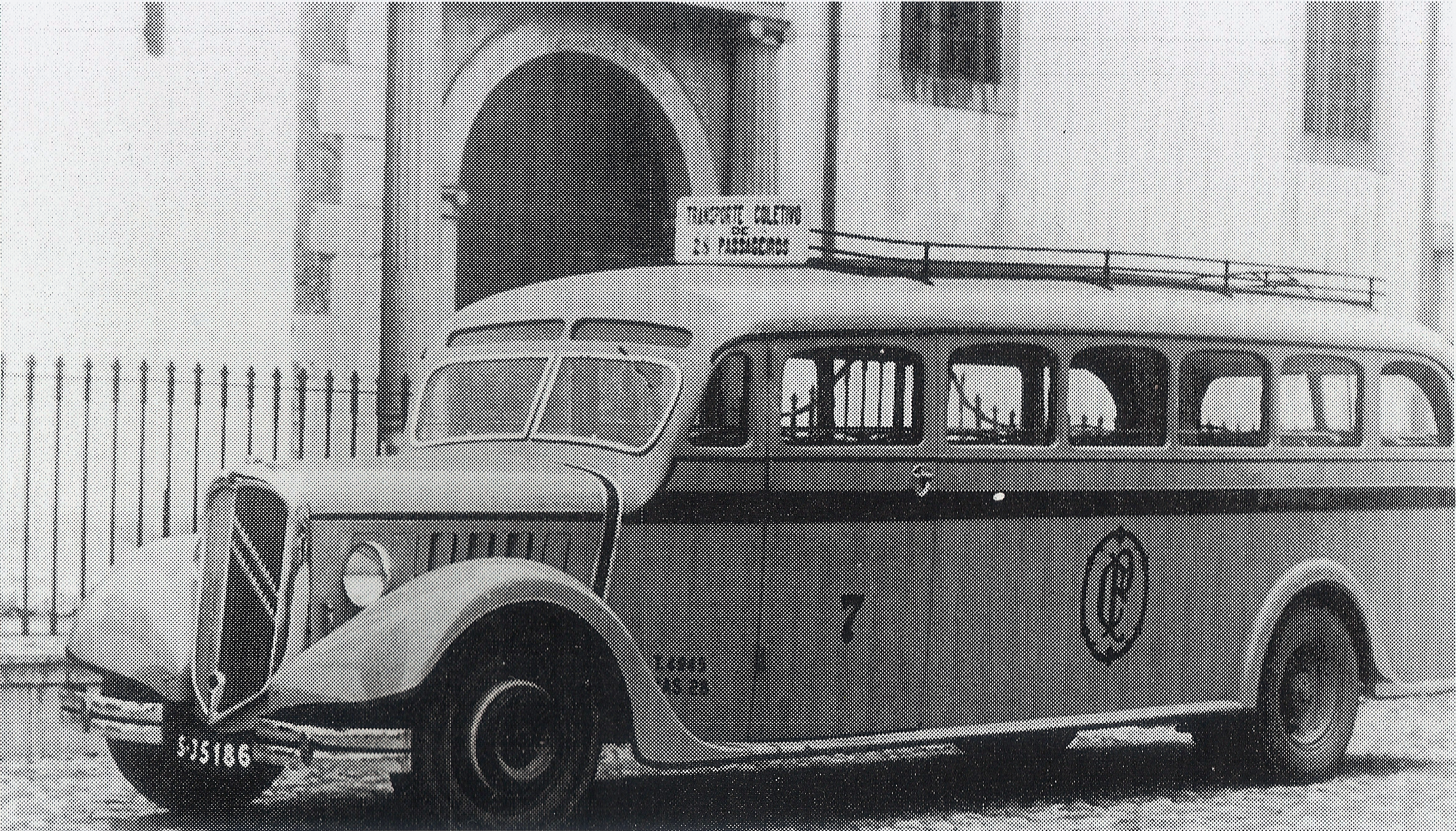
Autocar Citroën des années 1930.
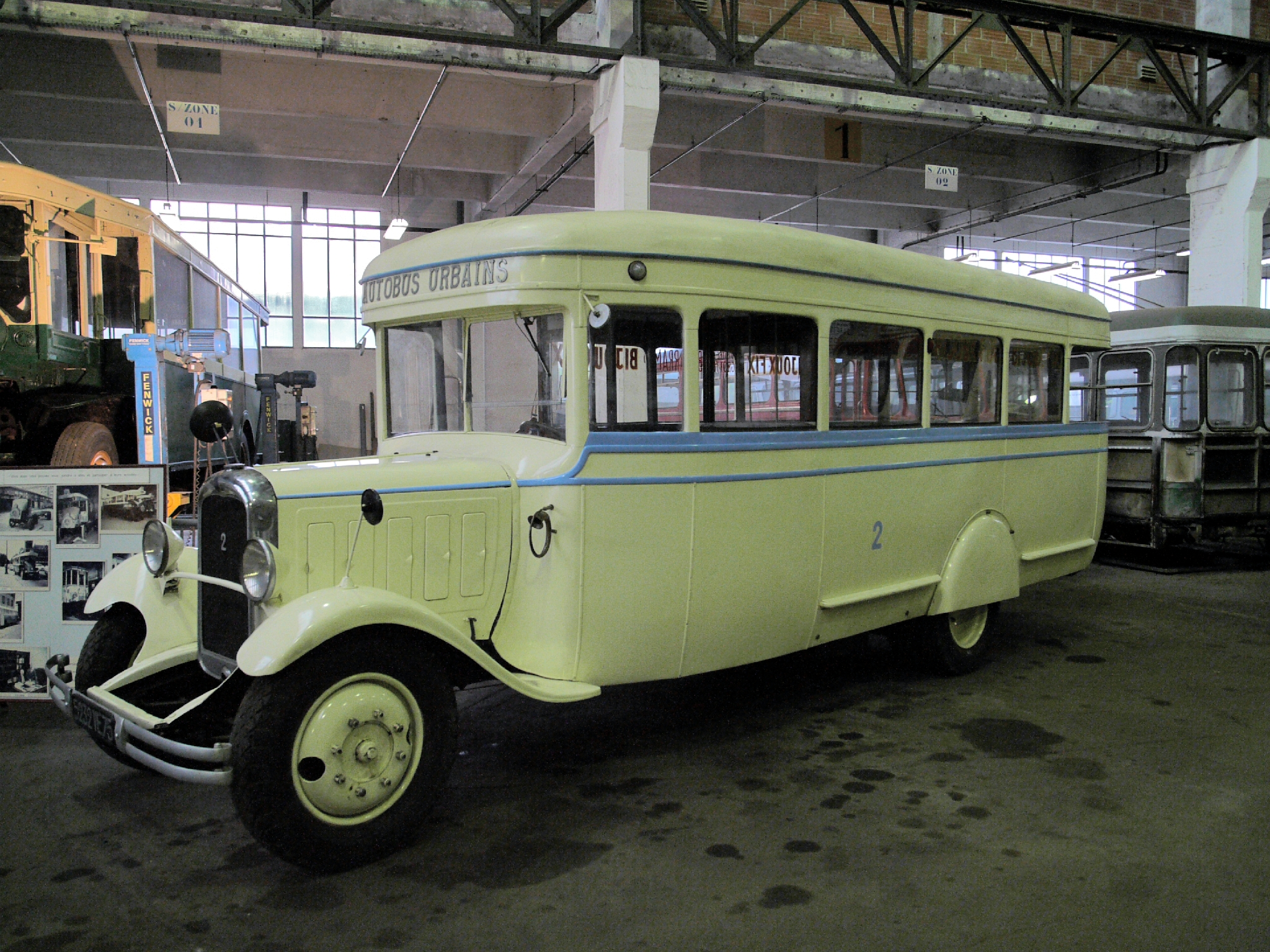
Autocar Citroën C6 G1 2 tonnes long construit en 1932 par la division poids lourds à Levallois. Exemplaire des TCVL (transports en commun de la ville de Lourdes) actuellement au musée de l'AMTUIR.
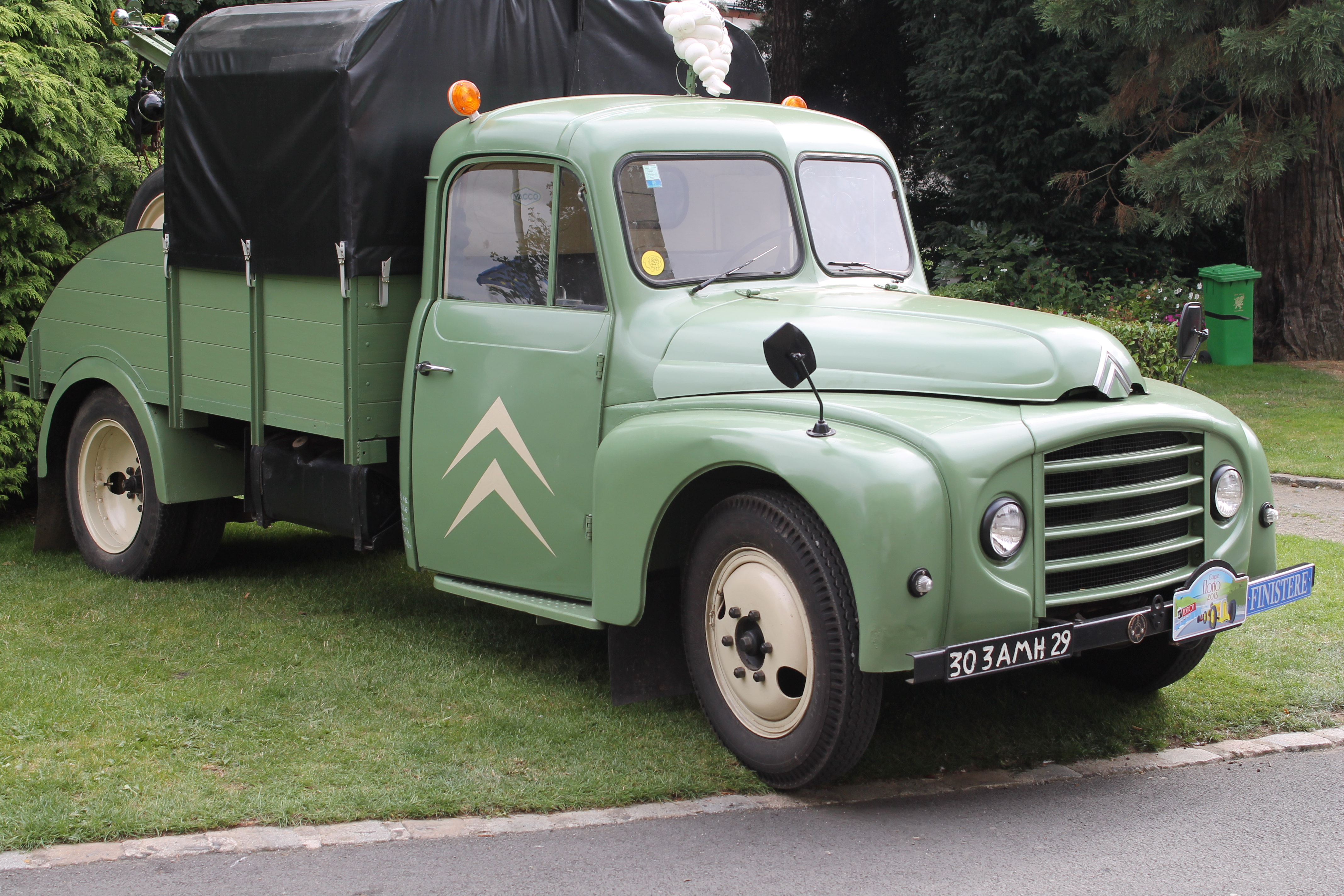
Citroën Type 23.
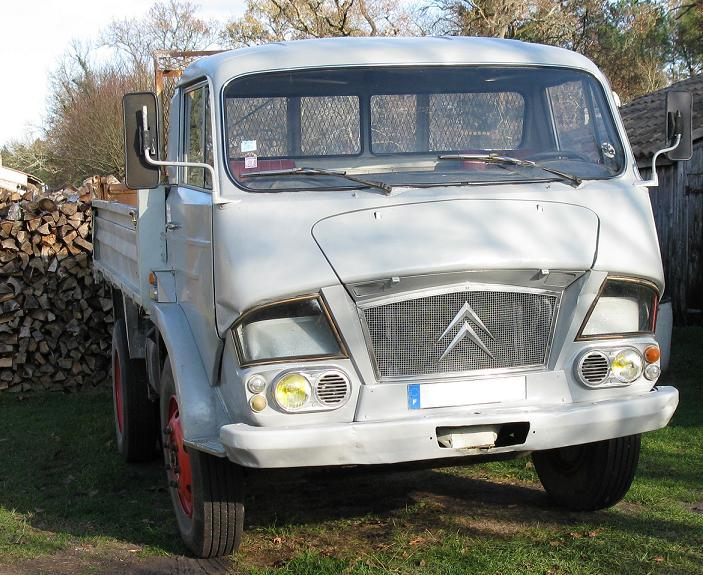
Camion Citroën type Belphégor 600 de 1966 : Poids vide : 4,610 T, PTAC 10,300 T.

#### Concept cars
- Prototype C (1955)
- Karin (1980)
- Xénia (1981)
- Eco 2000 (1984)
- Eole (Salon de Genève 1986)
- Xanthia (Salon de Paris 1986)
- Zabrus (1986)
- Activa (1988)
- Activa II (1990)
- Citela (1992)
- Xanae (1994)
- Berlingo Bulle, Berlingo Grand Large et Berlingo Coupé de Plage (1996), qui annoncent la Berlingo (1996)
- C3 Lumière (1998), qui annonce la C3 (1998)
- C6 Lignage (1999)
- Osée (2001), dessinée par Pininfarina
- C-Crosser (2001)
- C-Airdream (Salon de Paris 2002)
- C-AirLounge (Salon de Francfort 2003)
- C-Sportlounge (Salon de Francfort 2005)
- C-AirPlay (Salon de Bologne 2005)
- C-Buggy (Salon de Madrid 2006)
- C-Métisse (Salon de Paris 2006)
- C5 Airscape (2007)
- C-Cactus (Salon de Francfort 2007)
- GT by Citroën (Salon de Paris 2008)
- Hypnos (Salon de Paris 2008)
- Revolte (Salon de Francfort 2009)
- Survolt (Salon de Genève 2010)
- DS High Rider (Salon de Genève 2010)
- GQ (Londres)
- Metropolis (Exposition universelle de Shanghai 2010)[67].
- Lacoste (Salon de Paris 2010)
- Tubik (Salon de Francfort 2011)
- Numéro 9 (2012)
- Cactus (Salon de Francfort 2013)
- C-XR (Salon automobile de Pékin 2014)
- AirCross (Salon automobile de Shanghai 2015)
- CXperience (Salon de Paris 2016)
- C-Aircross (Salon de Genève 2017)
- Citroën SpaceTourer Rip Curl Concept[68] (Salon de Francfort 2017)
- Citroën Ami One concept (Salon de Genève 2019)
- Citroën 19 19 Concept
- Citroën Skate (2021)
- Citroën My Ami Buggy Concept (2021)
- Citroën Oli (2022)[69]
- Citroën Basalt Vision (2024)[70]
- Citroën C5 Aircross Concept (2024)

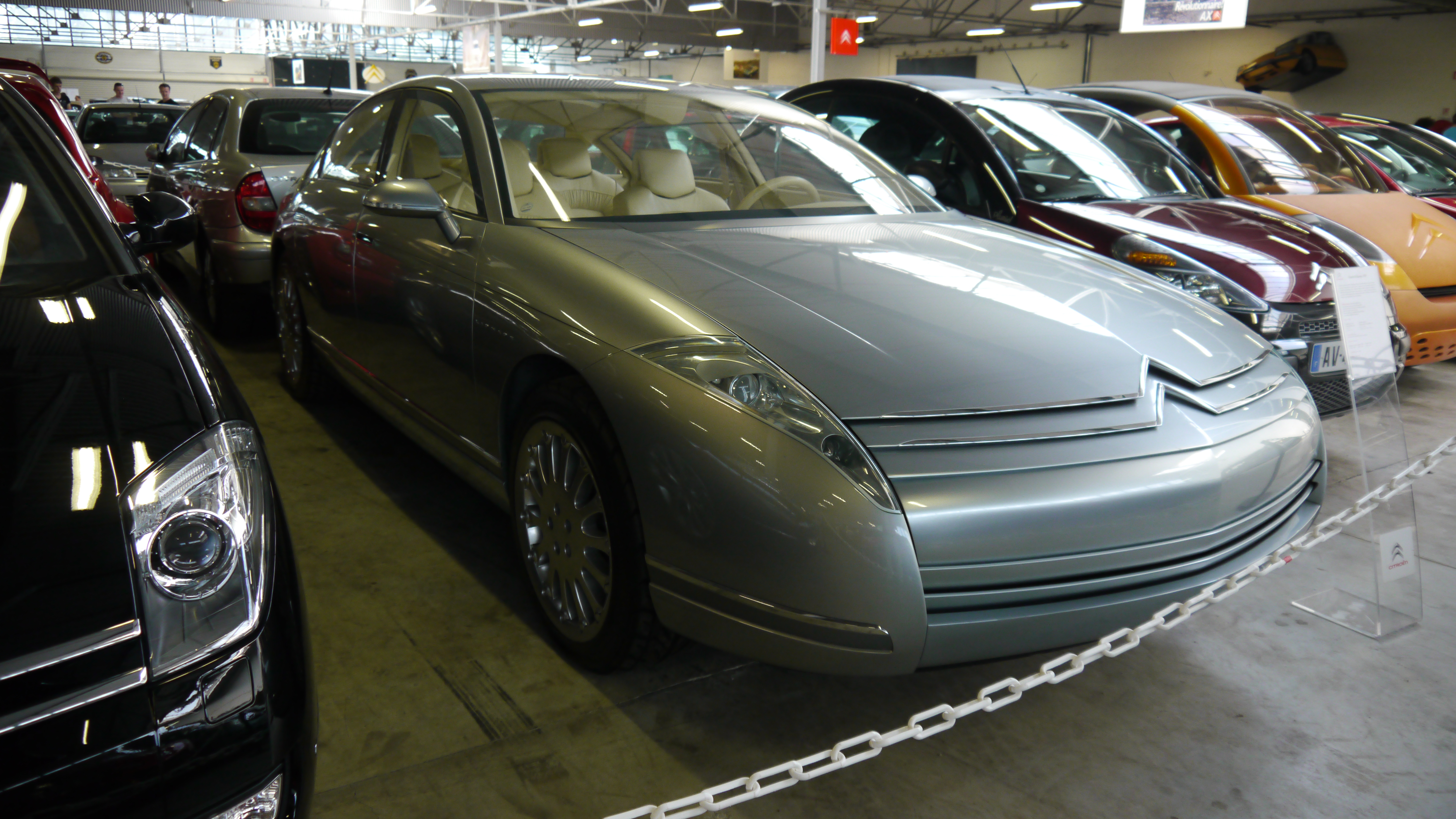
C6 Lignage
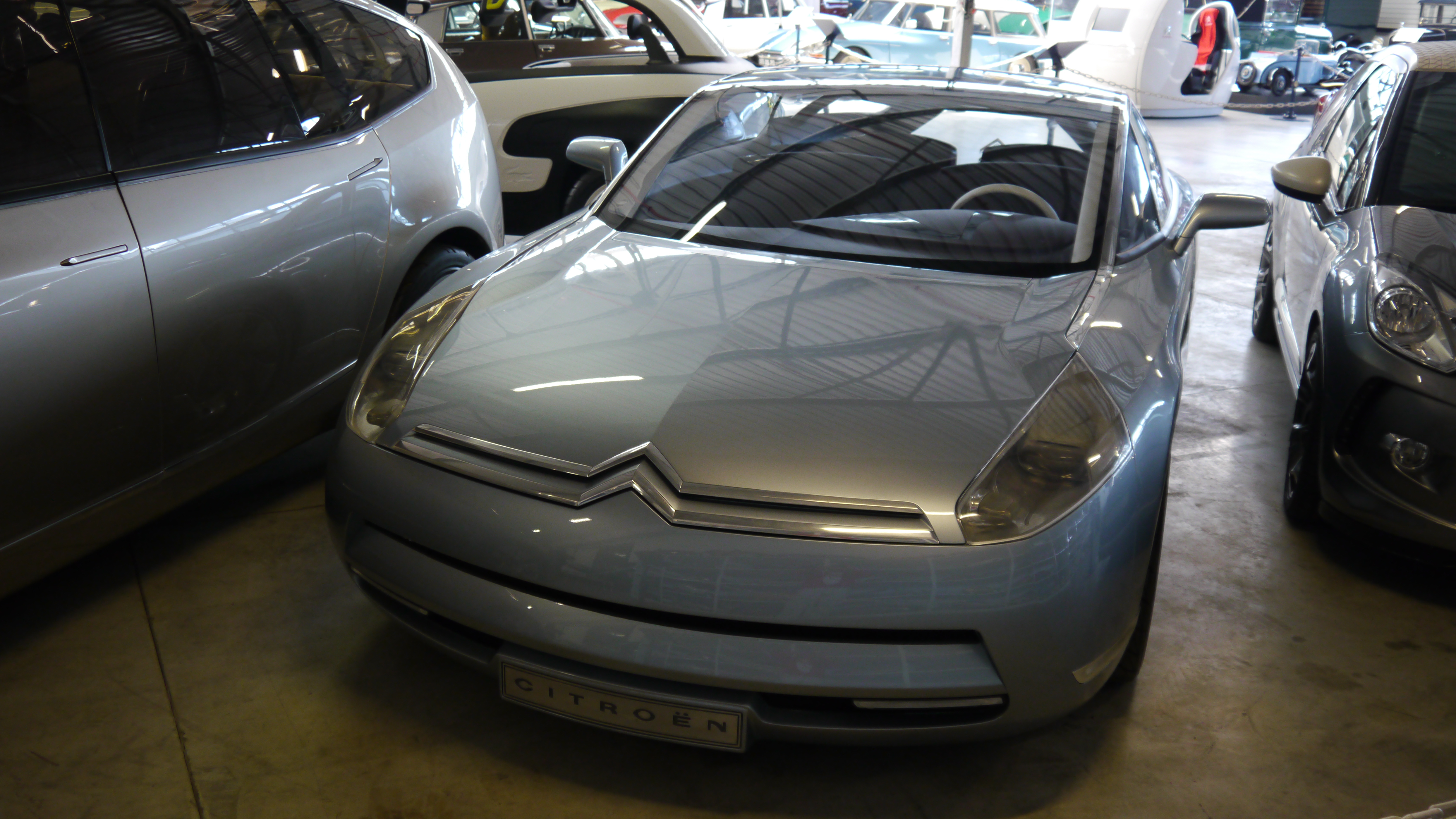
C-Airdream
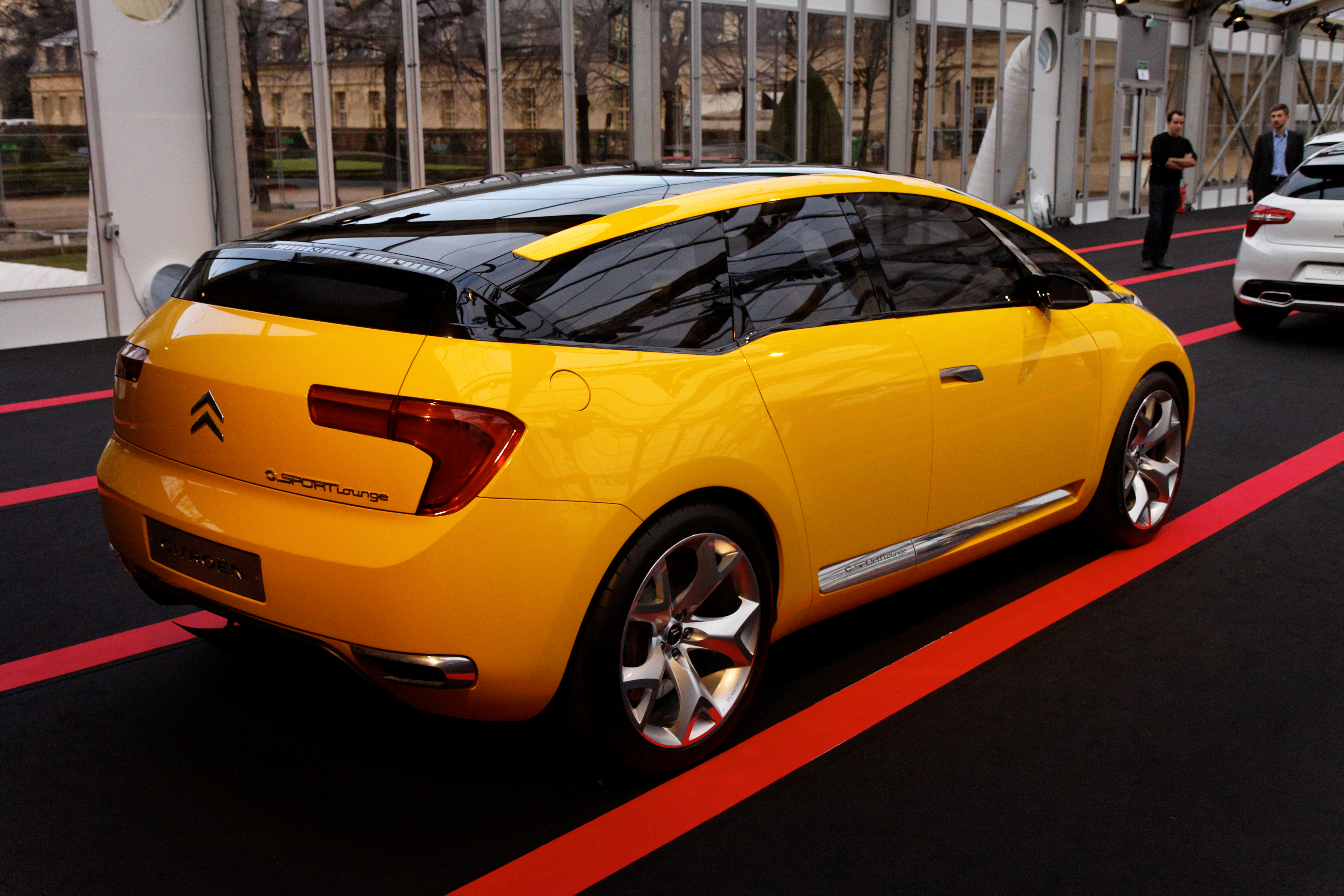
C-Sportlounge
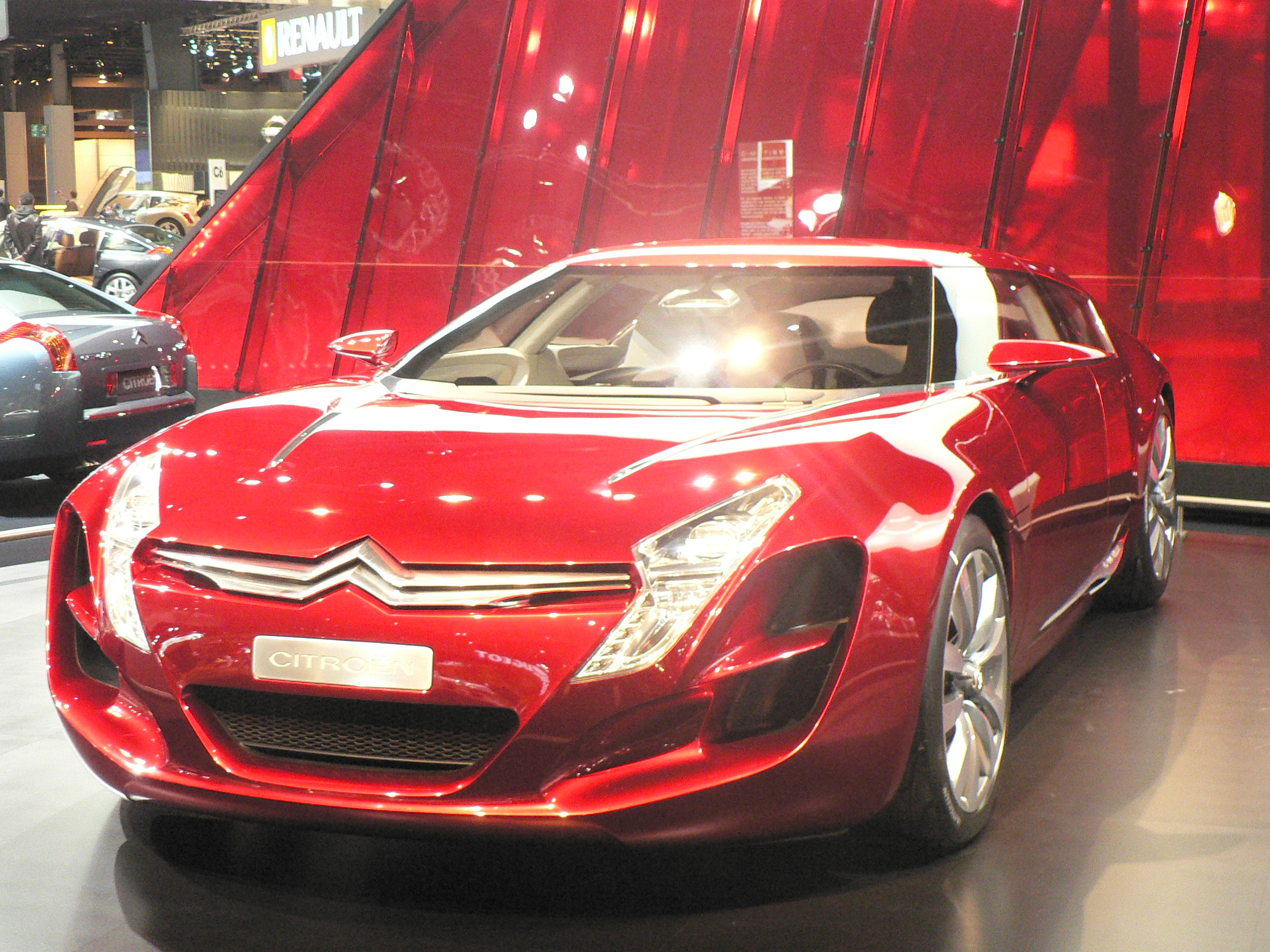
C-Métisse
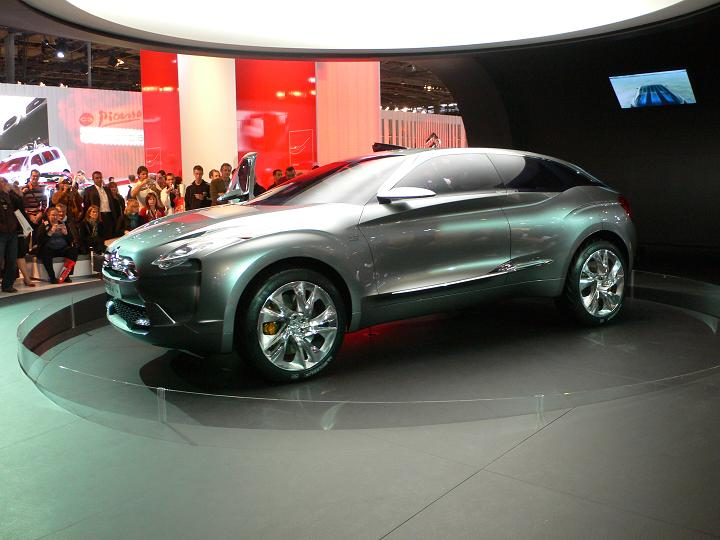
Hypnos
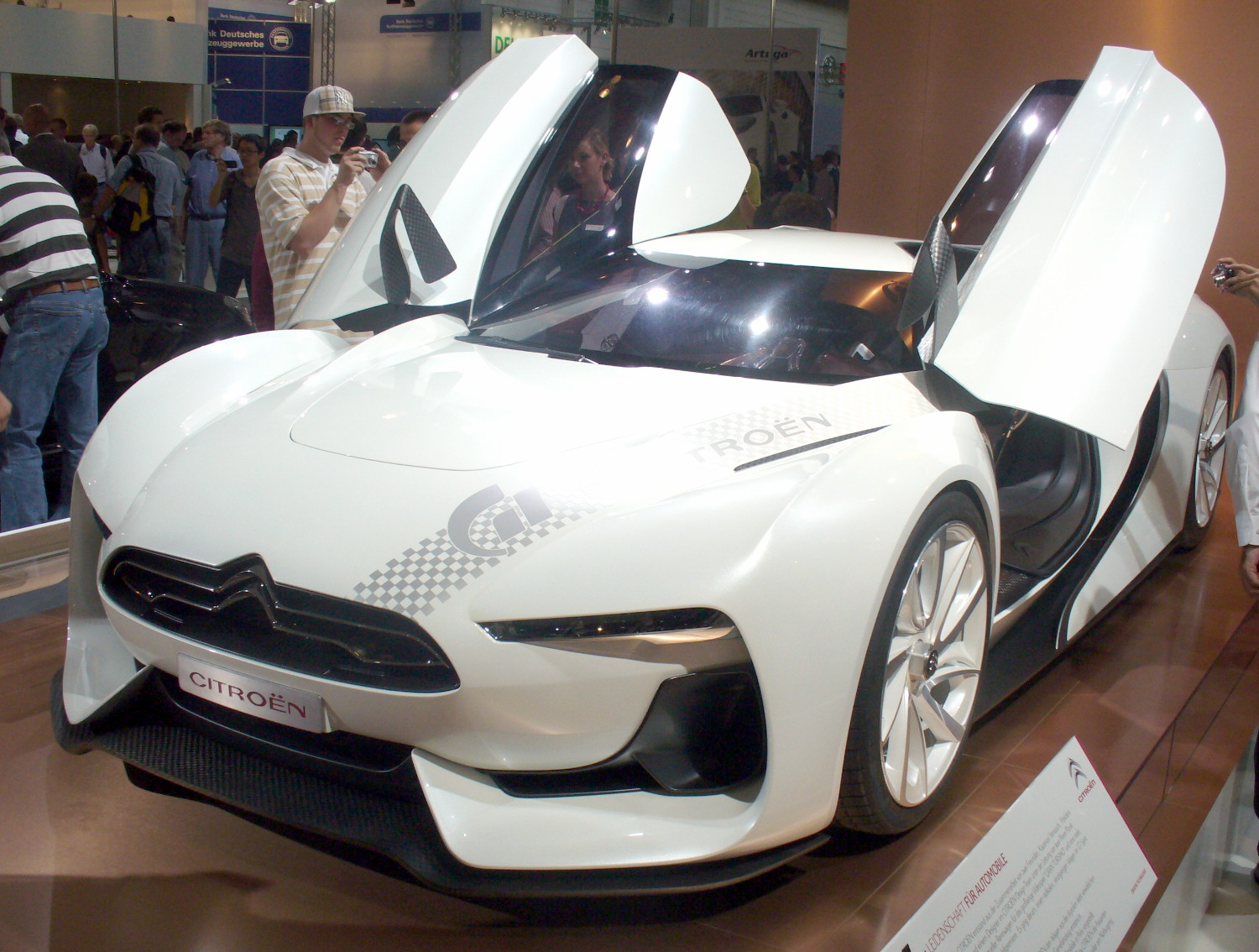
GT
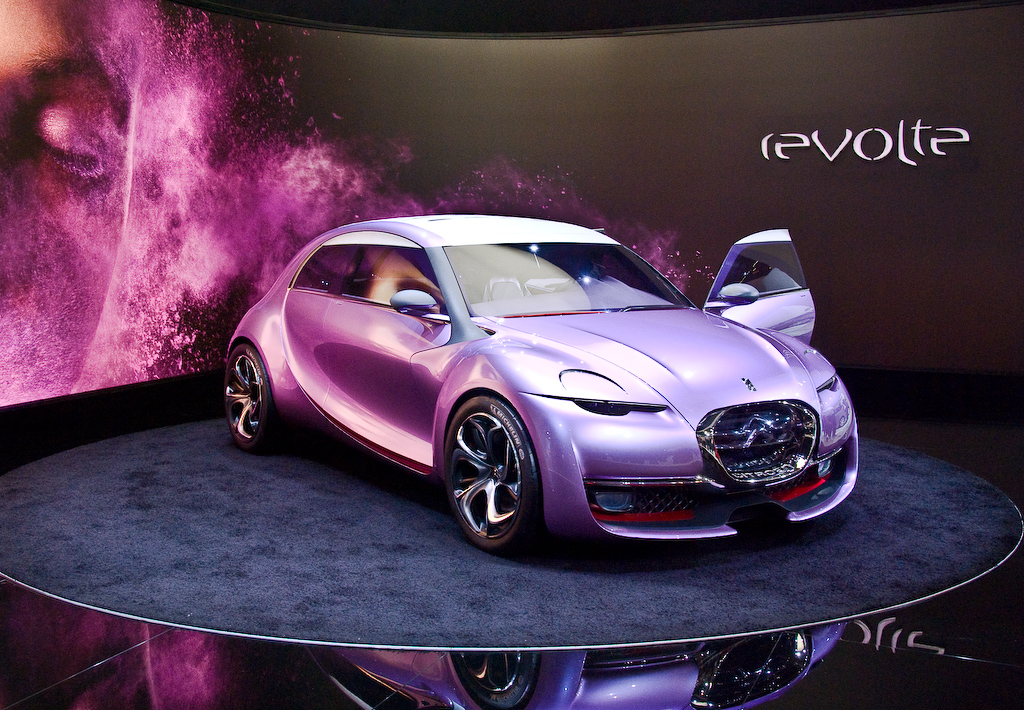
Revolte
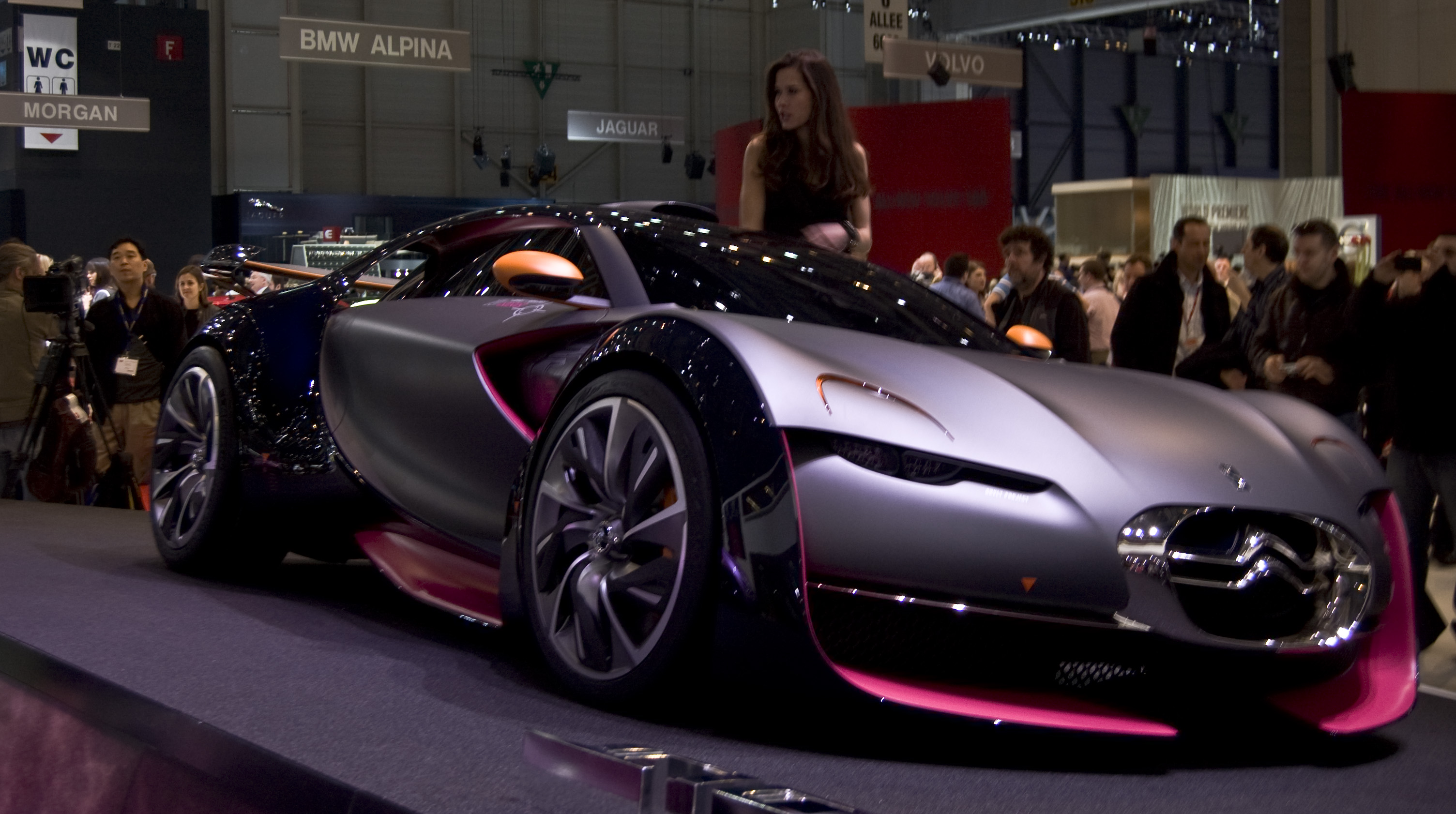
Survolt
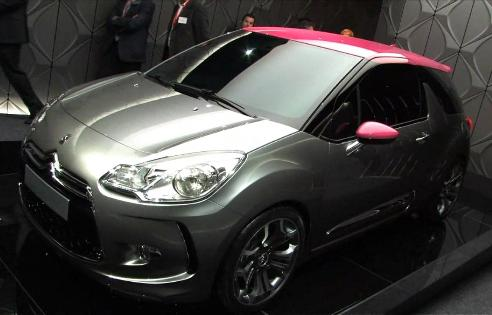
DS Inside
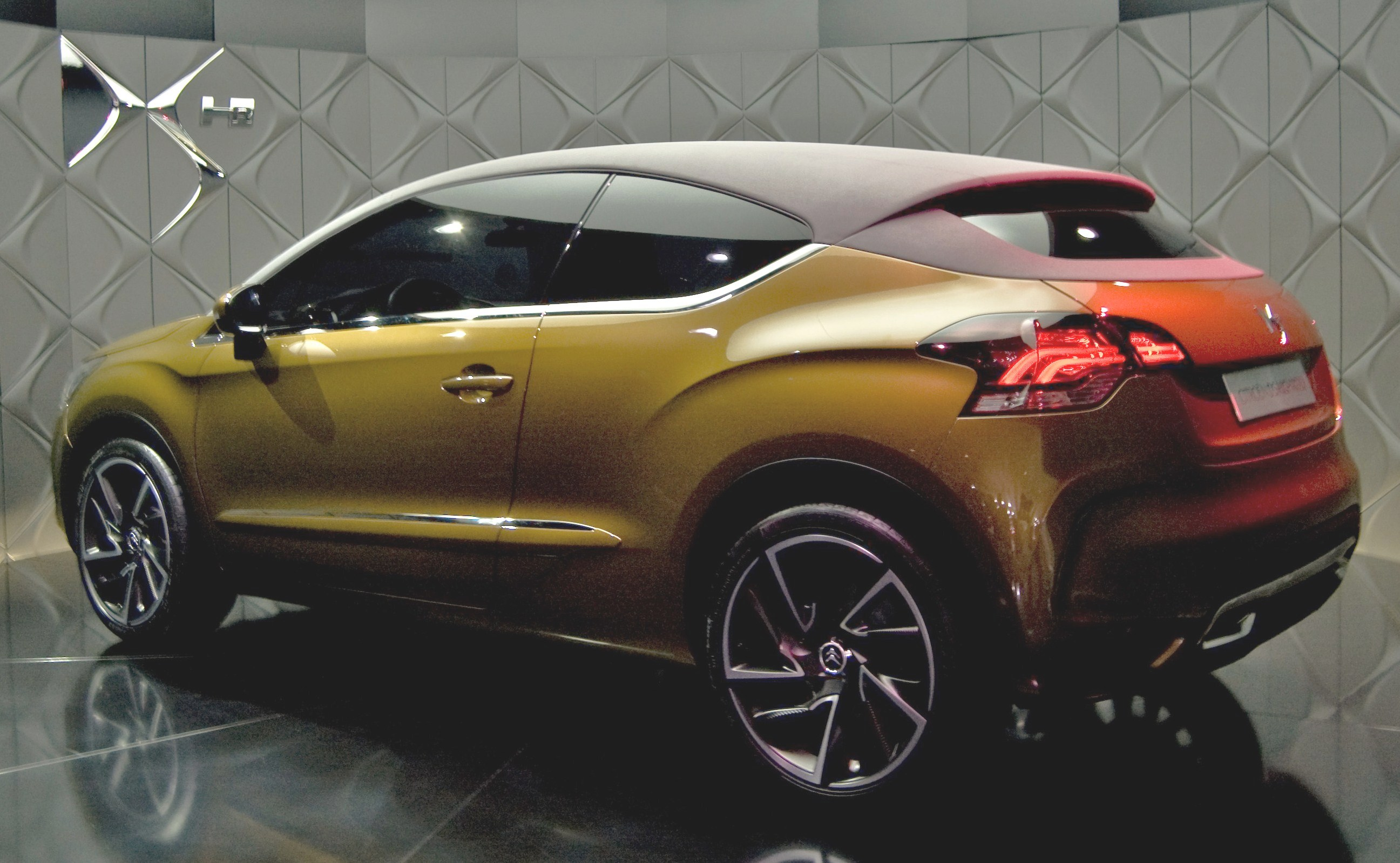
DS High Rider
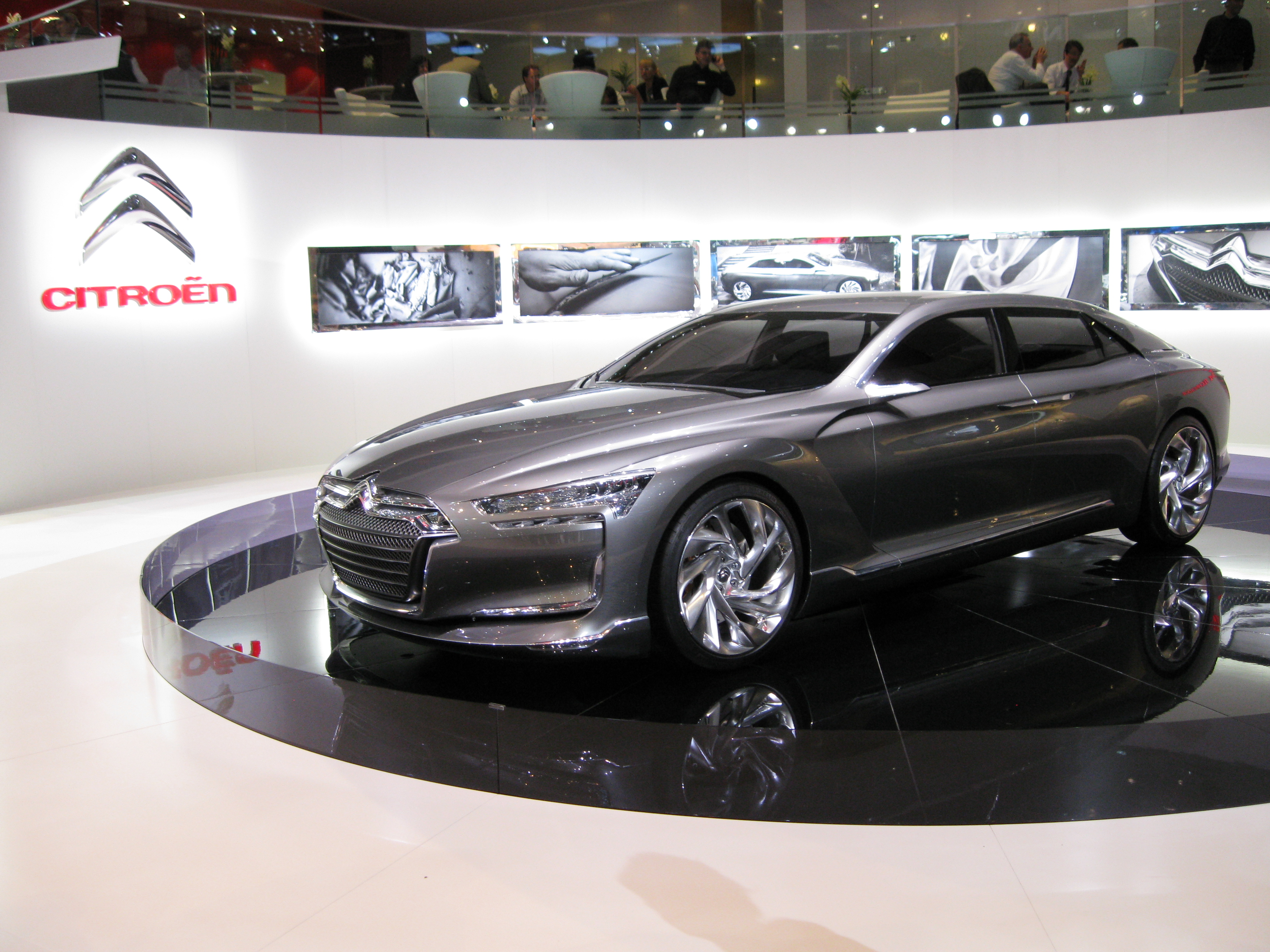
Metropolis
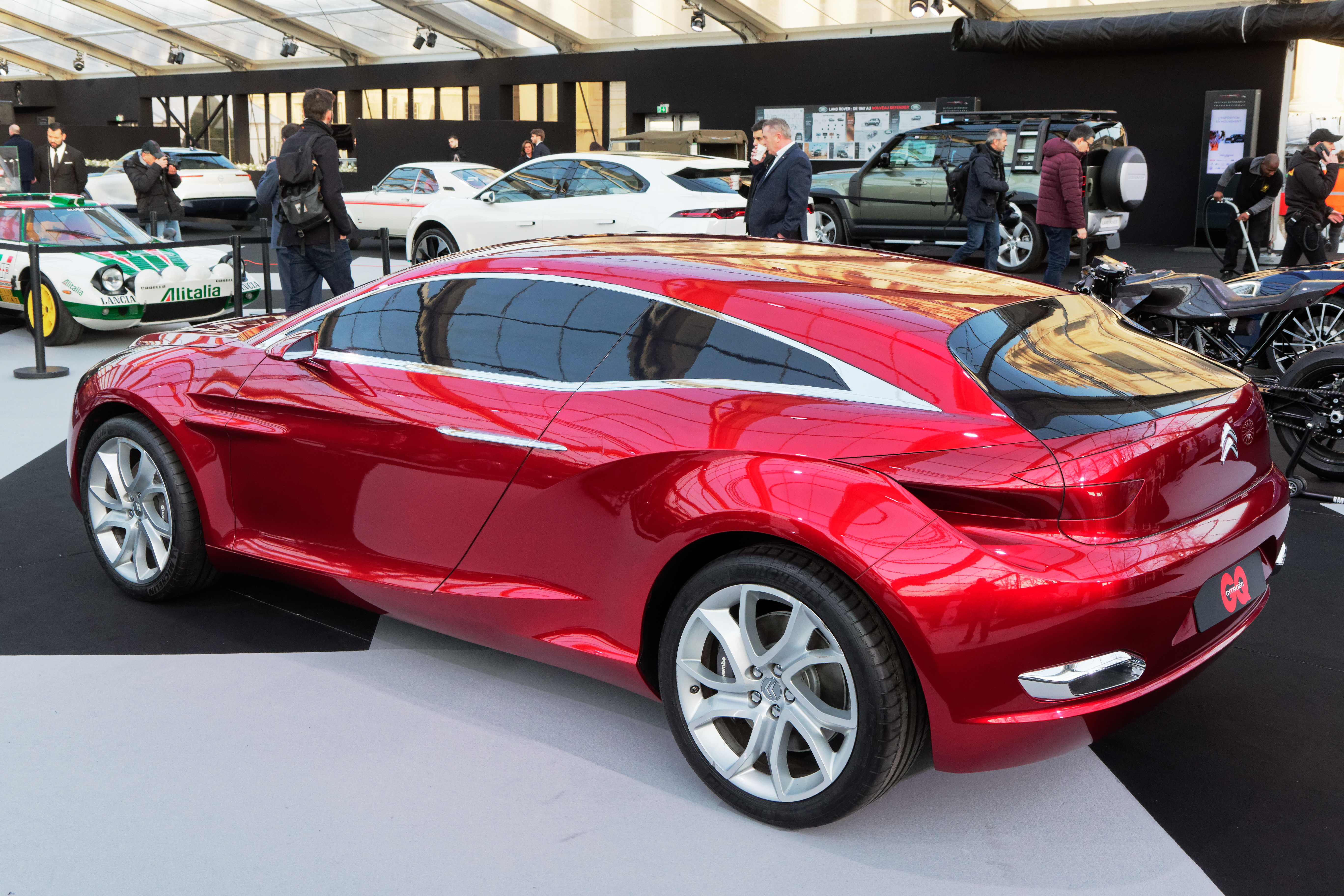
GQ
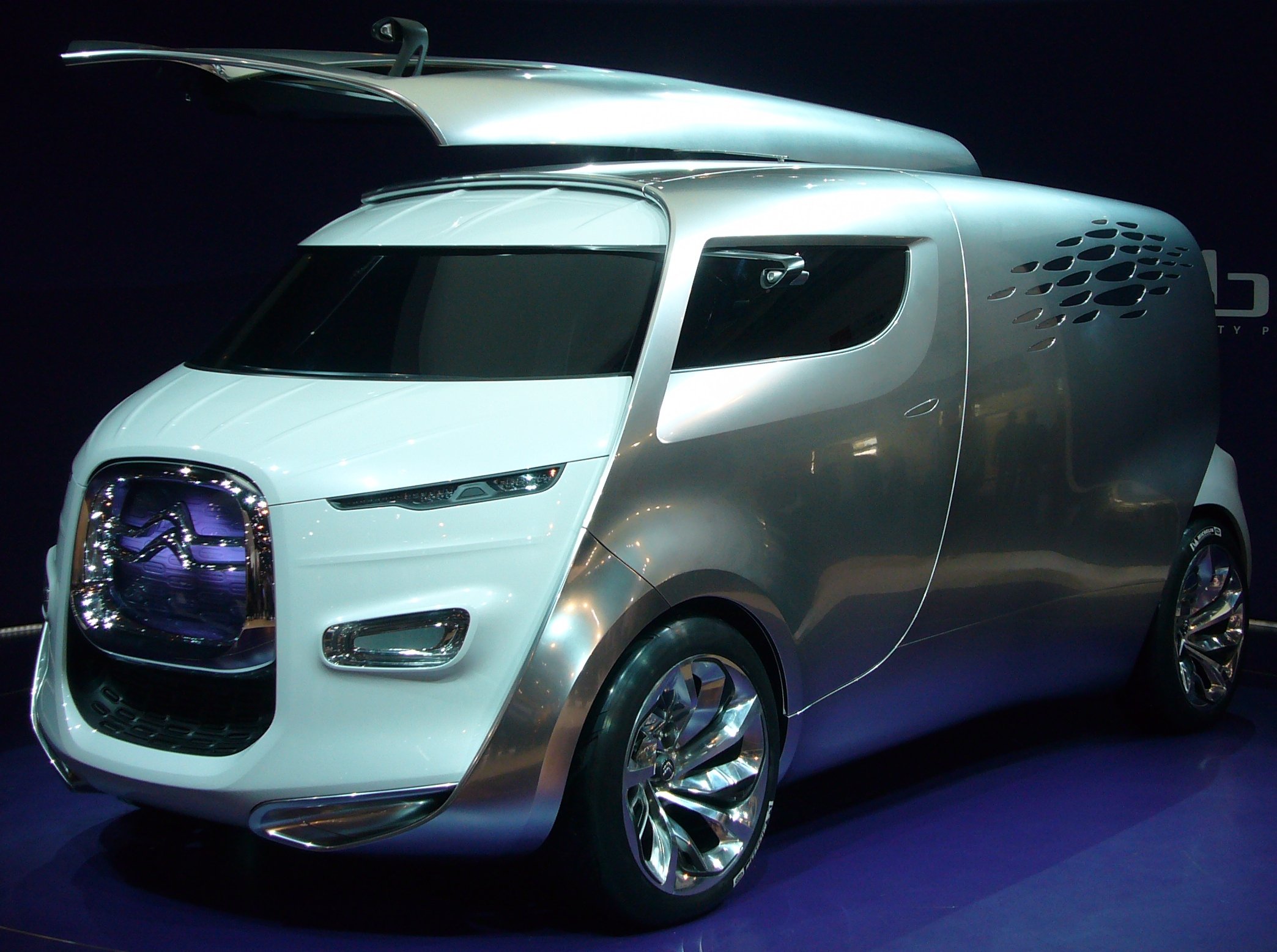
Tubik
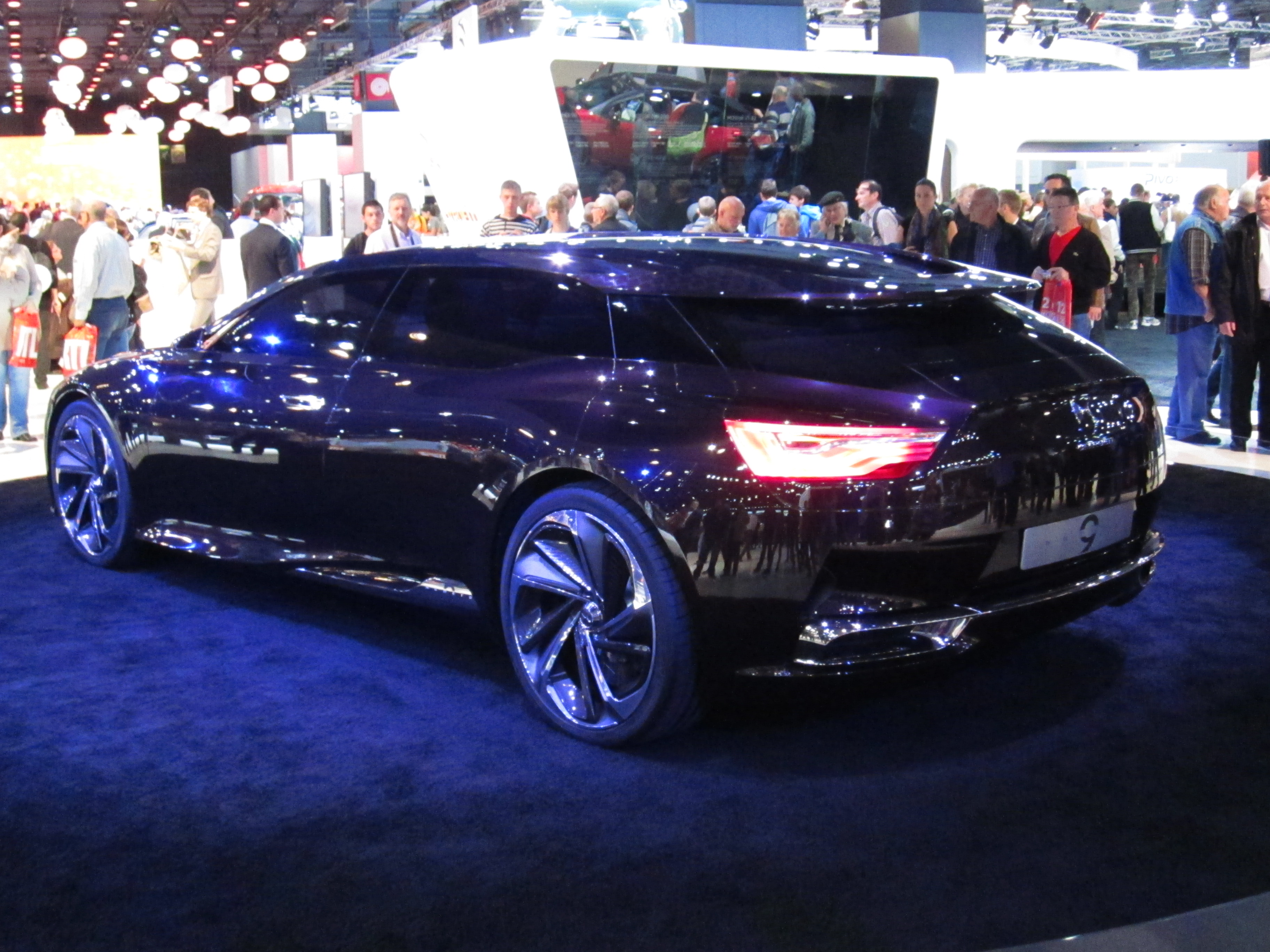
Numéro 9
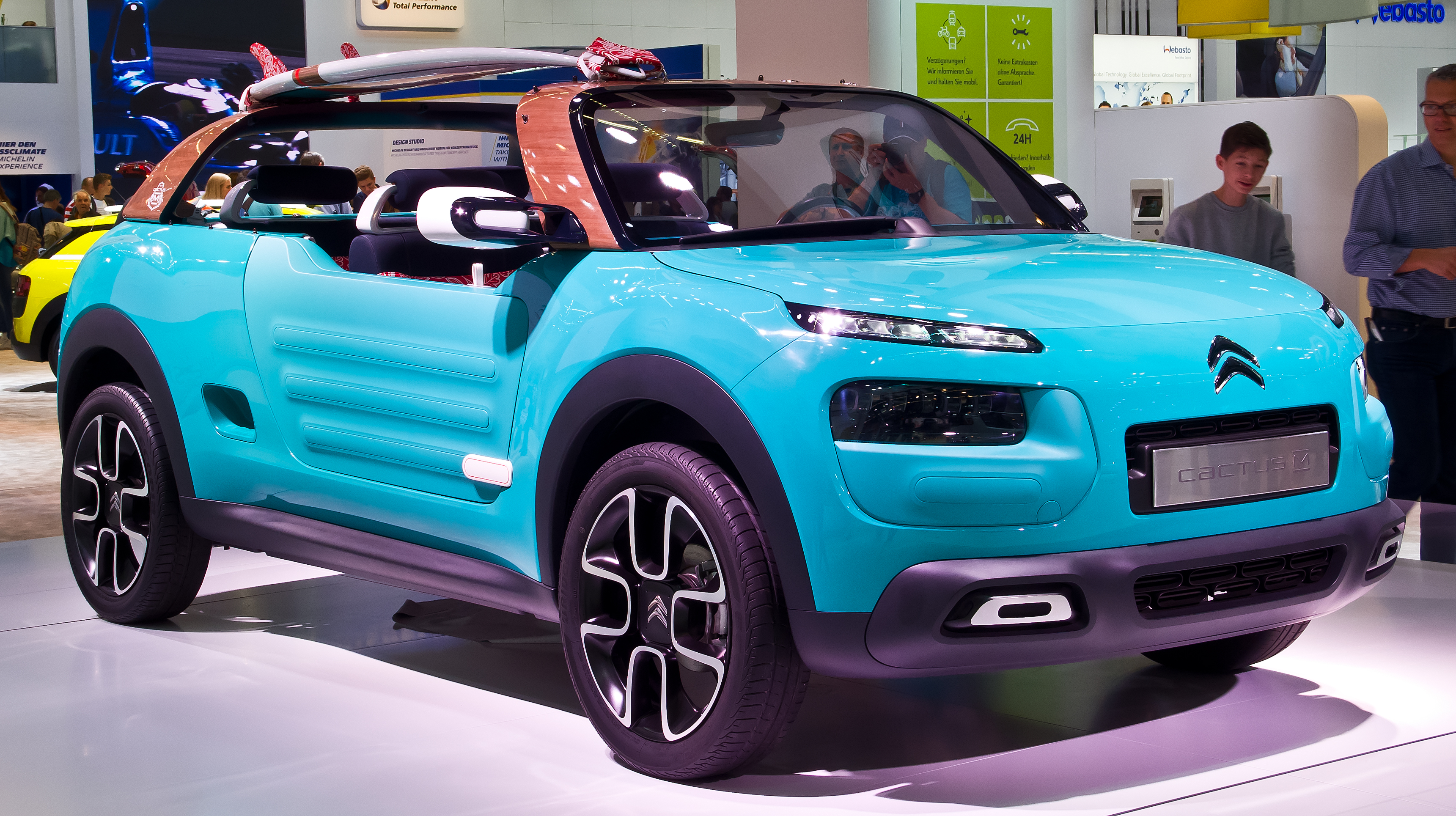
Cactus M
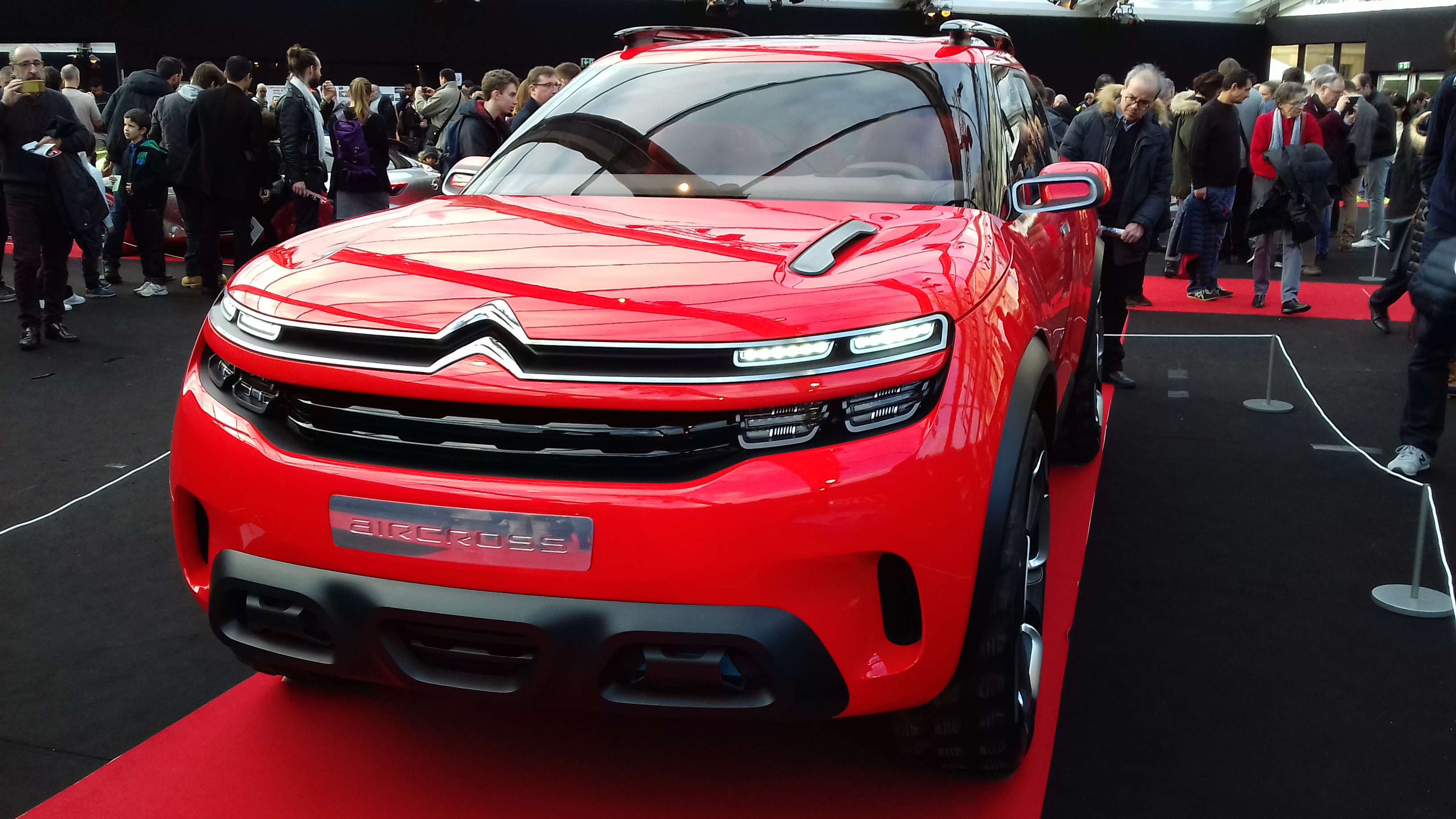
AirCross
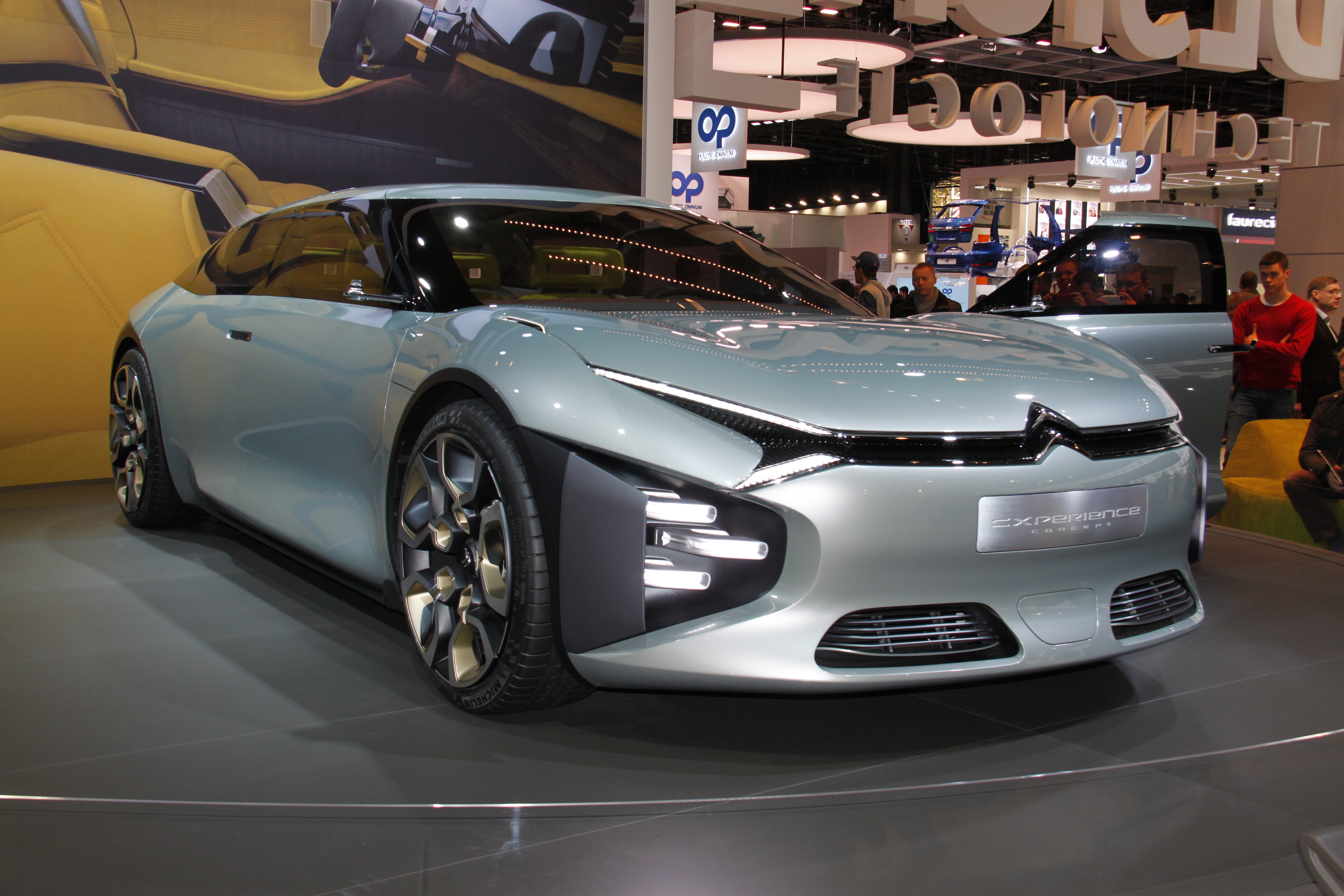
CXperience
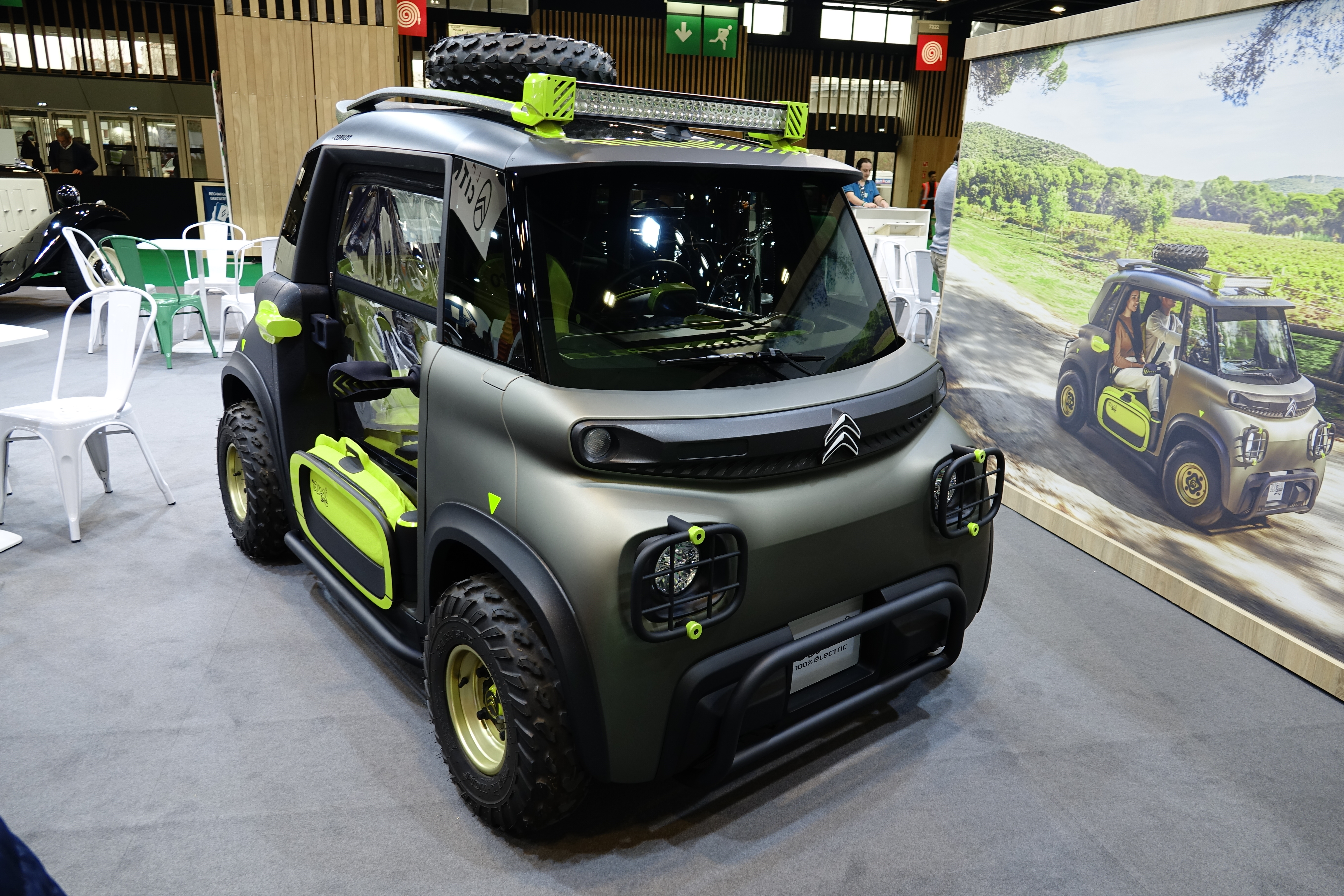
Citroën My Ami Buggy Concept
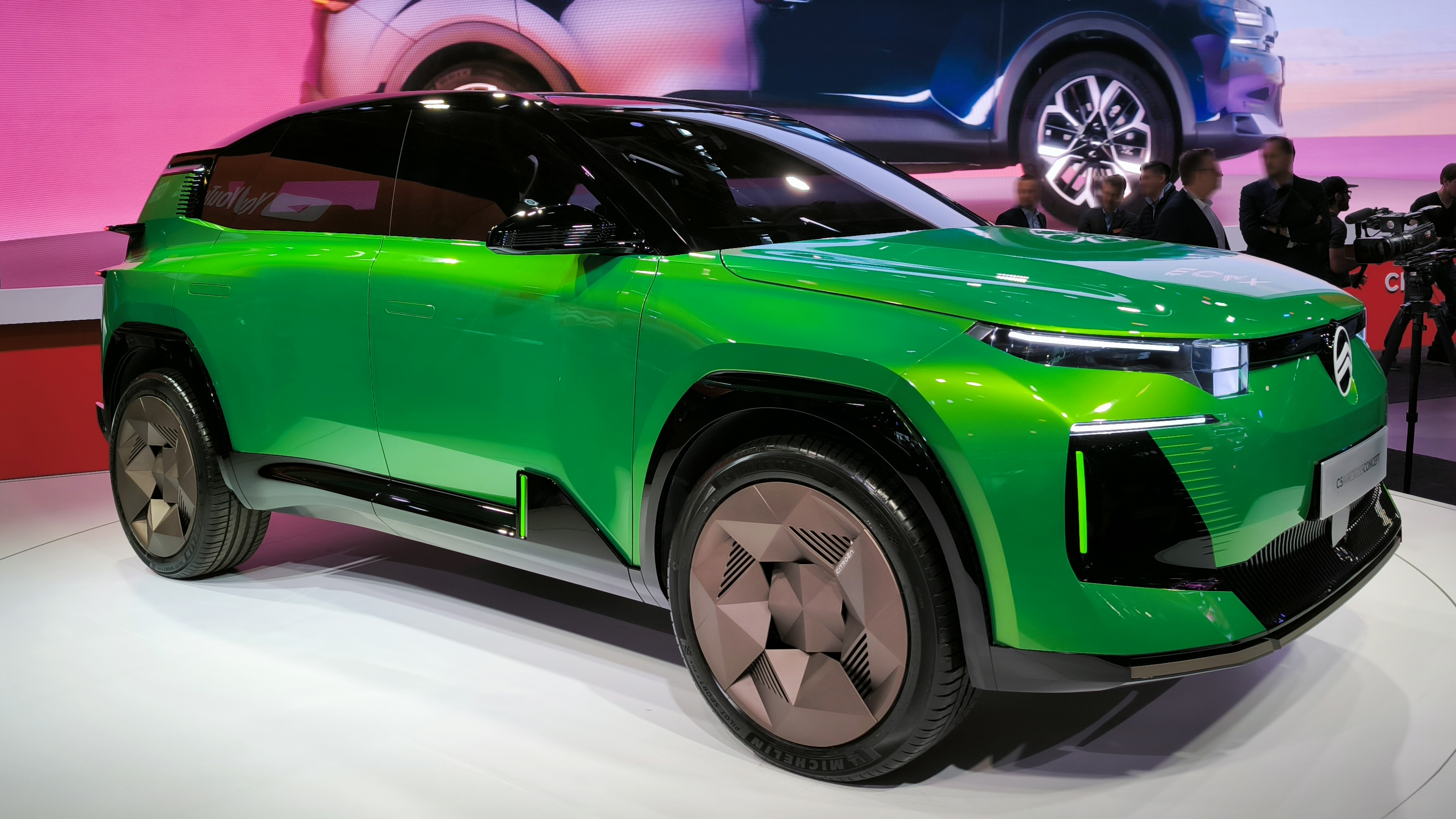
Citroën C5 Aircross Concept

## Récompenses

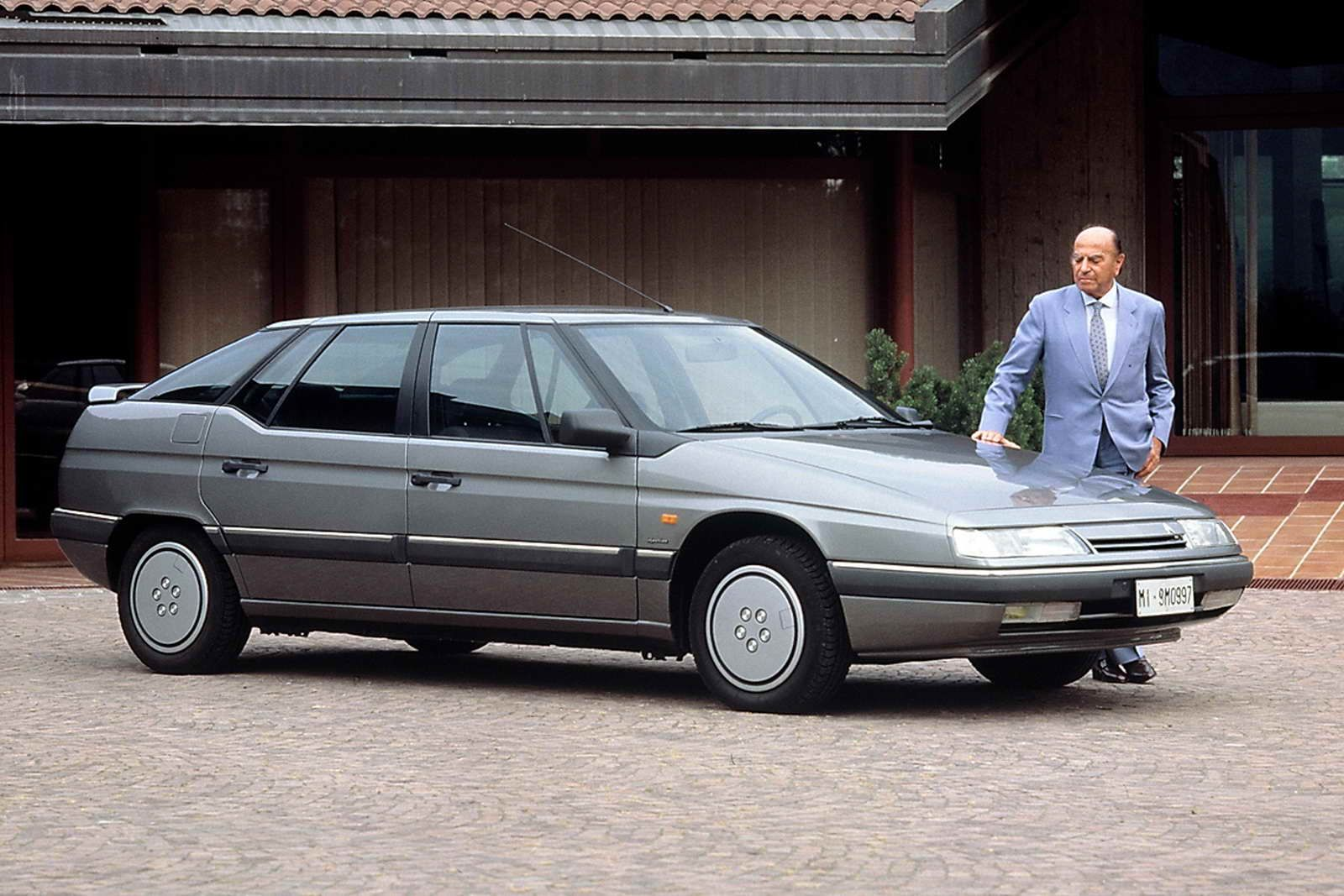
Citroën XM, voiture de l'année en Europe en 1990.

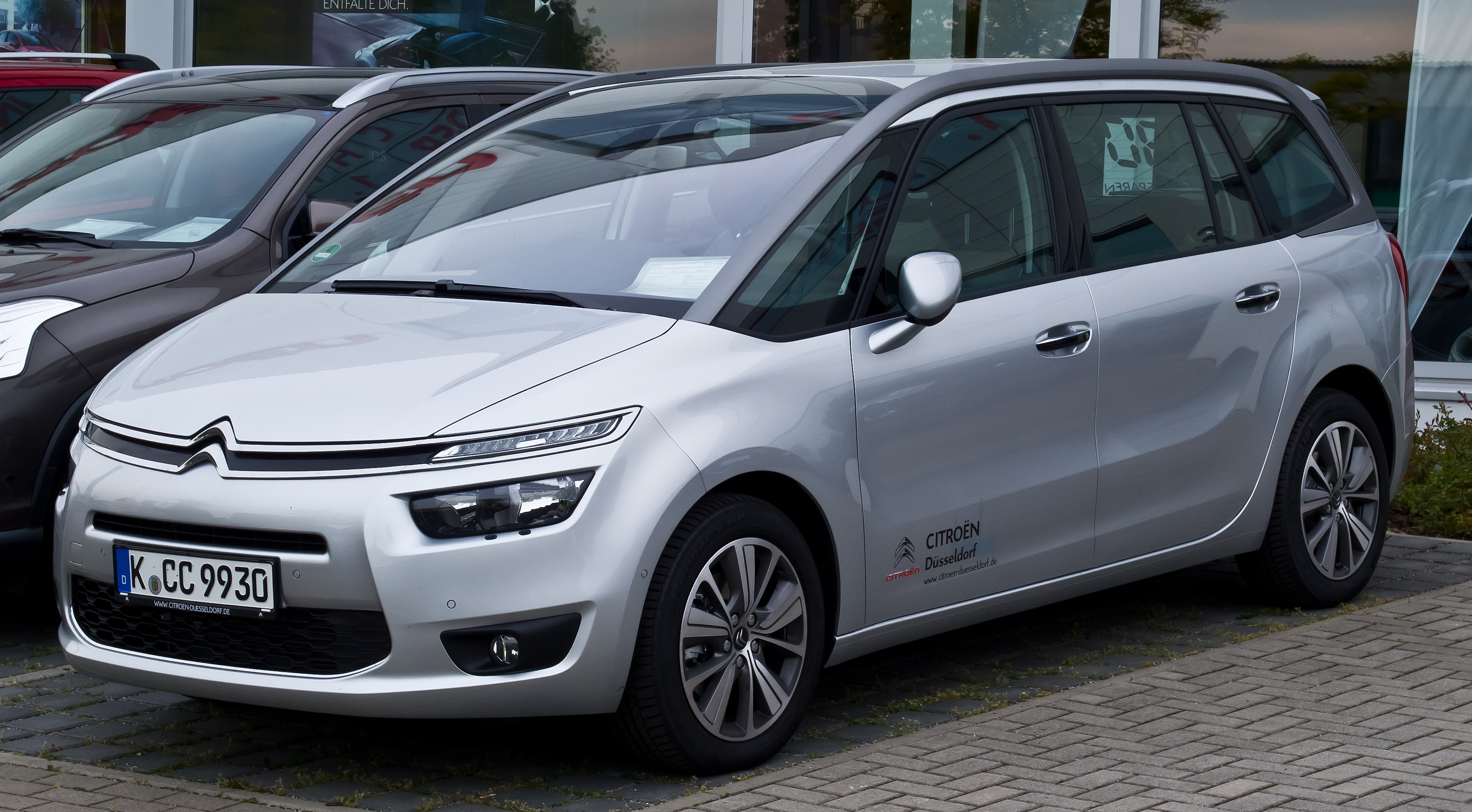
Citroën C4 Picasso, Voiture de l'année en Irlande en 2014.

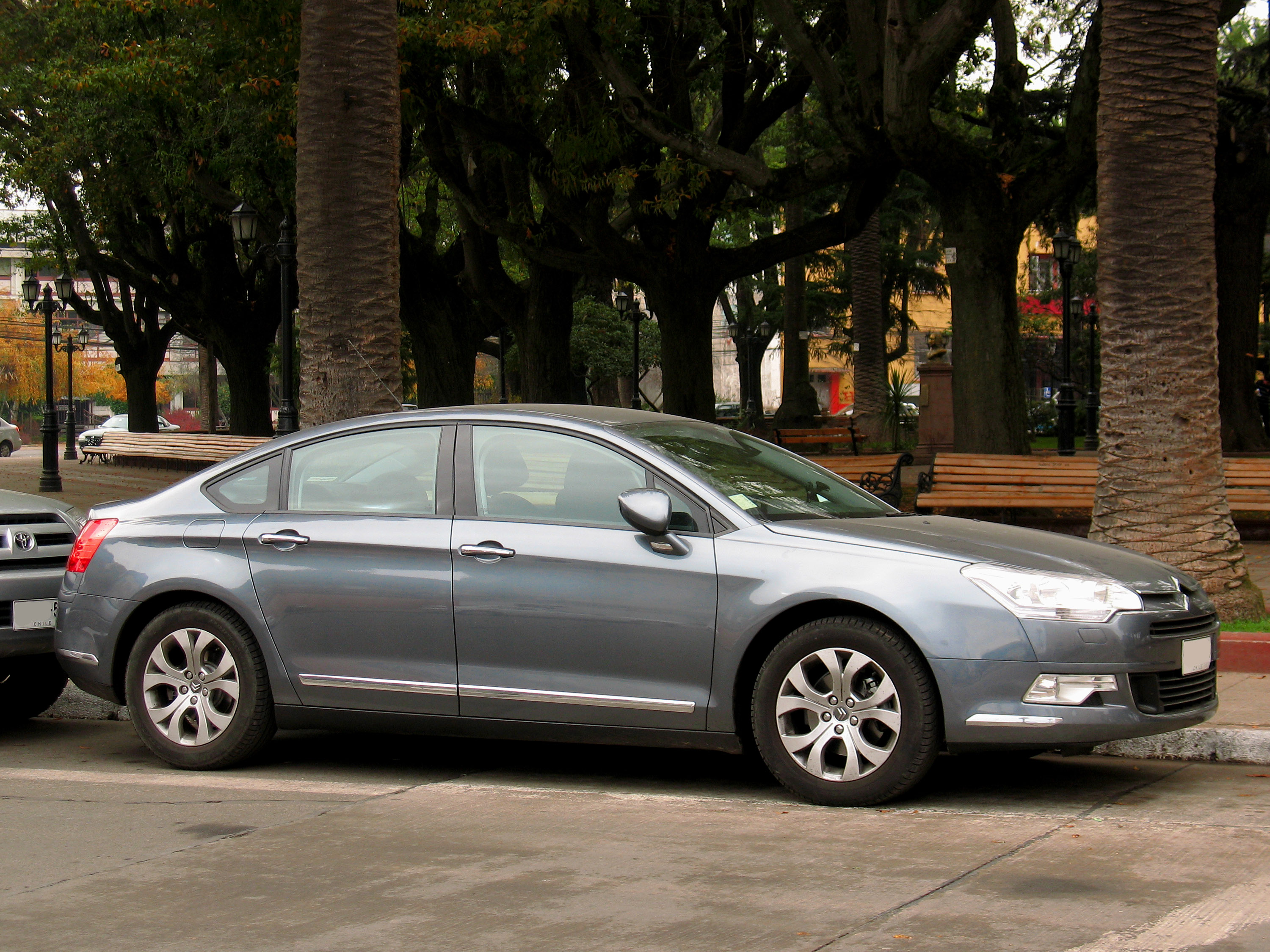
Citroën C5, Voiture de l'année en Espagne et en Irlande en 2009.

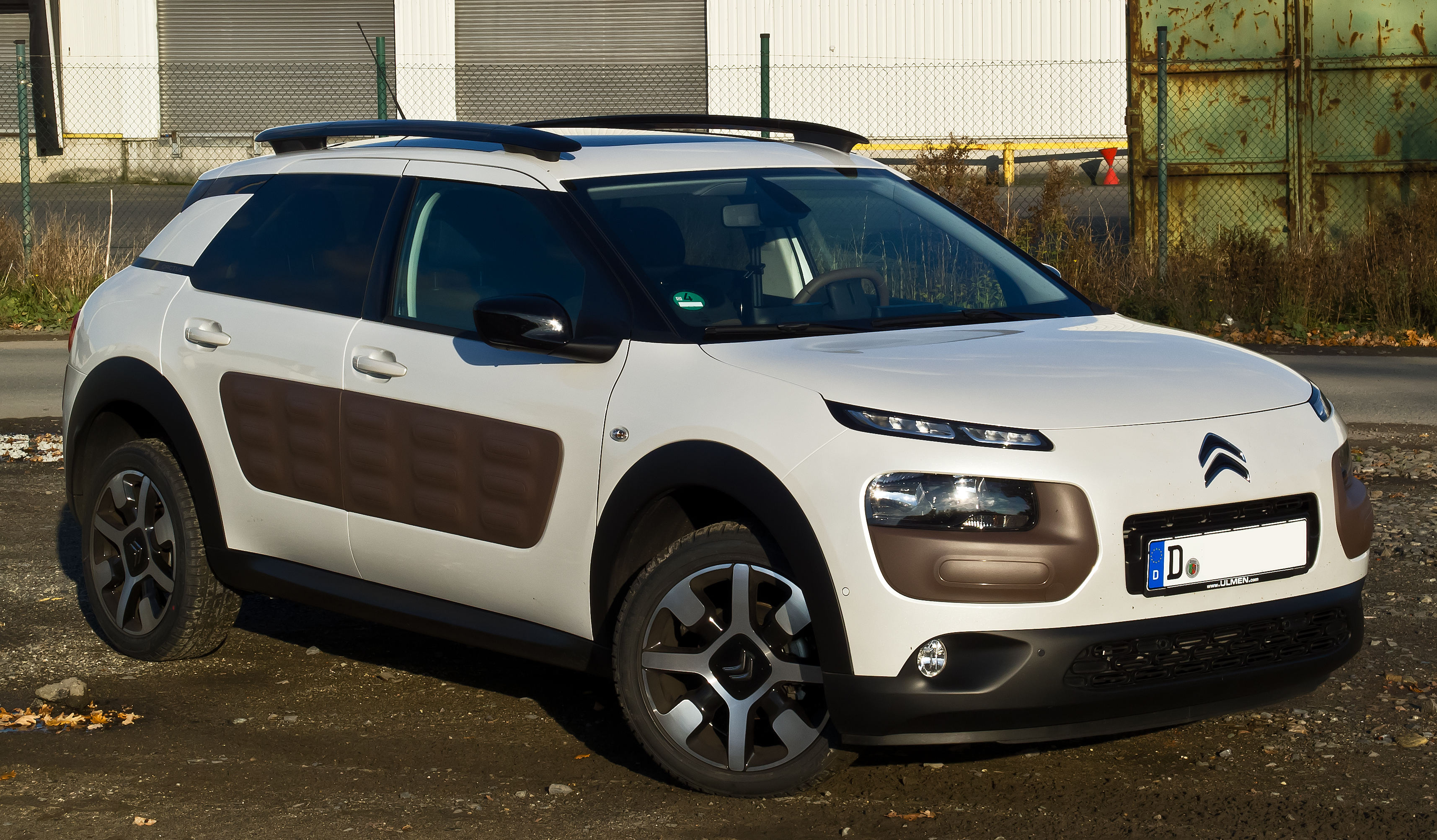
Citroën C4 Cactus 2014, Voiture de l'année en Espagne et au Danemark.

### Voiture de l'année aux États-Unis d'Amérique («Motor Trend Car of the Year»)
- 1972 – SM

### Voiture de l'année en Europe
- 1971 – GS
- 1975 – CX
- 1990 – XM

Huit modèles ont également été classés à la deuxième ou troisième place :
- 1971 – SM
- 1988 – AX
- 1992 – ZX
- 1994 – Xantia
- 2003 – C3
- 2005 – C4
- 2007 – C4 Picasso
- 2015 – C4 Cactus

### Voiture de l'année en Italie «Auto Europa»
Le trophée de la Voiture de l'année en Italie 'Auto Europa' est décerné par le jury de l'Union italienne des journalistes automobiles (UIGA), qui récompense chaque année la meilleure voiture produite à au moins 10 000 unités dans vingt-sept pays de l'Union européenne et commercialisés entre septembre et août de l'année précédente.
- 1990 – XM[72]
- 1992 – ZX[72]
- 1994 – Xantia[72]
- 2001 – Xsara Picasso[72]
- 2002 – C5[72]
- 2003 – C3[72]
- 2005 – C4[72]
- 2012 – DS4[72]

### Voiture de l'année en Espagne
La Voiture de l'année en Espagne est élue par les professionnels de 35 magazines espagnols.
- 1974 – GS
- 1977 – CX
- 1984 – BX
- 1988 – AX
- 1992 – ZX
- 1994 – Xantia
- 2003 – C3
- 2004 – C2
- 2009 – C5
- 2015 – C4 Cactus[71]

(*) : la Renault Twingo fut élue gagnante ex æquo en 1994.

### Voiture de l'année en Irlande
Le titre de "Voiture de l'année en Irlande" est voté par l'association irlandaise des journalistes automobile.
- 1998 – Xsara
- 2009 – C5
- 2014 – C4 Picasso

### World Car Design Award
Le prix vise à récompenser une voiture pour son design extérieur et intérieur, il est attribué lors du salon automobile de New York (New York International Auto Show) par World Car Award. Cinq spécialistes du design automobile (un Japonais, une Italienne, un Allemand, un Anglais, un Américain (États-Unis)) proposent une liste de voitures chaque année à environ 75 jurés mondiaux (journalistes principalement).
Citroën est une des marques les plus représentées pour ce prix international. Au cours des dix dernières années (de 2006 à 2015), Citroën a été six fois finalistes, c'est-à-dire avec une voiture qui a terminé dans les trois premières places, dont deux fois en remportant le prix.
- 2006 - C4.
- 2015 - C4 Cactus.

## Direction

### Présidents
- André Citroën : fondateur 1919 -1935
- Pierre Michelin : 1935 -1937
- Pierre-Jules Boulanger : 1937 - 1950
- Robert Puiseux : 1950 - 1958
- Pierre Bercot : 1958 - 1970
- François Rollier : 1970 - 1974
- Georges Taylor : 1974 - 1979

### Directeurs
- Claude Satinet : 1998 - 2007
- Gilles Michel : 2007 - 2008
- Jean-Marc Gales : 2008 - 2009
- Frédéric Banzet : 2009 - 2014
- Linda Jackson : 2014 -  2020
- Vincent Cobée : 2020 - 2023
- Thierry Koskas : 2023 - 2025
- Xavier Chardon : 2025 (actuel)

## Coentreprises
- CAPSA
- Dongfeng Peugeot-Citroën Automobiles
- Oltcit (1976-1991)